# Carreau (construction)
Pour les articles homonymes, voir Carreau.

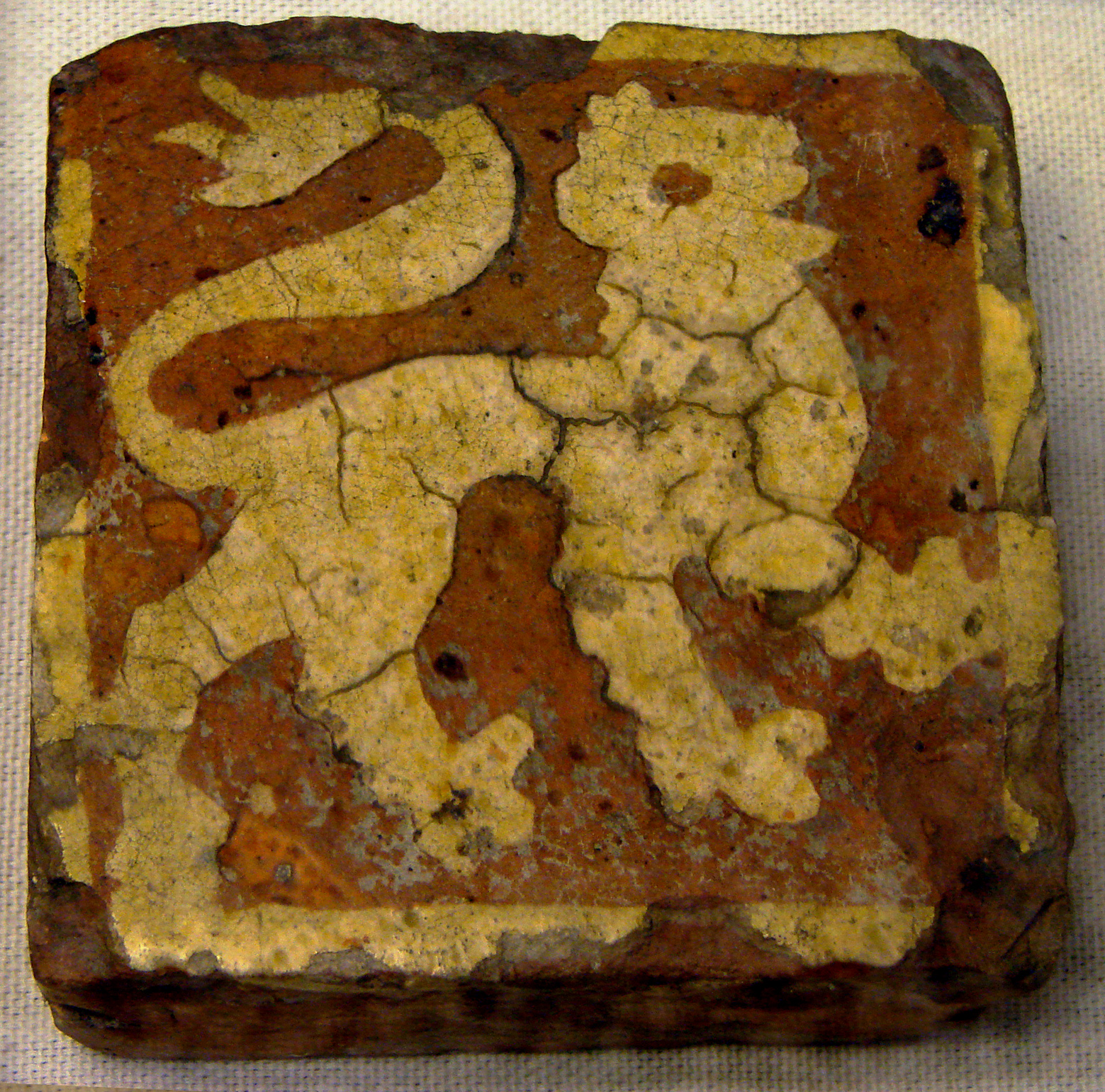
Carreau de pavement, terre glaçurée, époque médiévale, provenant de Senlis, Laon ou les environs. Musée d'Art et d'Archéologie de Laon.

En construction, un carreau, éventuellement suivi d'un nom de matière, désigne un élément carré ou parallélépipédique employé dans différents domaines. Les carreaux employés pour le pavement ou le carrelage sont des éléments en pierre naturelle ou artificielle (carreau de céramique ou carreau ciment). Les carreaux de céramique deviennent un support à l'ornementation prisé de beaucoup de cultures et de pays.
Les carreaux seront selon les pays employés pour habiller les sols, les murs et les voûtes.
C'est de nos jours un matériau commun employé en carrelage.

## Histoire
Les décors de faïence colorée se développent dès la haute Antiquité en Mésopotamie et se répandent dans tout l'Orient. L'Antiquité classique grecque puis romaine développe surtout l'usage du marbre, aussi bien sous forme de dalles et de carreaux découpées et jointifs qu'en mosaïque de petits tessons non jointifs. Les Romains développent aussi des carreaux de verre coloré, d'abord pour imiter le marbre puis avec des couleurs plus vives. Ils utilisent aussi à moindre échelle des faïences colorées. 
Les carreaux décoratifs de faïences connaissent un grand développement dans le monde persan au Moyen Âge, avant de se répandre sous diverses formes dans tout le monde islamique. À cette époque des liens s’établissent également avec la céramique chinoise. L'Empire ottoman leur donnera une seconde impulsion. Ils se répandent également en Occident, notamment dans la péninsule Ibérique et en Italie, puis en Europe du Nord à la Renaissance.
Les carrelages en faïence sont encore employés en France pendant le XVIIe siècle, et l’usage s’en est perpétué en Italie, en Espagne, en Afrique et en Orient. En France, au XIXe siècle « on ne les emploie plus guère que pour carreler des fourneaux de cuisine, et, dans le midi, des salles de bain ou des offices. »
À partir du XXe siècle les carreaux en céramique deviennent un produit commun, fabriqué en grandes quantités et qui habille la plupart des sols ainsi que les murs des pièces d'eau. À cause de leur grande résistance mécanique et aux agents chimiques, on leur trouve des applications particulières dans l'industrie.

### Carreaux de marbre

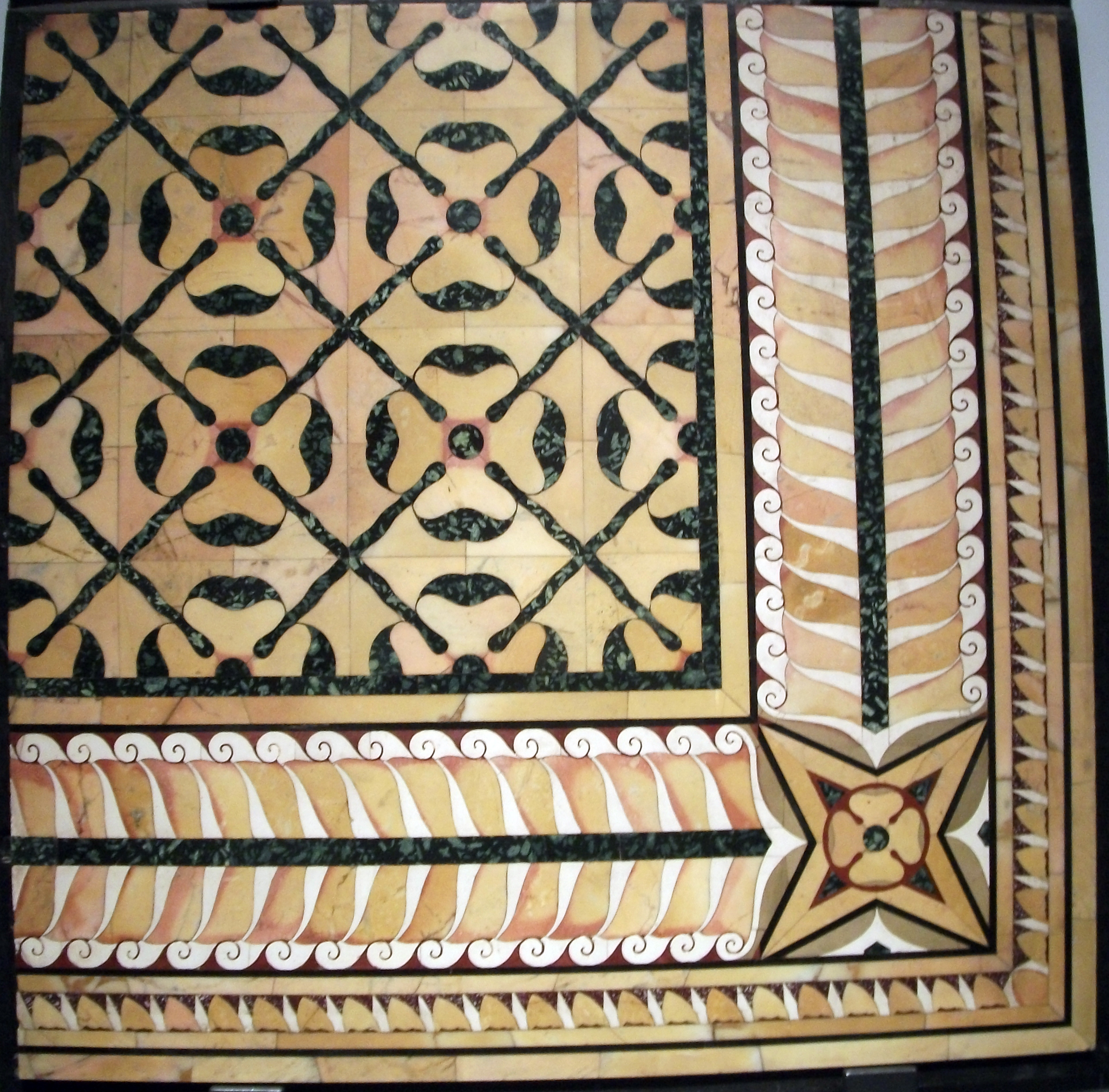
Reconstitution d'un pavement du Palatin de Rome, entièrement en marbres et porphyres précisément découpés.

D'après Viollet-le-Duc, les Romains « couvraient ordinairement l’aire des salles à rez-de-chaussée de mosaïques composées de petits cubes de marbre de diverses couleurs, formant, par leur juxtaposition, des dessins colorés, des ornements et même des sujets. Ils employaient souvent aussi de grandes tables de marbre ou de pierre carrées, oblongues, polygonales et circulaires, pour daller les salles qui devaient recevoir un grand concours de monde; car la mosaïque ne pouvait durer longtemps sous les pas de la foule. La brique était réservée pour les pavages les plus vulgaires. »
Mais les Grecs puis les Romains ont surtout développé un art du carrelage en marbre découpé et joité avec une grande précision, particulièrement riche et prestigieux, que les Romains appelaient opus sectile. Cette technique s'est perpétuée au Moyen Âge, principalement dans l'Empire byzantin et en Italie, pour se transmettre jusqu'à l'époque moderne. Les carreaux de terre cuite ou de faïence se sont souvent inspirés de cette technique du marbre, aussi bien pour l'imiter de manière bien moins onéreuse, que pour s'en différencier fortement grâce à leurs possibilités artistiques plus diversifiées.

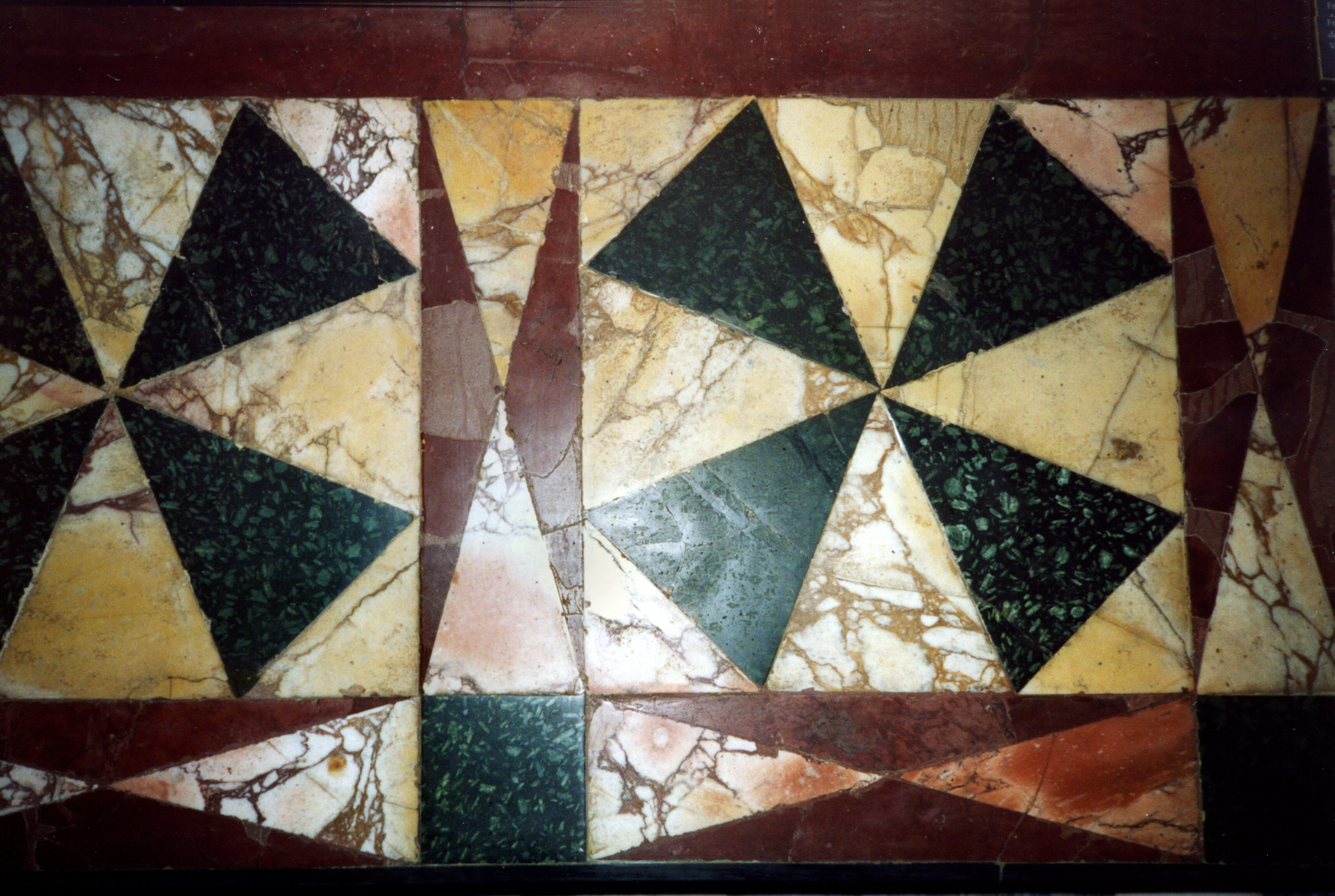
Opus sectile simple en marbre et porphyres rouge et vert. Villa d'Hadrien de Tivoli, Italie.
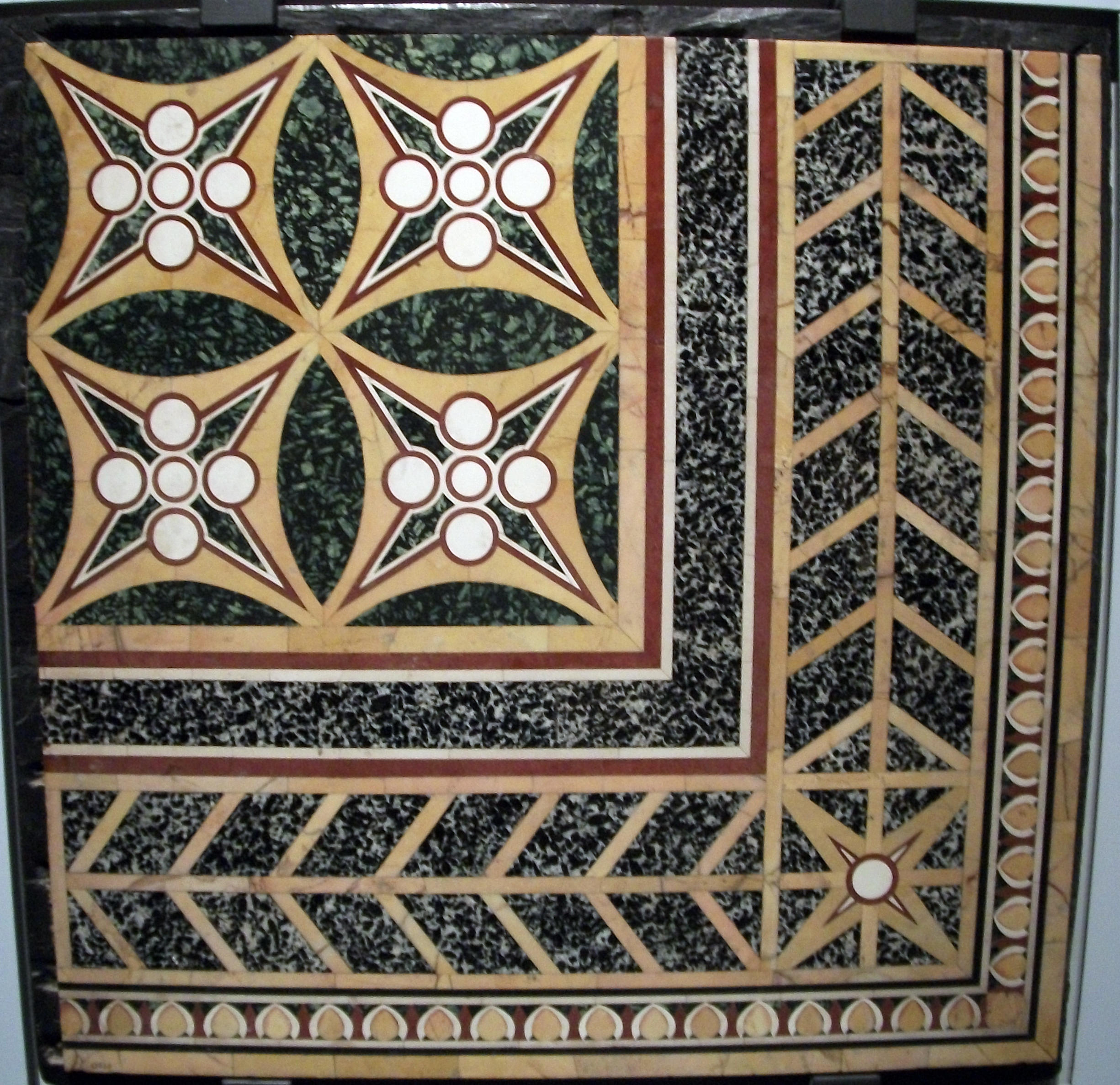
Reconstitution d'un autre pavement de sol du Palatin de Rome. Le porphyre rouge, pierre très dure, y est précisément taillé en fines bordures.
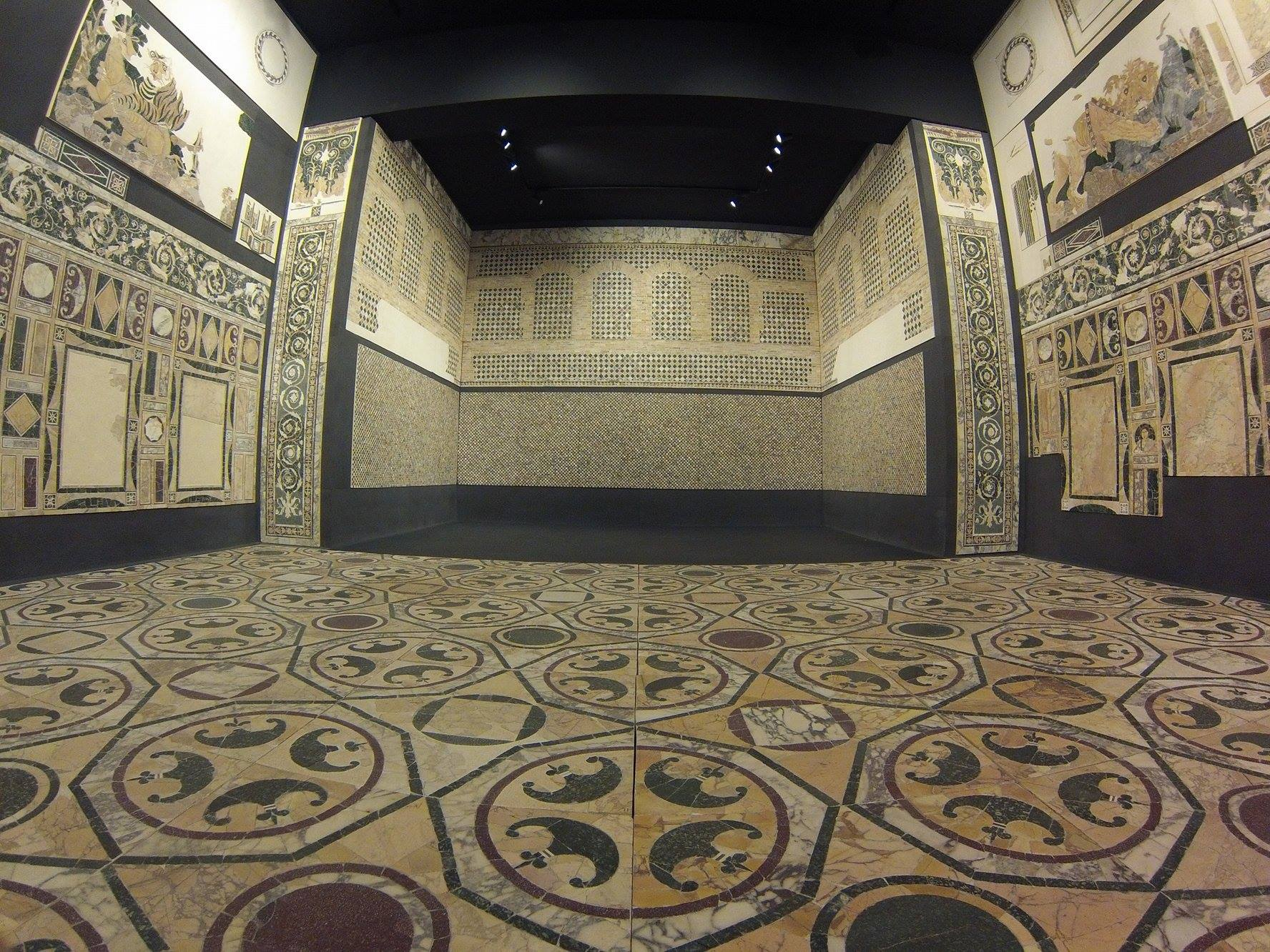
Salle d'une riche domus romaine d'Ostie, avec sols et murs entièrement couverts d’opus sectile géométriques et figuratifs.
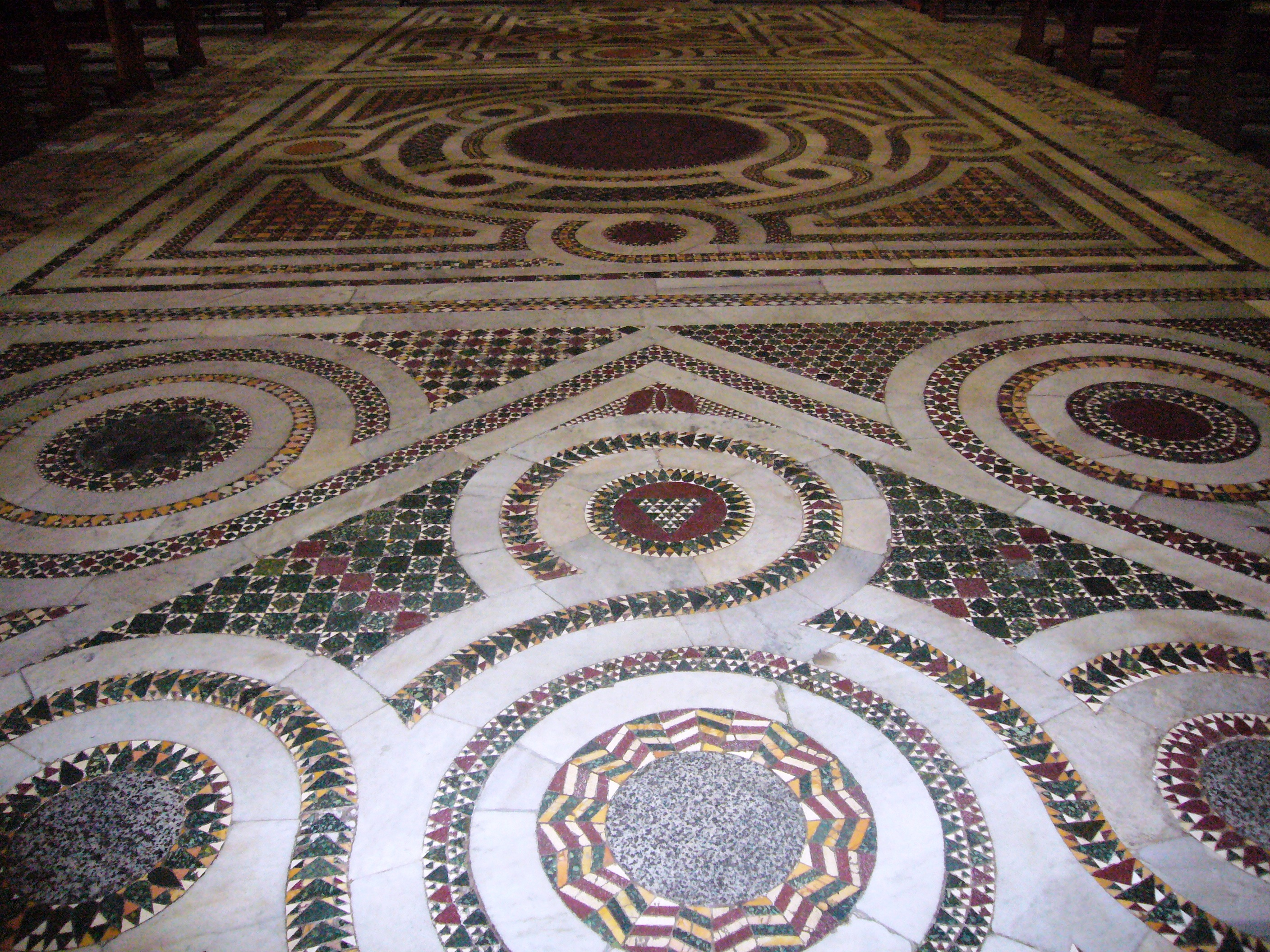
Pavement italien médiéval du XIIe siècle de style cosmatesque. Basilique San Crisogono in Trastevere, Rome.

Au XIXe siècle, en termes de marbrerie, les carreaux sont des tranches de pierre ou de marbre taillées en morceaux, de diverses grandeurs, de forme carrée, octogonale ou losangée.

### Tradition orientale de céramique

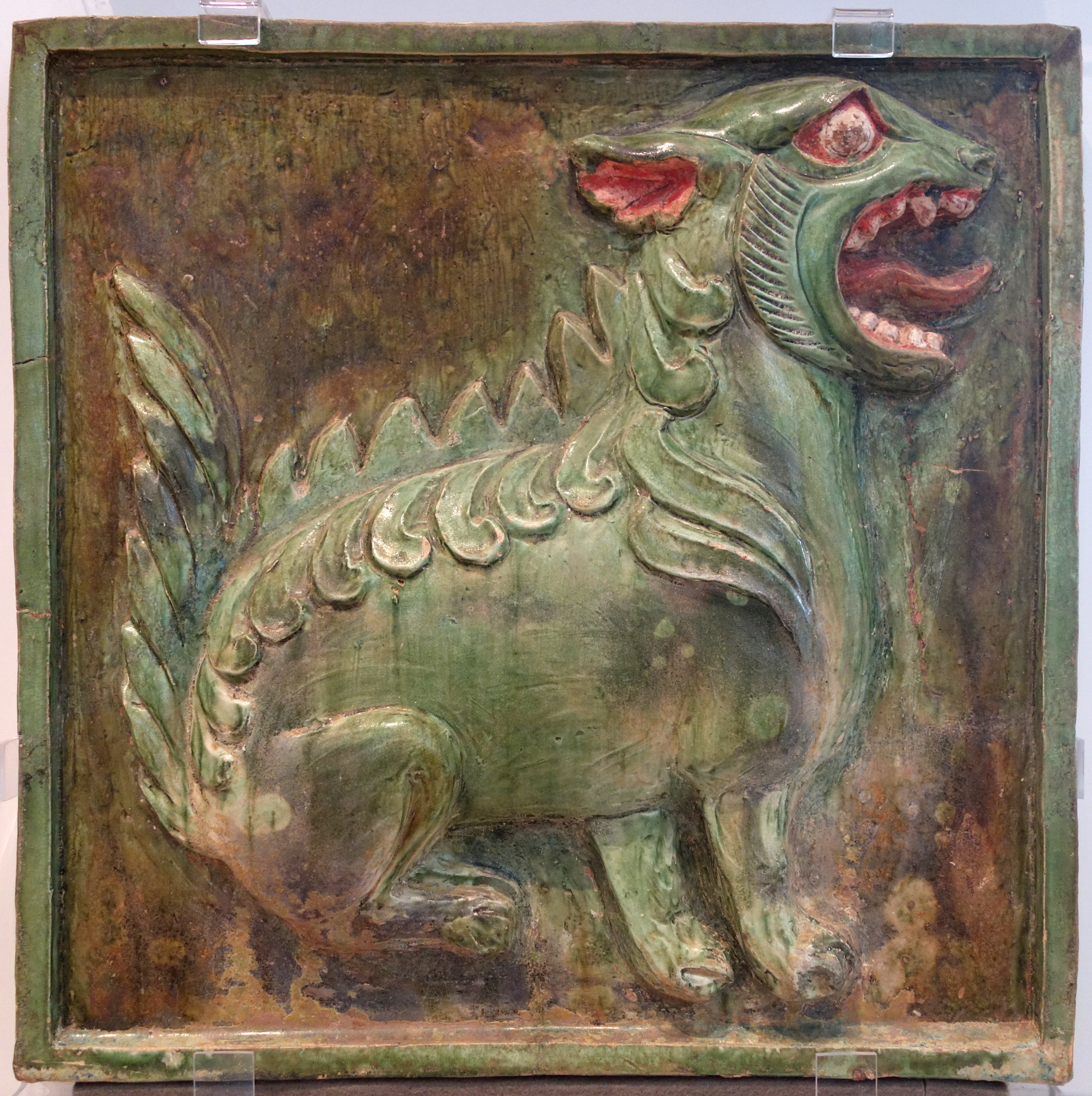
Chine, 550-600, Musée royal de l'Ontario

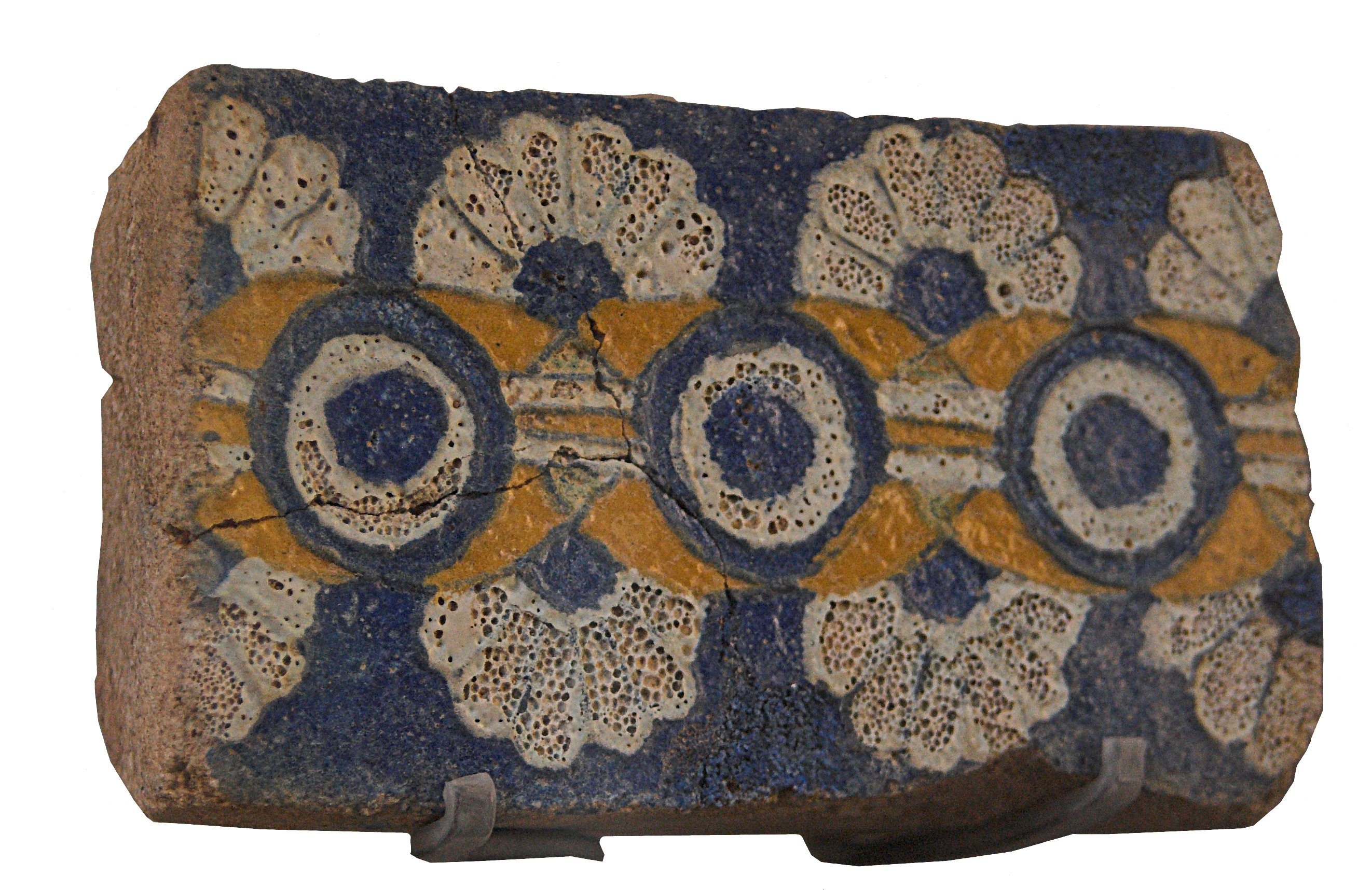
Fragment de brique à décor floral : motif d'encadrement. Époque achéménide, fin VIe siècle - IVe siècle siècles av. J.-C. Suse. Brique siliceuse à glaçure. Musée du Louvre

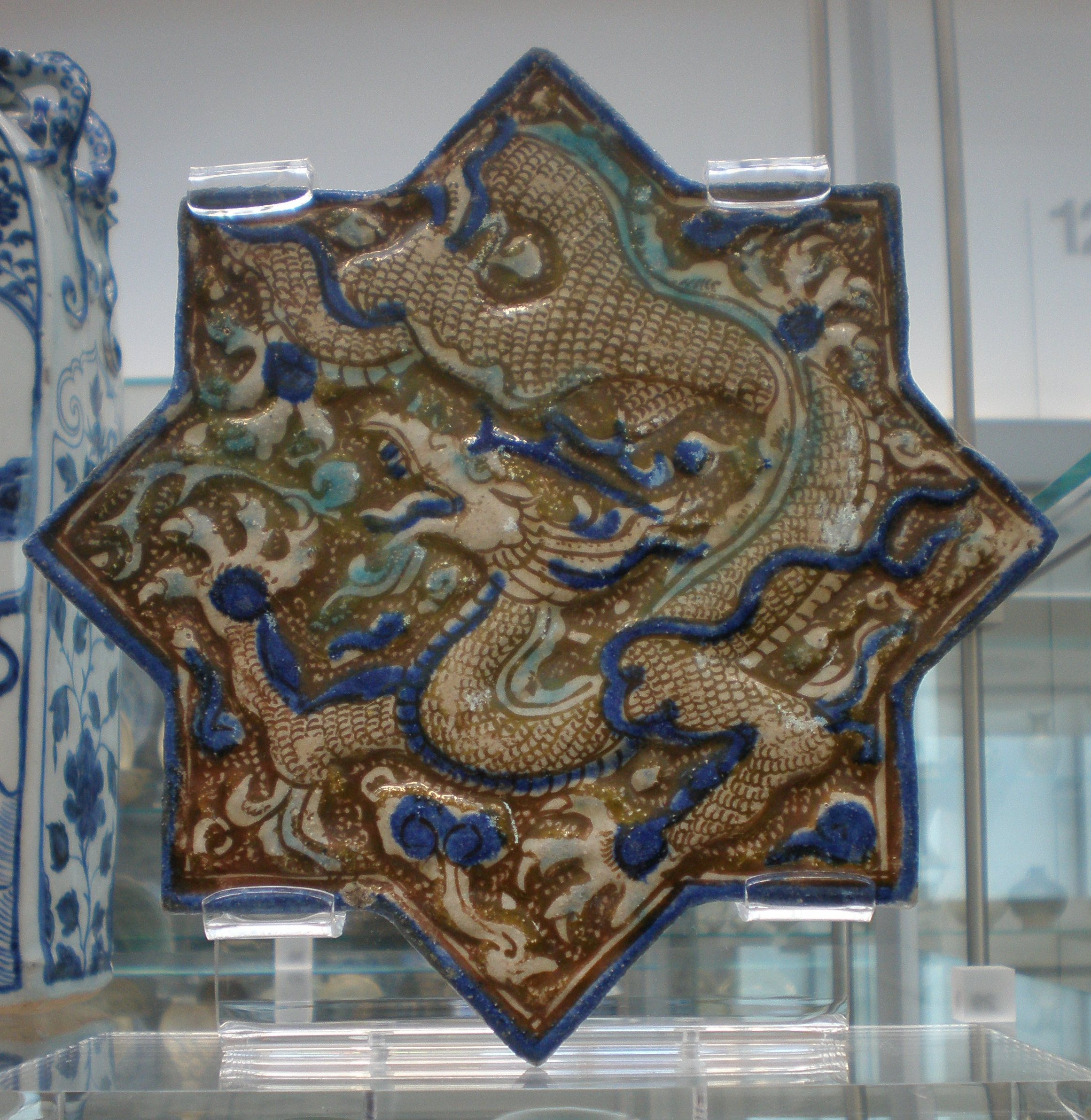
Carreau en forme d'étoile à huit branches, céramique frittée. Dragon chinois, moulé en léger relief, sur fond doré. Décoration rehaussée par des touches de pigments bleu turquoise et cobalt. Une bande bleu de cobalt entoure le carreau. Kashan, probablement Takht-i Sulayman, Iran. 1270-1275.

La céramique chinoise, art multi-millénaire, connaît une diffusion mondiale et profite, de tout temps, d'un réseau de routes commerciales terrestres et maritimes étendu: Après les Grandes découvertes, les routes commerciales mises en place par les puissances coloniales occidentales, l'Espagne, le Portugal et la Hollande, prennent le relais sur celles-ci. La confection des célèbres vases « bleu et blanc », apparue sous la dynastie mongole des Yuan, se développe pleinement sous la dynastie Ming, puis encore au début de la dynastie Qing. 
La faïence chinoise influence à plusieurs reprises la production perse (on le voit dans le terme persan چینی, chinee, qui peut signifier « chinois » ou « vaisselle »), et plus tard ottomane, ainsi que la production européenne de céramique. Sauf quelques exceptions, la conception de carreaux n'est pas ancrée dans la culture chinoise.
La cuisson de la brique est expérimentée en 2500 av. J.-C., en Mésopotamie et dans la vallée de l'Indus. La Porte d'Ishtar dans l'actuel Irak, ou le palais de Darius Ier à Suze dans l'actuel Iran, montrent l'usage maîtrisé des décors en brique de terre cuite émaillée et colorée qu'avaient les néo-babyloniens en -580 et d'autre part les Achéménides vers -500.
Un centre réputé de céramique s'implante au Moyen Âge à Kashan, en Perse sous domination mongole, qui produit des carreaux qui prennent le nom de la ville, kashi. Le complexe architectural de Takht-i Sulayman (vers 1270), le palais royal d'été du souverain Ilkhanide Abaqa (1265-1282) situé dans le nord-ouest de l'Iran, est richement décoré de revêtements de carreaux couvrant à la fois l'extérieur et les murs intérieurs de plusieurs de ses bâtiments.
Un centre de production important s'implante à Iznik dans l'actuelle Turquie, à partir du milieu du XVe siècle, qui fournit la Mosquée bleue d'Istanbul en carreaux à dominance de couleur bleue qui lui donnent son nom. La céramique d'Iznik va rapidement s'exporter vers l'occident, essentiellement en Italie, bénéficiant des liens commerciaux avec les marchands vénitiens et génois, et de la demande accrue des républiques de la péninsule. Iznik, comme centre de production de faïences, décline à la fin du XVIe siècle. 
L'usage ornemental de carreaux de faïence dans le monde musulman est transmis à l’Espagne à l'occasion de la conquête musulmane de la péninsule Ibérique où - islam sunnite oblige - elle n'est pas figurative. Elle prend en Espagne le nom d'« azulejos ». Cet art est transmis par voie de commerce à l'Italie. Les artisans italiens lui donnent le nom de « majolique ». Juste retour des choses, les azulejos espagnols deviennent figuratifs sous l'influence des artisans italiens, après la Reconquista au XVe siècle. Émigrés à Anvers, puis à Delft, des artisans italiens perpétuent l'art de la céramique sous la forme des « carreaux de Delft » dont les teintes bleues sont directement influencées par la céramique chinoise qui inonde alors l'Europe par les routes commerciales inaugurées par l'empire espagnol. Les ateliers Qallaline se développent à Tunis, du fait des potiers morisques expulsés d'Espagne de 1609 à 1614, et développent leur art directement inspiré de l'islam ottoman mais reprenant les motifs ornementaux de la céramique renaissante espagnole.

### Tradition occidentale de céramique
D'après Viollet-le-Duc, pendant les premiers siècles du Moyen Âge, en France, les traditions romaines de marbre sont conservées ; « mais les marbres, dans le Nord, n’étaient pas communs, la façon de la mosaïque dispendieuse ; elle ne fut que rarement employée pour les pavages ; on lui préféra les dallages gravés et incrustés de mastics de couleur, ou les terres cuites émaillées. »
Partout, en effet, on peut fabriquer de la brique, et rien n’est plus aisé que de lui donner des tons variés par une couverte cuite au four. Il est vraisemblable que, dès l’époque carolingienne, les carrelages en briques de couleur sont en usage ; on peut ainsi, à peu de frais, obtenir des pavages présentant à peu près l’aspect des mosaïques. Toutefois on ne connaît aucun carrelage de terre cuite antérieur au XIIe siècle ; on peut l'attribuer à la fragilité des émaux dont on revêt cette matière, rapidement usés, les carrelages en terre cuite devaient être souvent remplacés. L'Angleterre et la France produisent des carreaux à décor d'engobe.
Les découvertes faites en Angleterre au XIXe siècle sur les carreaux du Moyen Âge montrent que la terre argileuse qui servait à faire ces carreaux était moulée et séchée au soleil assez fortement pour conserver l'empreinte du moule en relief à l'aide duquel on imprimait un dessin quelconque à sa surface. Sur ce dessin en creux, on appliquait une terre d'une couleur différente, ordinairement de la terre de pipe blanche ou colorée, puis on enfournait. Une fois les carreaux dans le four on les saupoudrait d'une couche mince de minerai de plomb en poudre et de sable blanc bien fin, on obtenait ainsi par l'action du feu un vernis vitreux qui ajoutait à leur éclat tout en les empêchant de s'altérer et donnait à l'argile blanche une légère teinte jaunâtre.
En Angleterre

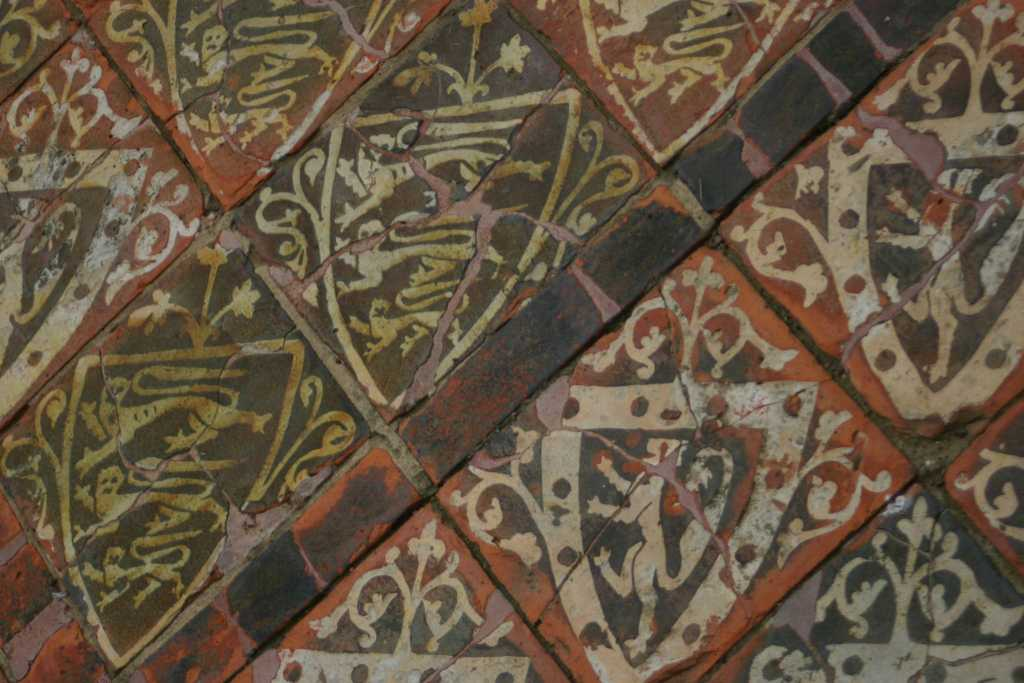
Abbaye de Cleeve, Angleterre, XIVe siècle?
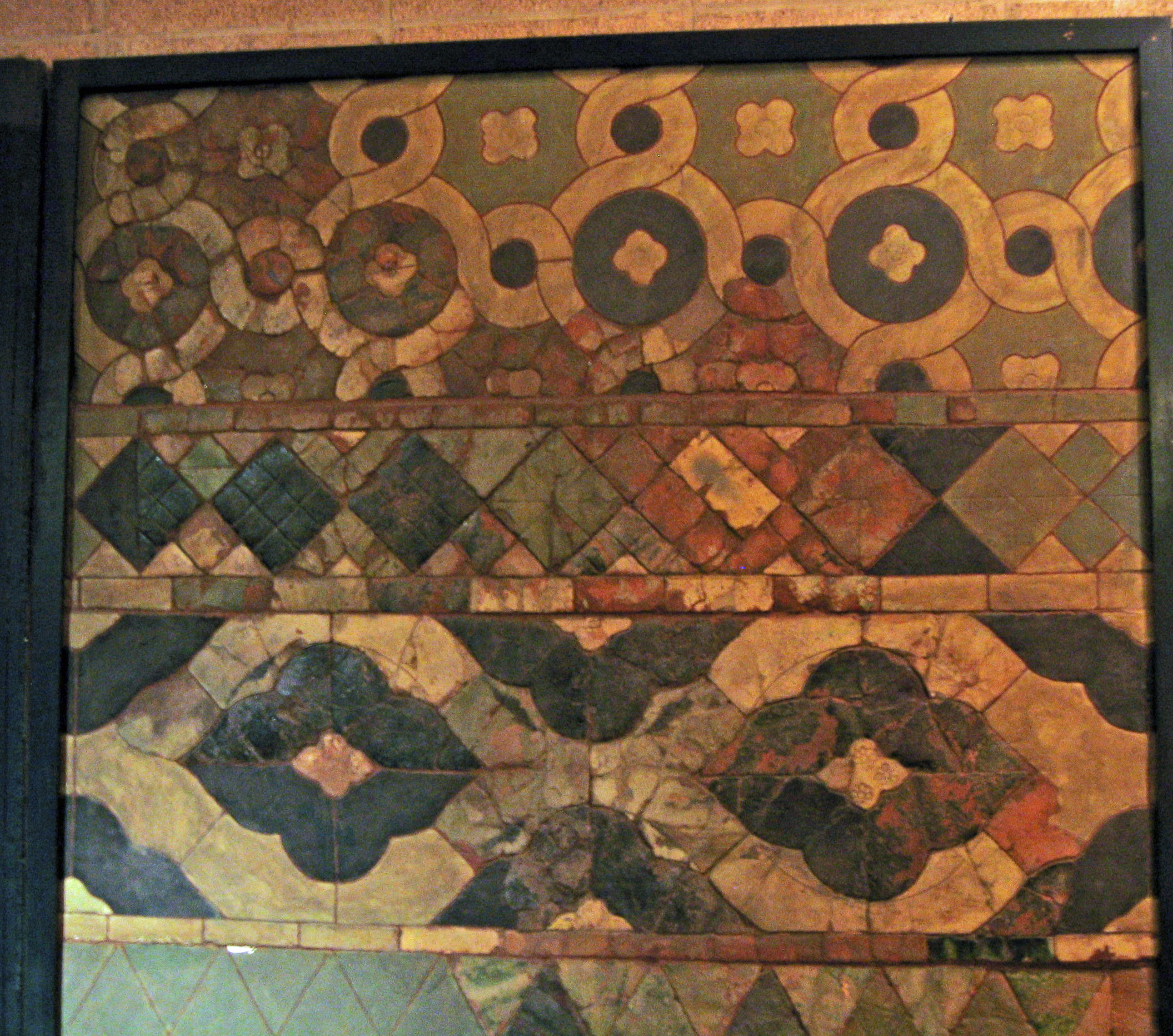
Prieuré de Norton, Royaume-Uni, XIVe siècle

En France

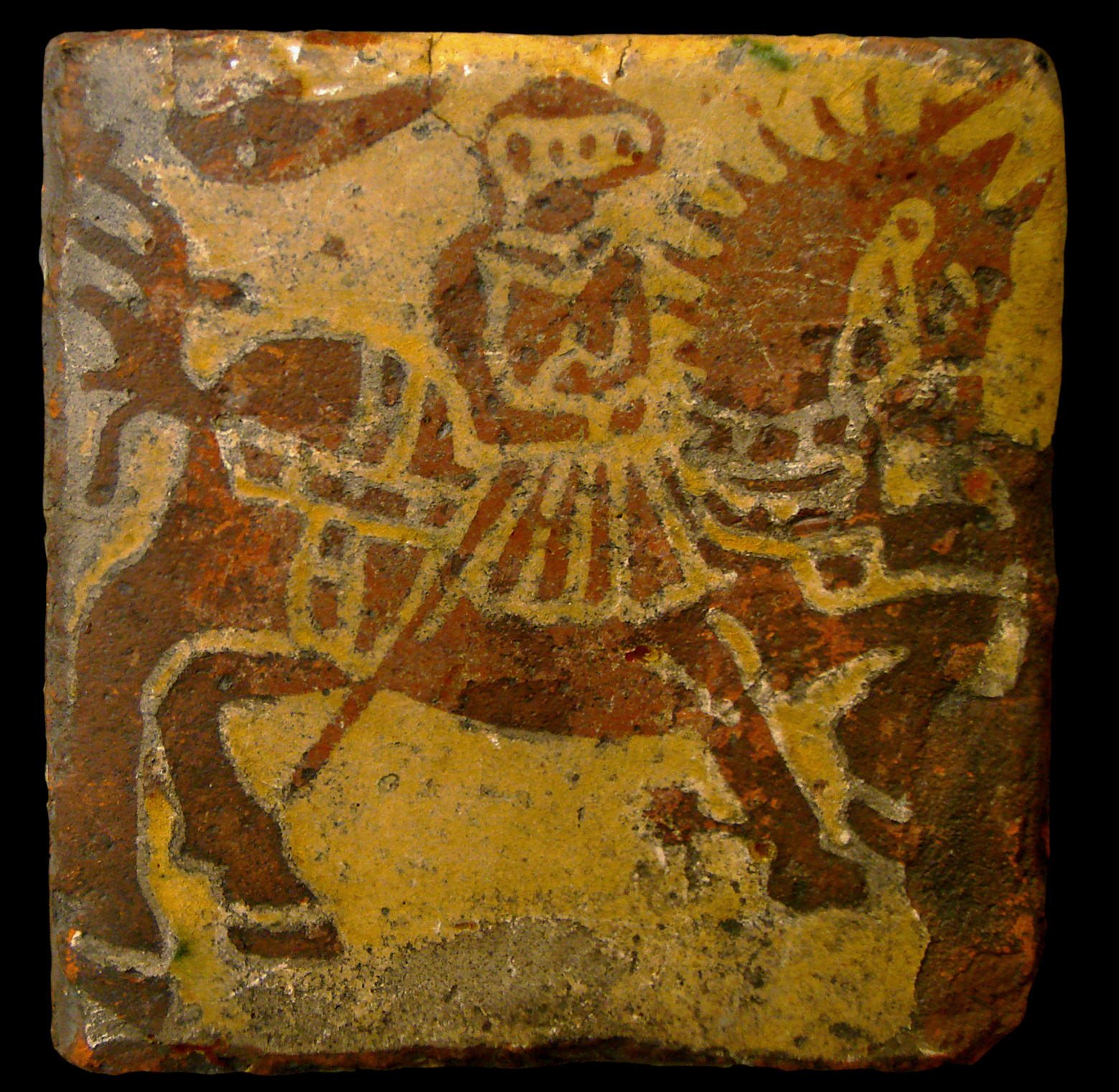
Carreau médiéval. XIIIe – XVe siècleMusée d'art et d'archéologie de Laon
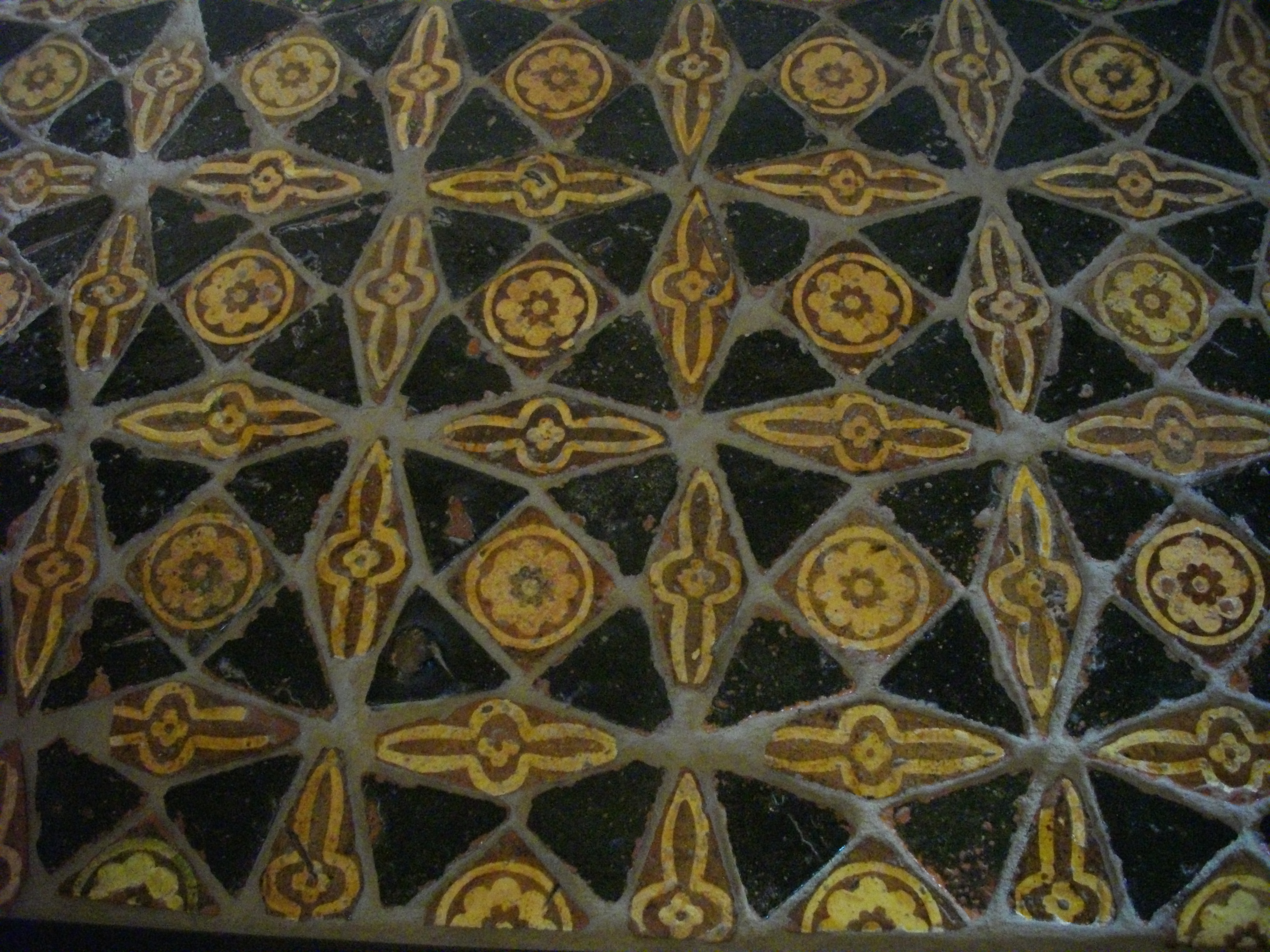
Château de Suscinio. Pavement de l'ancienne chapelle du château. XIVe siècle
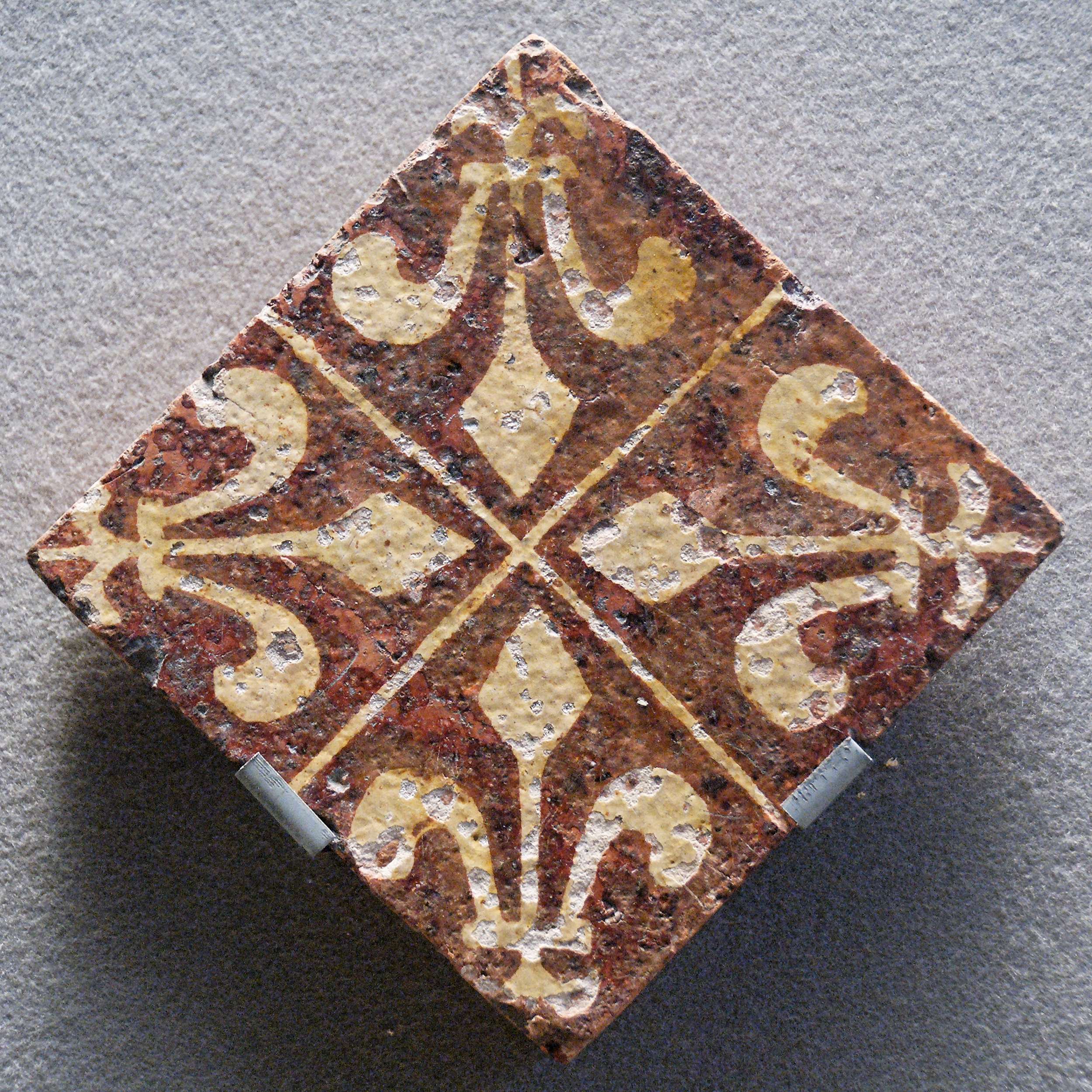
Carreau de pavement à quatre fleurs de lys. Musée du Louvre. XVe siècle

### Redécouverte auXIXesiècle
Longtemps ignorés, les carreaux historiés anglais puis français du Moyen-Âge sont enfin étudiés à partir du XIXe siècle.
De nombreux essais sont effectués pour remettre au jour ces procédés anciens. La manufacture britannique Mintons devient un centre de production réputé en pleine période de style néo gothique. À la série restreinte des couleurs obtenues par les potiers du moyen âge, Thomas Minton (en) (1765 – 1836) ajoute du gris, du noir, du café au lait, du fauve, dans toute l'épaisseur de la matière ; et du bleu, du vert, du lilas, et du pourpre placés par engobes minces sur la surface et incrustés . Même chose aux États-Unis où l'American Encaustic Tiling Company de Zanesville, Ohio, est active jusqu'en 1935. Les carreaux à décor d'engobe sont appelés par les Anglais, de manière erronée, Encaustic tile, carreaux encaustiqués.

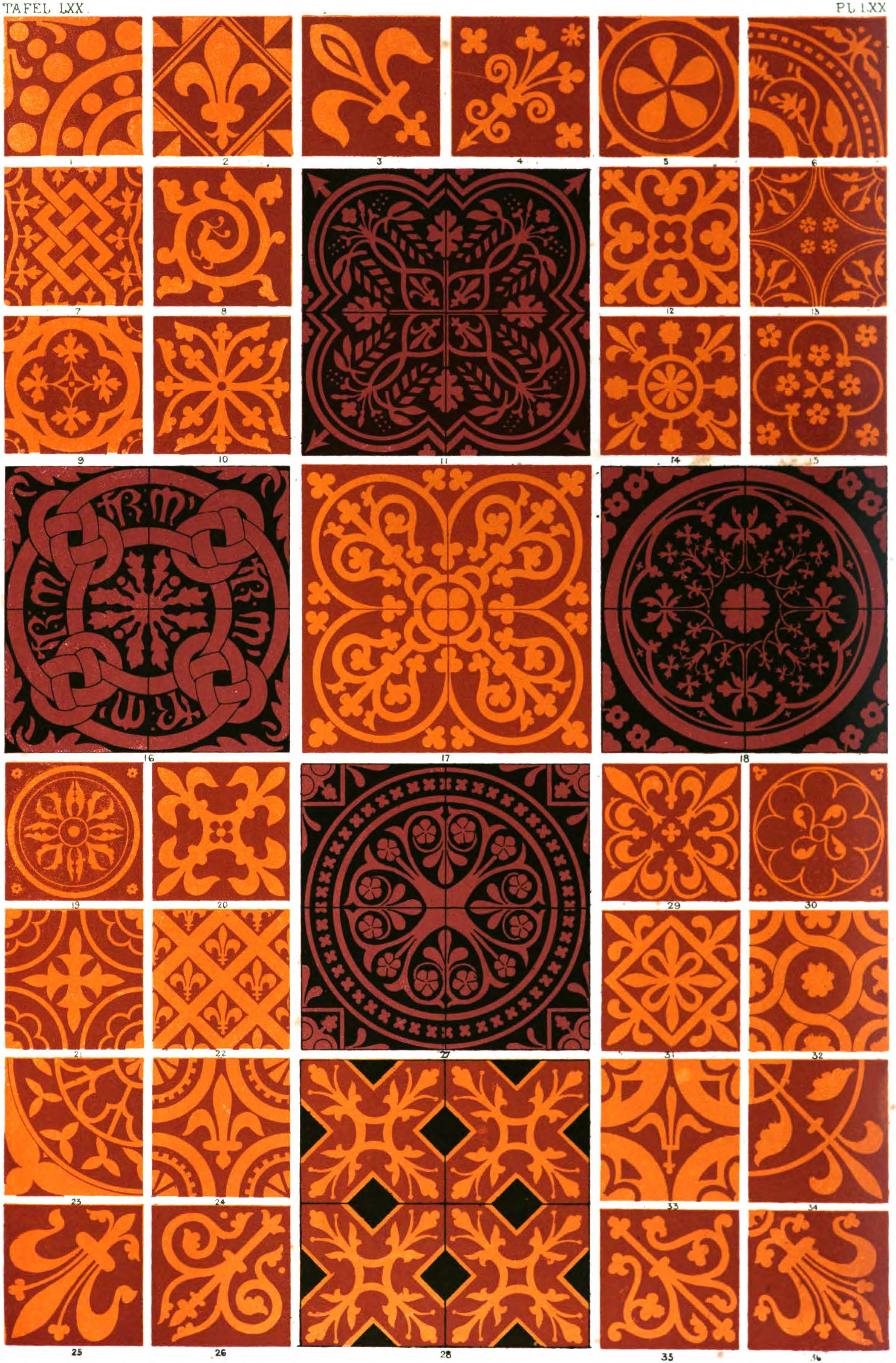
Owen Jones - Grammaire de l'ornement - 1868 - Middle Ages N°5
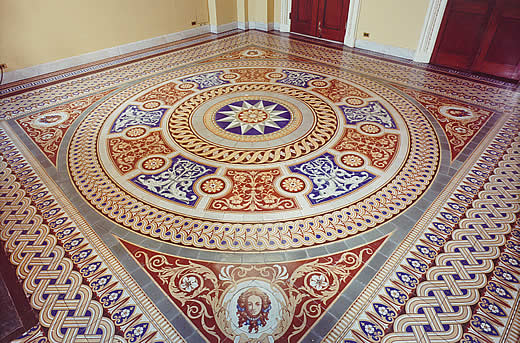
Capitole des États-Unis - Carreaux encaustiqués des ateliers Minton XIXe siècle.
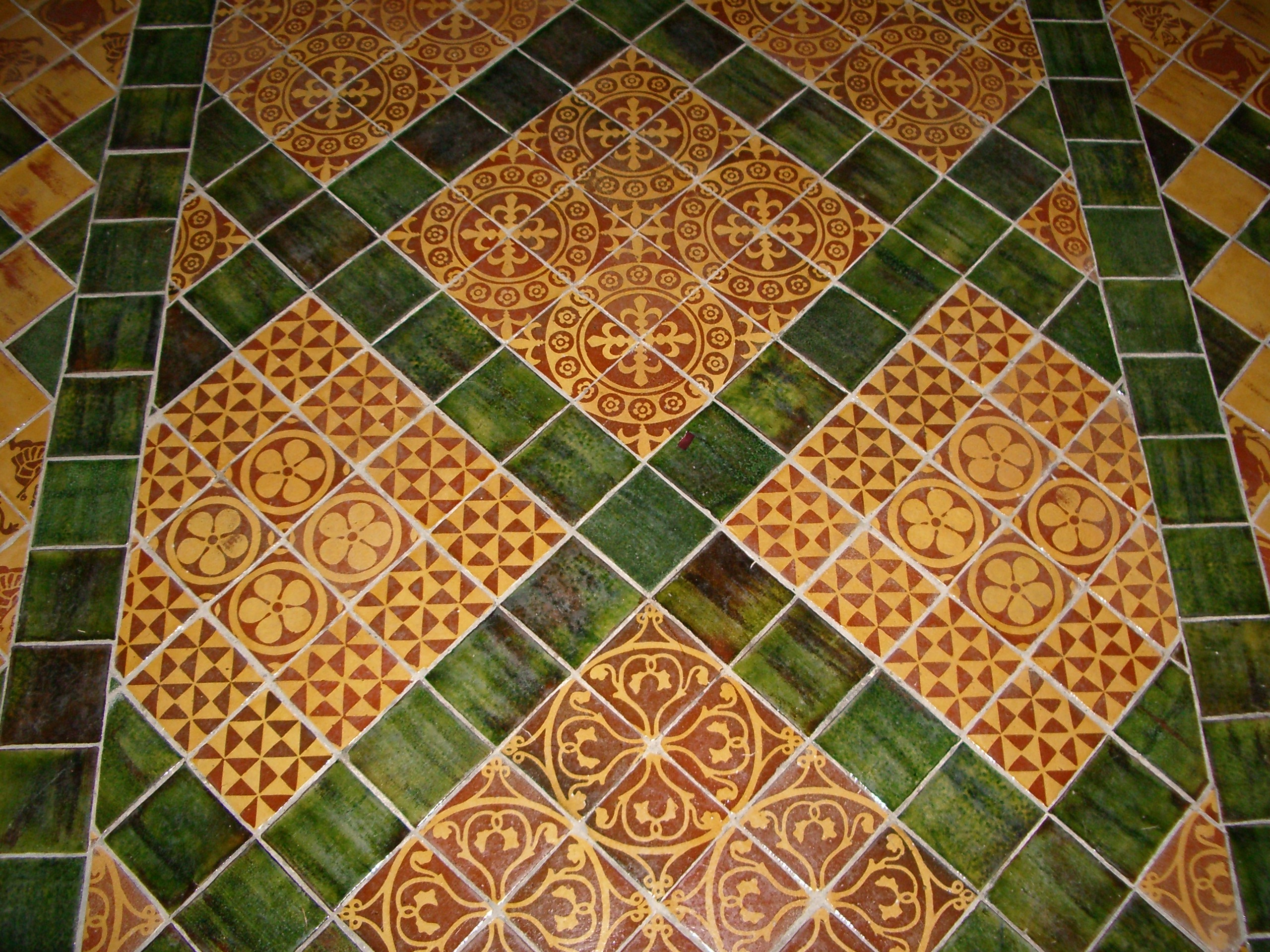
Reconstitution du carrelage de la Cathédrale Notre-Dame de Laon. XIXe siècle.

Au XIXe siècle l'Europe, en pleine fièvre orientaliste, se prend de passion pour les carreaux lustrés orientaux, en premier lieu les carreaux iraniens en étoile, qu'elle importe.
Cet afflux de faïence en provenance de l'Orient influence plus d'un artiste.

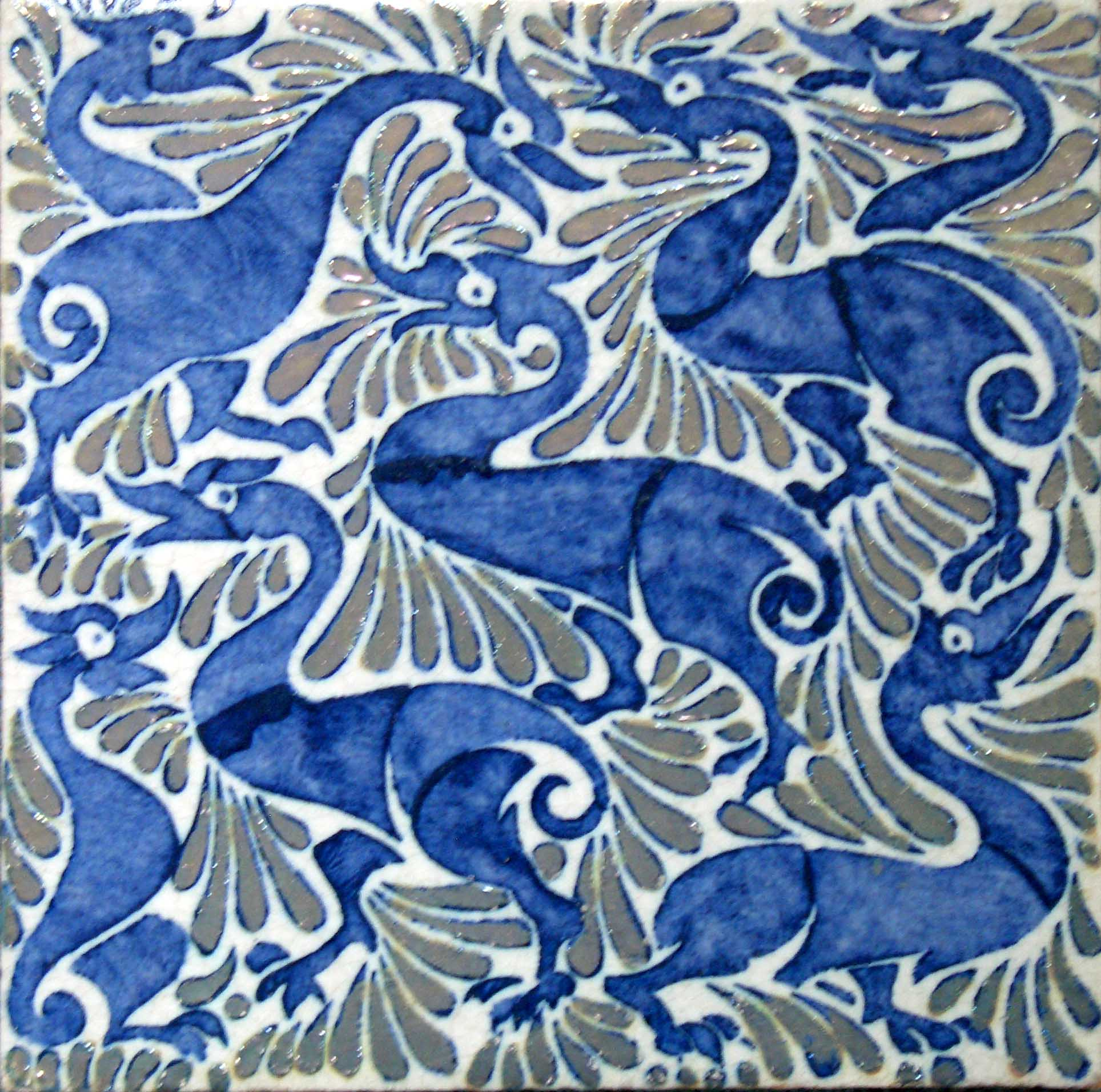
William Frend De Morgan.

William Frend De Morgan est particulièrement attiré par les carreaux orientaux. Autour de 1873-1874, il réalise une percée remarquable en redécouvrant la technique d'émail à lustre métallique (caractérisé par sa surface réfléchissante, métallique) qu'il trouve dans la poterie hispano-mauresque et la majolique italienne. Dès 1875, il commence à travailler sérieusement selon une palette "persane" : bleu foncé, turquoise, violet de manganèse, vert, rouge indien et jaune citron. L'étude des motifs de ce qu'il a appelé poterie "Perse" (Ce que nous connaissons aujourd'hui comme la production du XVe siècle, XVIe siècle d'Iznik), a profondément influencé son style inimitable, dans lequel des créatures fantastiques entrelacées avec des motifs géométriques rythmés flottent sous une glaçure lumineuse.

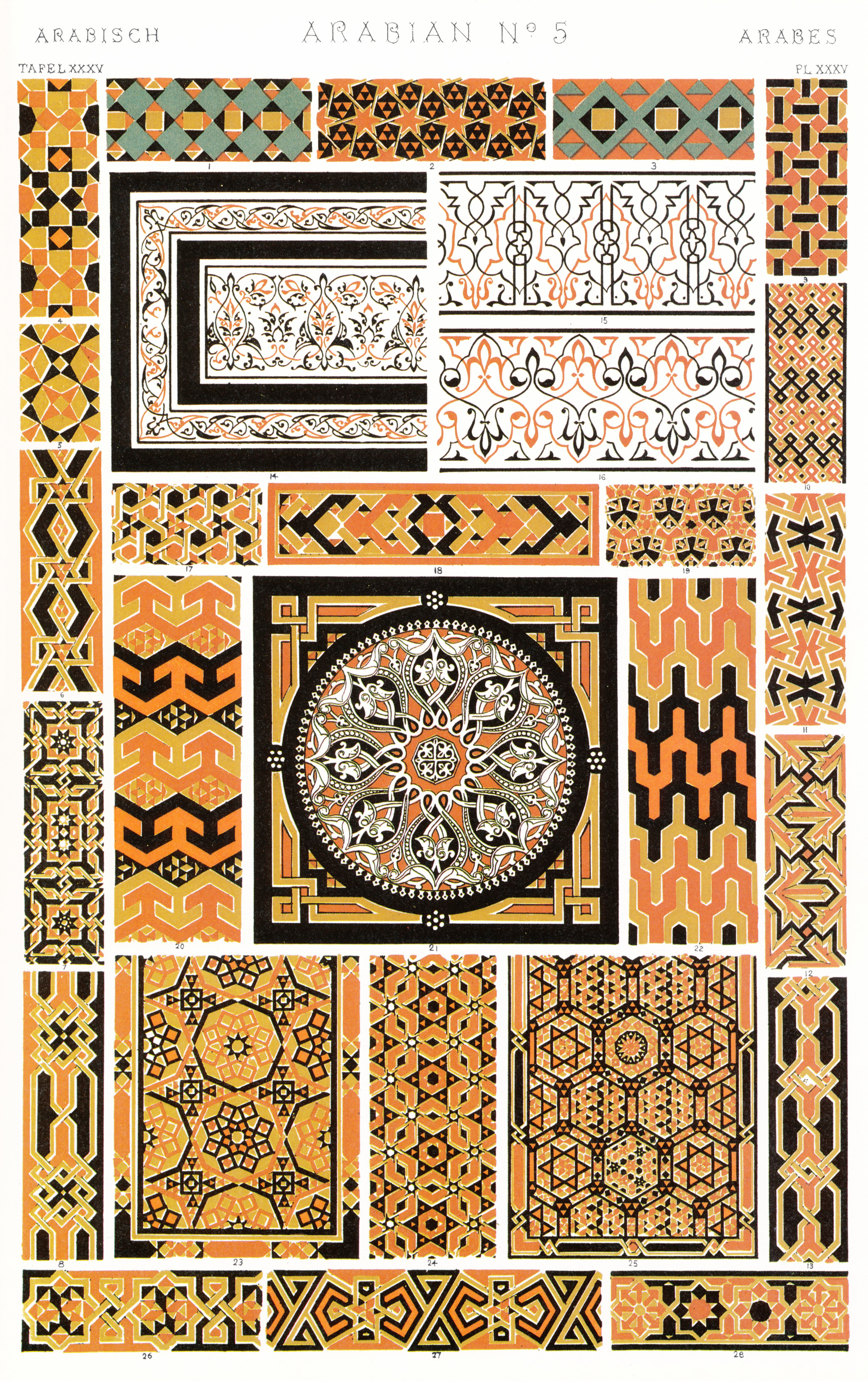
Owen Jones - Grammaire de l'ornement - 1868 - Arabian No 5.
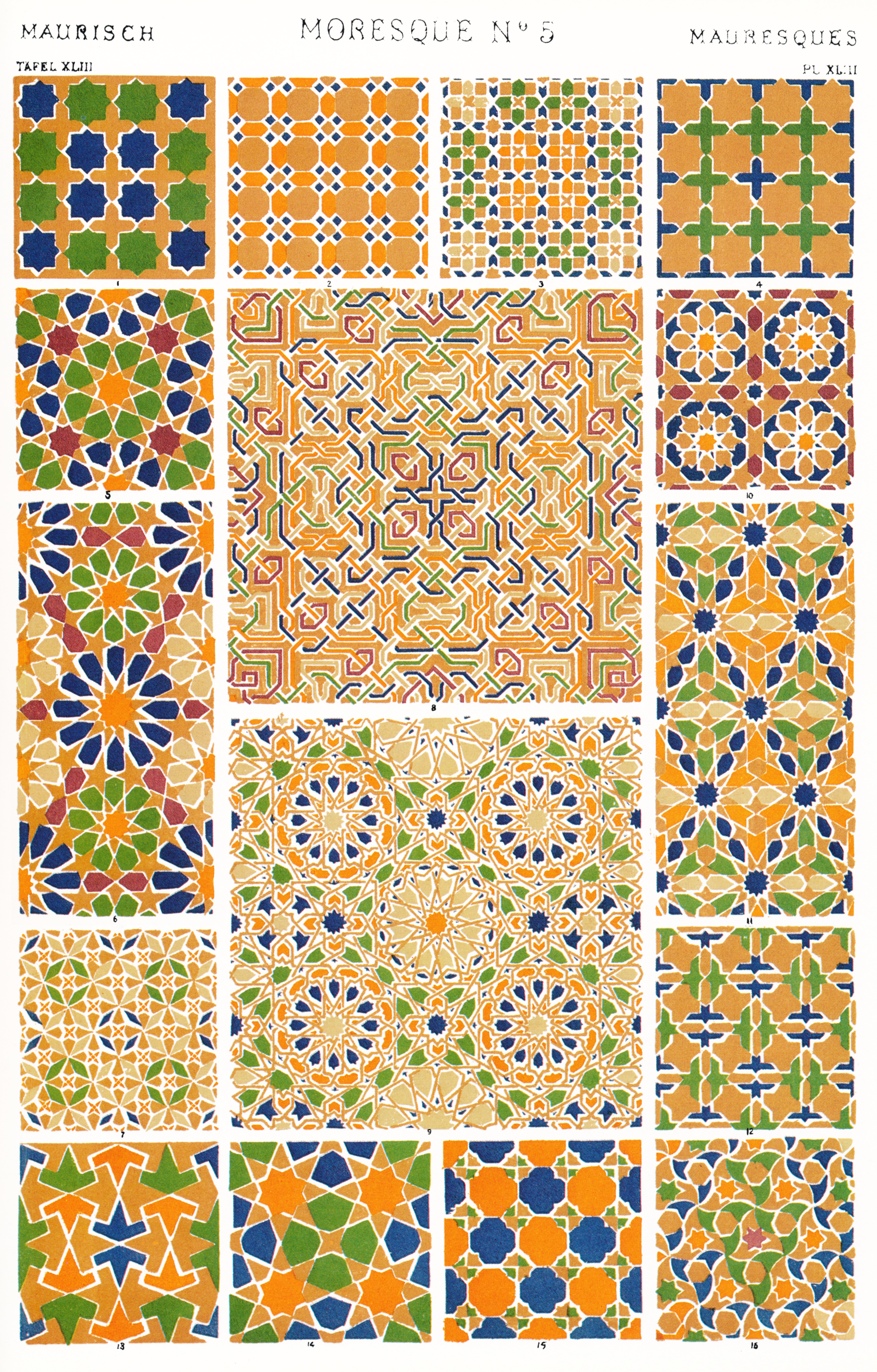
Owen Jones - Grammaire de l'ornement - 1868 - Moresque No 5.
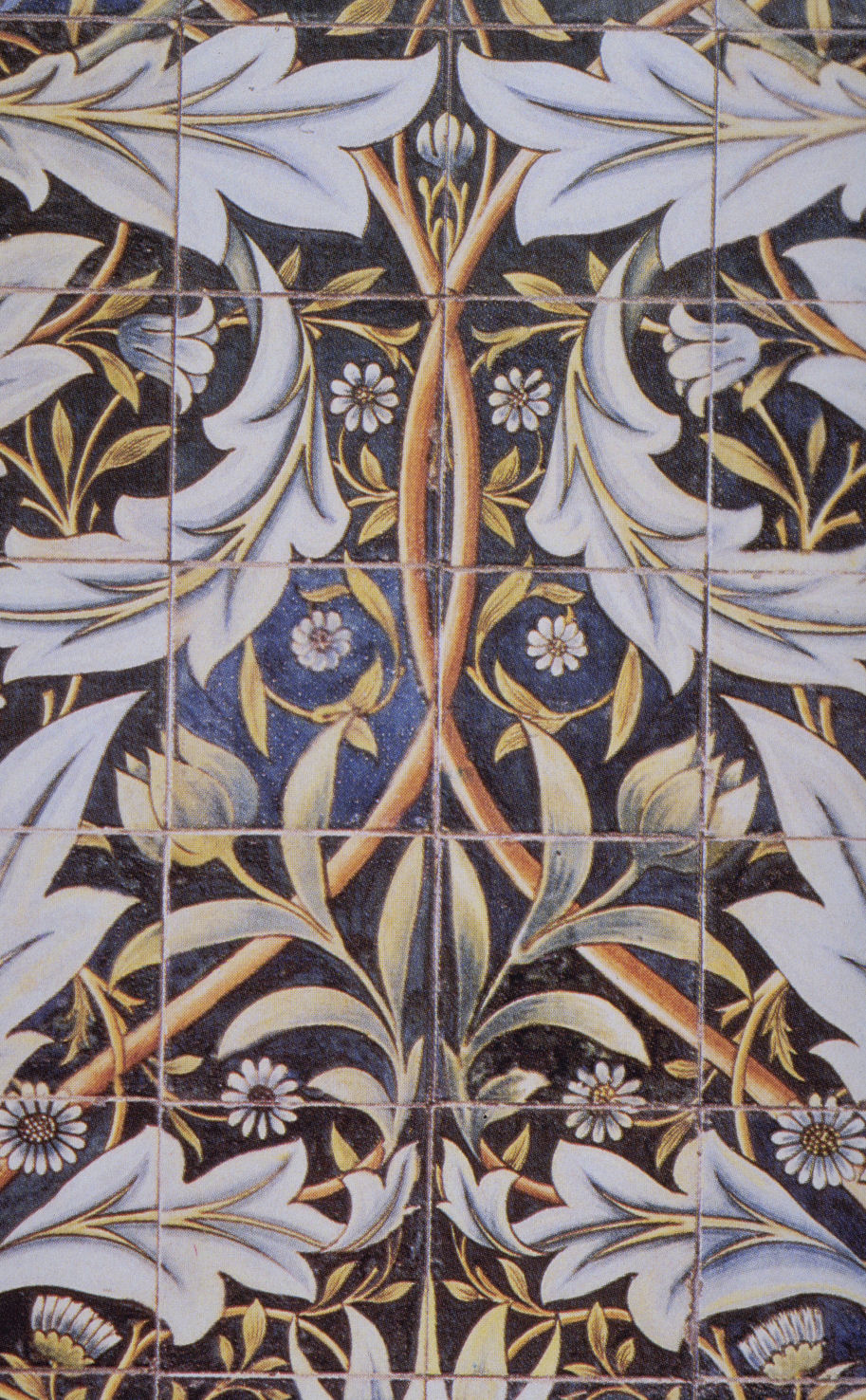
William Morris, 1876.
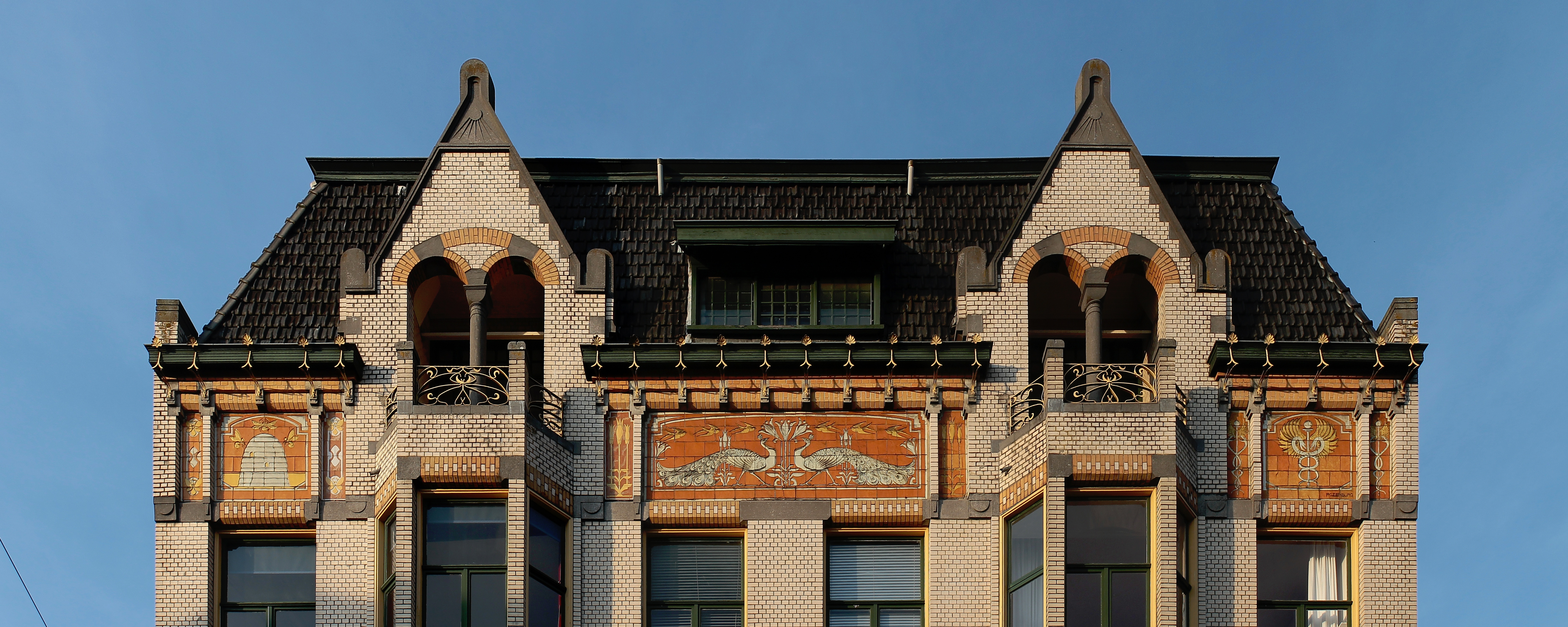
tableau de carreau Jugendstil - Groningen 1905

## Carreaux de terre cuite

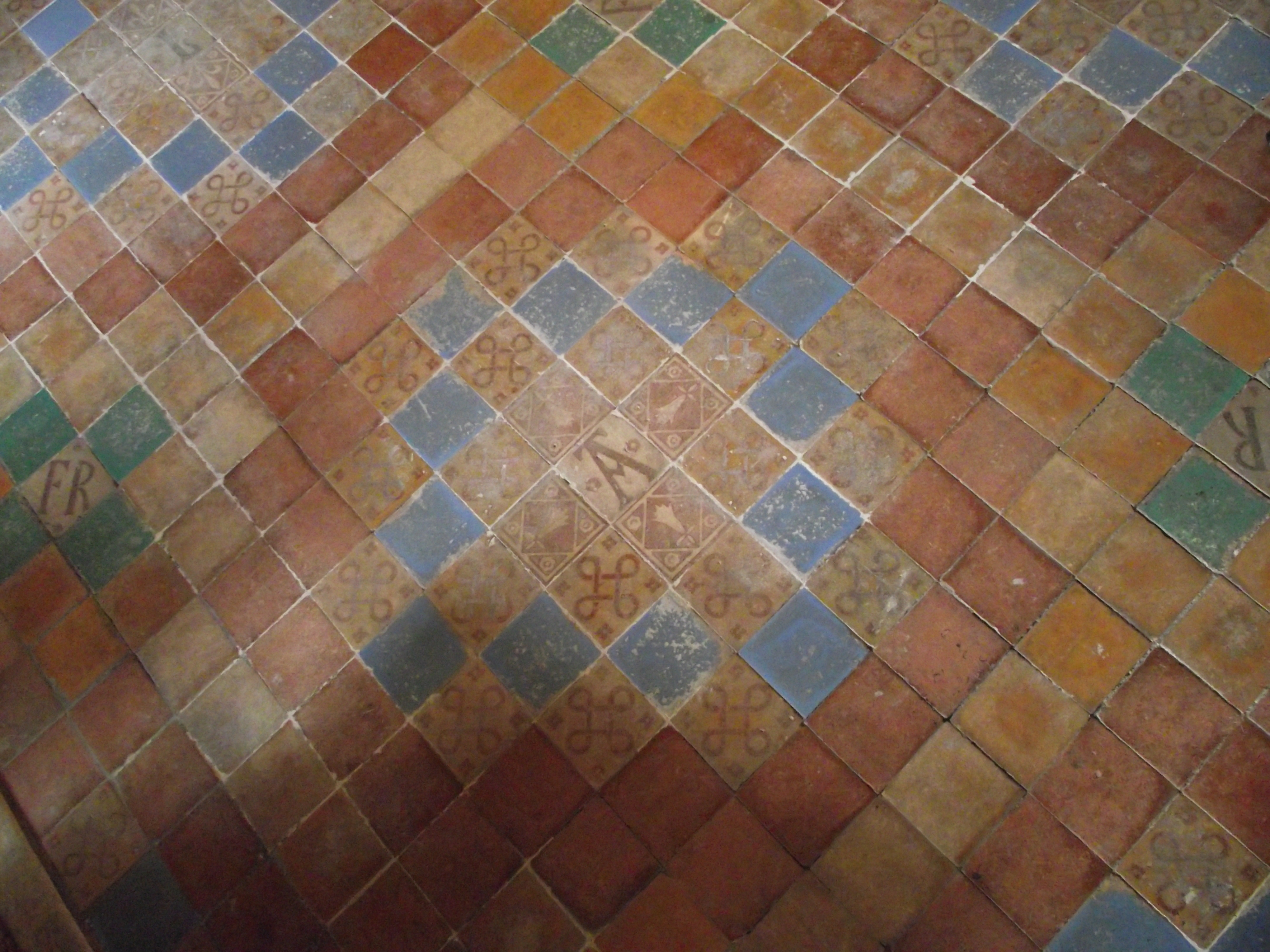
Hôtel d'Alluye. Carrelage de la Grande salle. Début XVIe siècle.

Au XIXe siècle la fabrication des carreaux ordinaires n'offre rien de particulier. Elle s'exécute absolument comme celle des briques et des tuiles : on introduit de la terre dans un moule, et on l'y comprime soit à la main soit à la machine. Pour que les carreaux soient bien durs, après la cuisson, on a soin de les rebattre deux fois, mais ces deux rebattages ont l'inconvénient de modifier les dimensions, ce qui oblige pour les rétablir de les recouper avec une sorte de serpette en se servant à cet effet d'un calibre en cuivre ayant la dimension voulue que l'on applique sur le carreau. Ainsi remaniés, les carreaux sont posés sur des planches par piles de vingt-cinq en attendant la cuisson.
Quelle que soit la technique employée au Moyen Âge, le travail exige beaucoup de temps, un grand nombre d’opérations successives, une mise en œuvre lente.

### Carreau mosaïque occidental

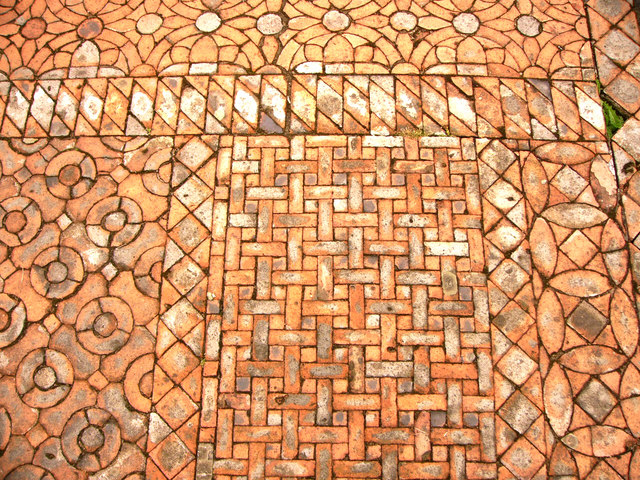
Abbaye de Fountains, Yorkshire du Nord Angleterre. Mosaïque de carreaux de terre cuite, XIIIe siècle.

Les carrelages les plus anciens connus au XIXe siècle sont ceux découverts dans les chapelles absidales de la Basilique Saint-Denis, et remontent au temps de Suger. Ils sont laissés la plupart en place, à cause probablement de leur beauté, lorsque, sous le règne de Saint Louis, ces chapelles sont remises à neuf. Ils sont en grande partie composés de très-petits morceaux de terre cuite émaillés en noir, en jaune, en vert foncé et en rouge, coupés en triangles, en carrés, en losanges, en portion de cercle, en polygones, etc.; ils forment, par leur assemblage, de véritables mosaïques.

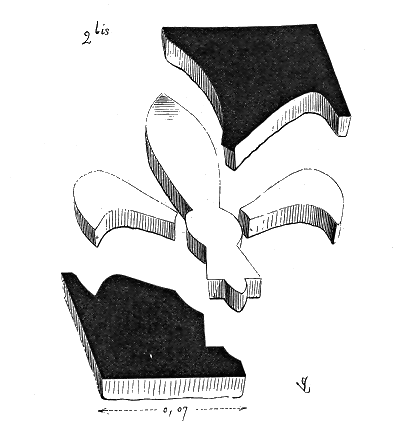
Détail d'assemblage des mosaïques en céramique. Basilique Saint-Denis. Par Viollet-Le-Duc.

### Carreau à décor d'engobe occidental

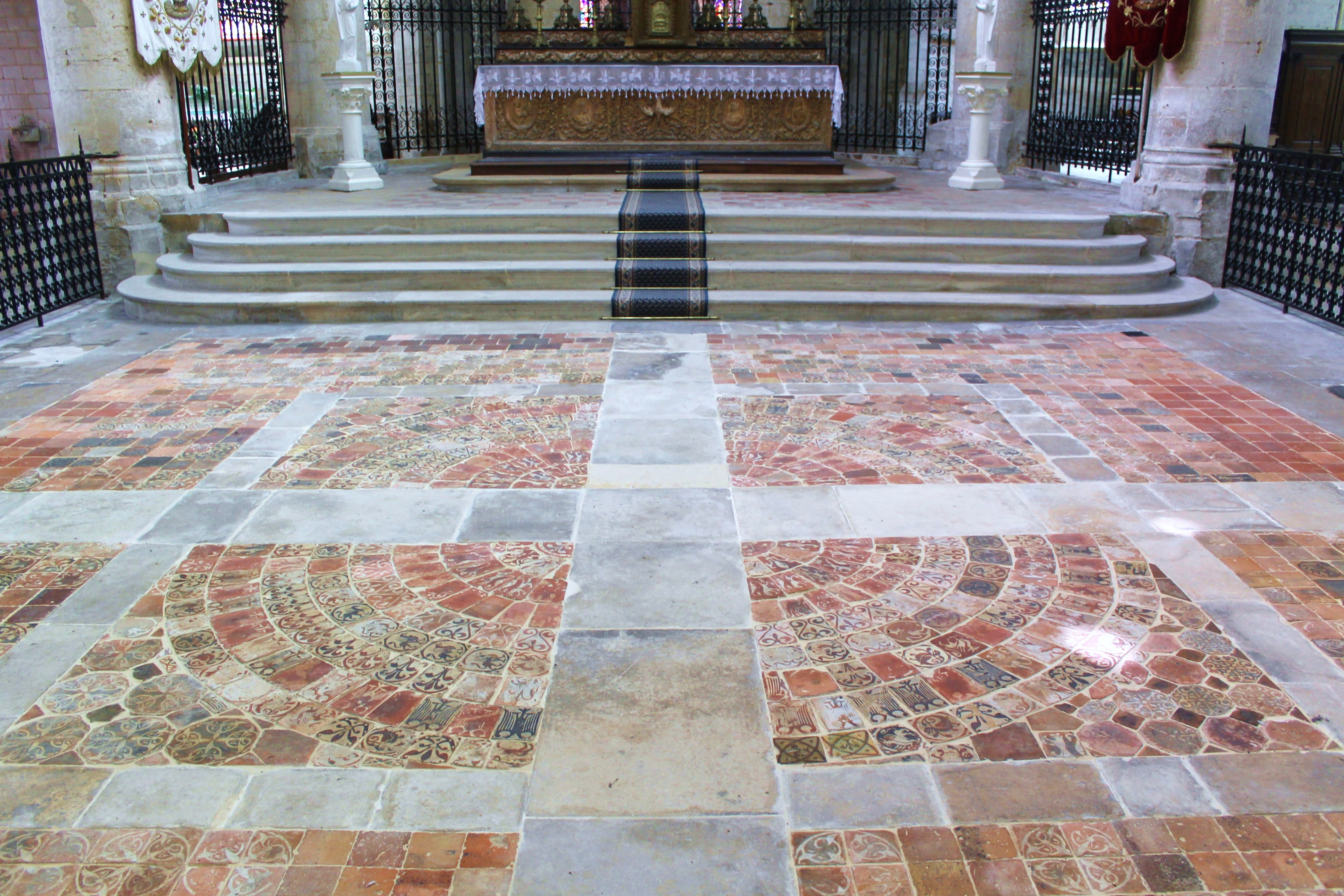
Abbaye Saint-Pierre-sur-Dives, pavement.

Les carreaux à décor d'engobe, on parle aussi de carreaux estampés voir de carreaux encaustiqués, sont des carreaux de céramique dans lequel le motif (ou la figure) sur la surface n'est pas produit par l'émail, mais est obtenu à partir de différentes couleurs d'argile incrustée (l'engobe). Ils sont généralement de deux couleurs mais un carreau peut être composé de pas moins de six couleurs. Le motif est incrusté dans le corps du carreau, de sorte que le dessin subsiste même si le carreau est usé. Les carreaux peuvent être vitrifiés ou non, et l'incrustation peut être aussi peu profonde qu'un huitième de pouce, comme cela est souvent le cas avec les carreaux à décor d'engobe "imprimés" du Moyen Âge tardif, ou aussi profonde qu'un quart de pouce.

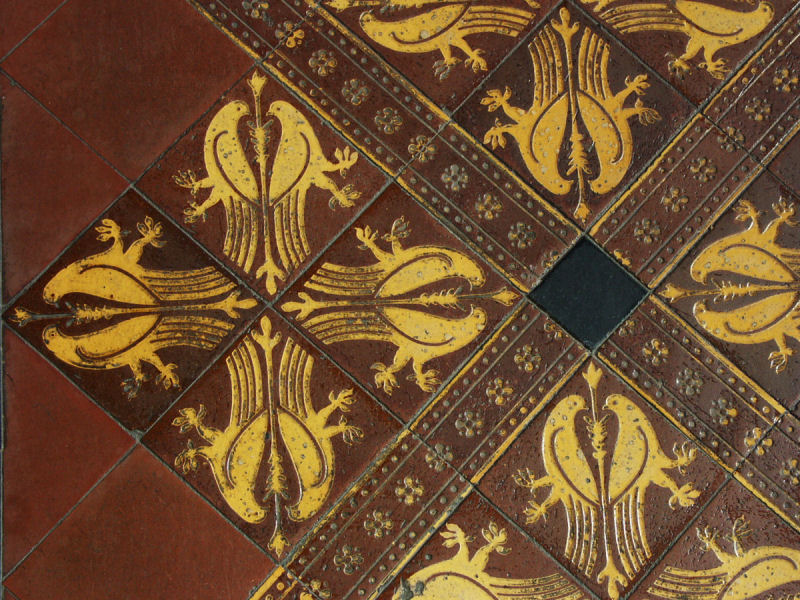
Église St Oswald's, Ashbourne, Derbyshire, Angleterre. XIXe siècle.

Les carreaux estampés sont fabriqués au Moyen Âge jusqu'au XVIe siècle. Longtemps ignorés, les carreaux historiés anglais puis français du Moyen Âge sont enfin étudiés à partir du XIXe siècle, puis refabriqués sur les mêmes motifs en plein Gothic Revival anglais.
Les carreaux encaustiqués du XIXe siècle utilisent un procédé de moulage à deux coups. La couche d'«incrustation» est moulée en premier. Pour de multiples couleurs, un moule avec des cavités pour chaque couleur est utilisé et les couleurs individuelles sont soigneusement remplies. Cette argile colorée est ensuite placée face vers le bas dans un moule, qui est rempli à nouveau avec la couleur du corps. Les carreaux sont ensuite cuits.

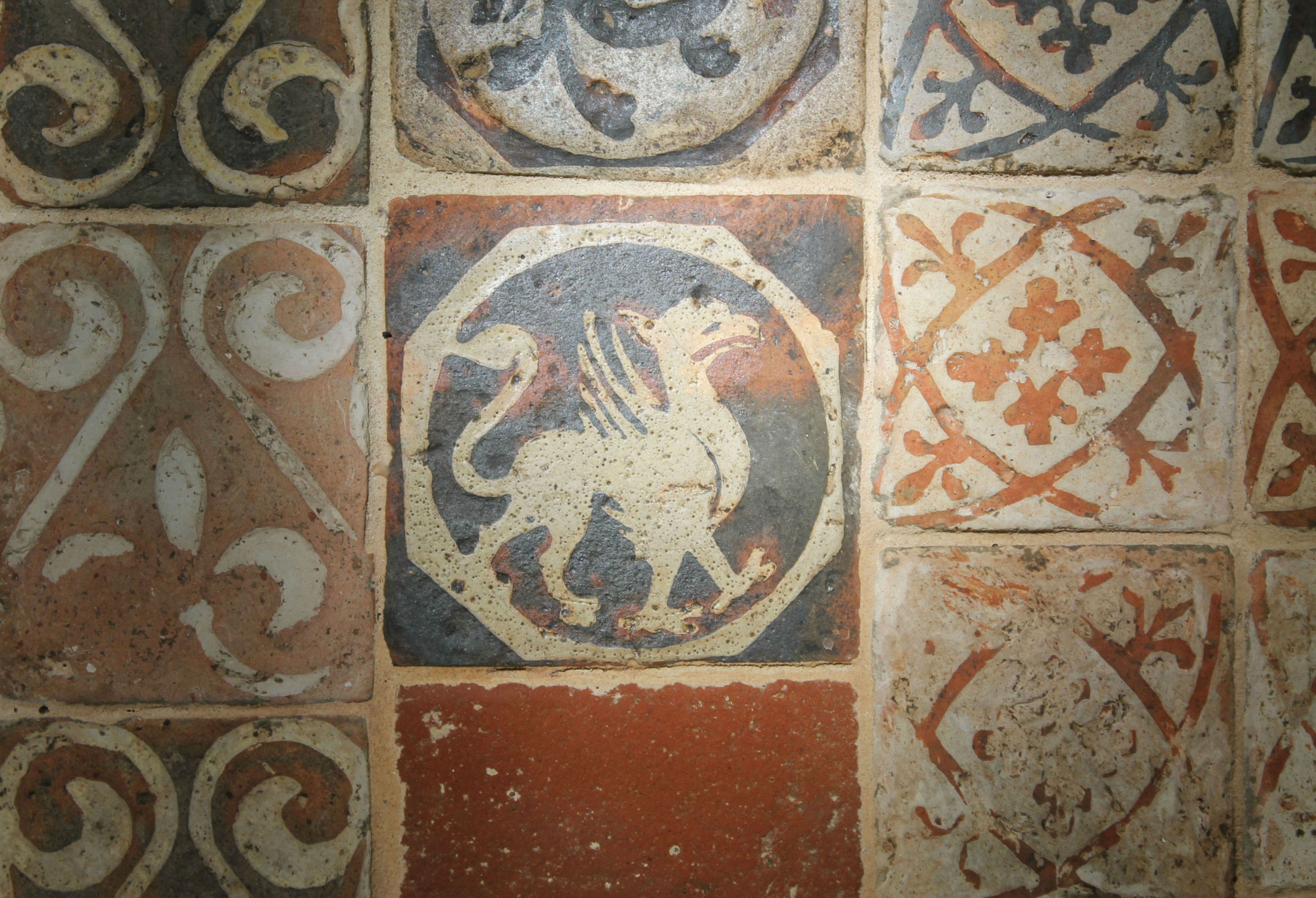
Abbaye de Saint-Pierre-sur-Dives. Carreau XIIe siècle
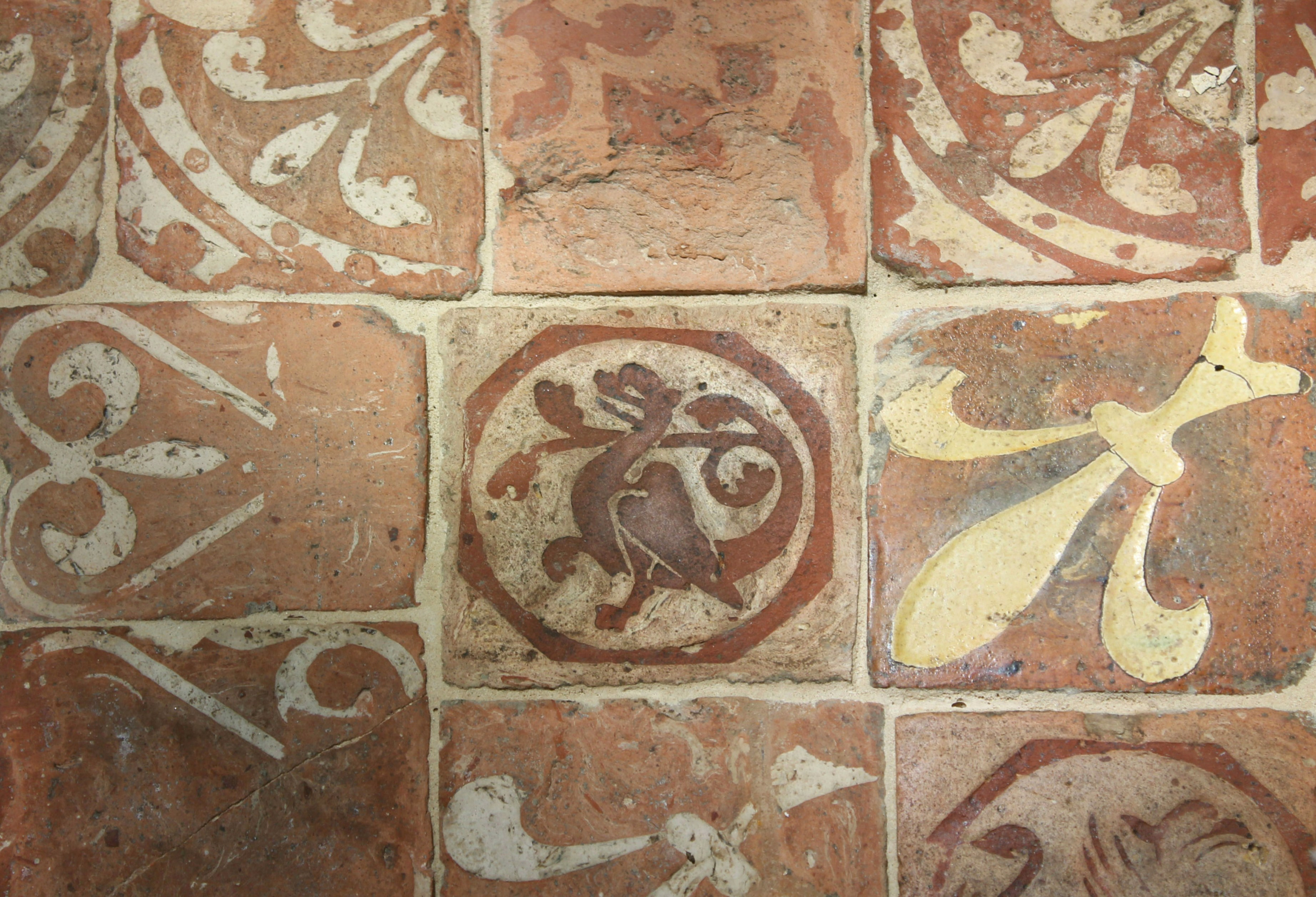
Abbaye Saint-Pierre-sur-Dives. Carreau XIIe siècle

## Céramique lustrées

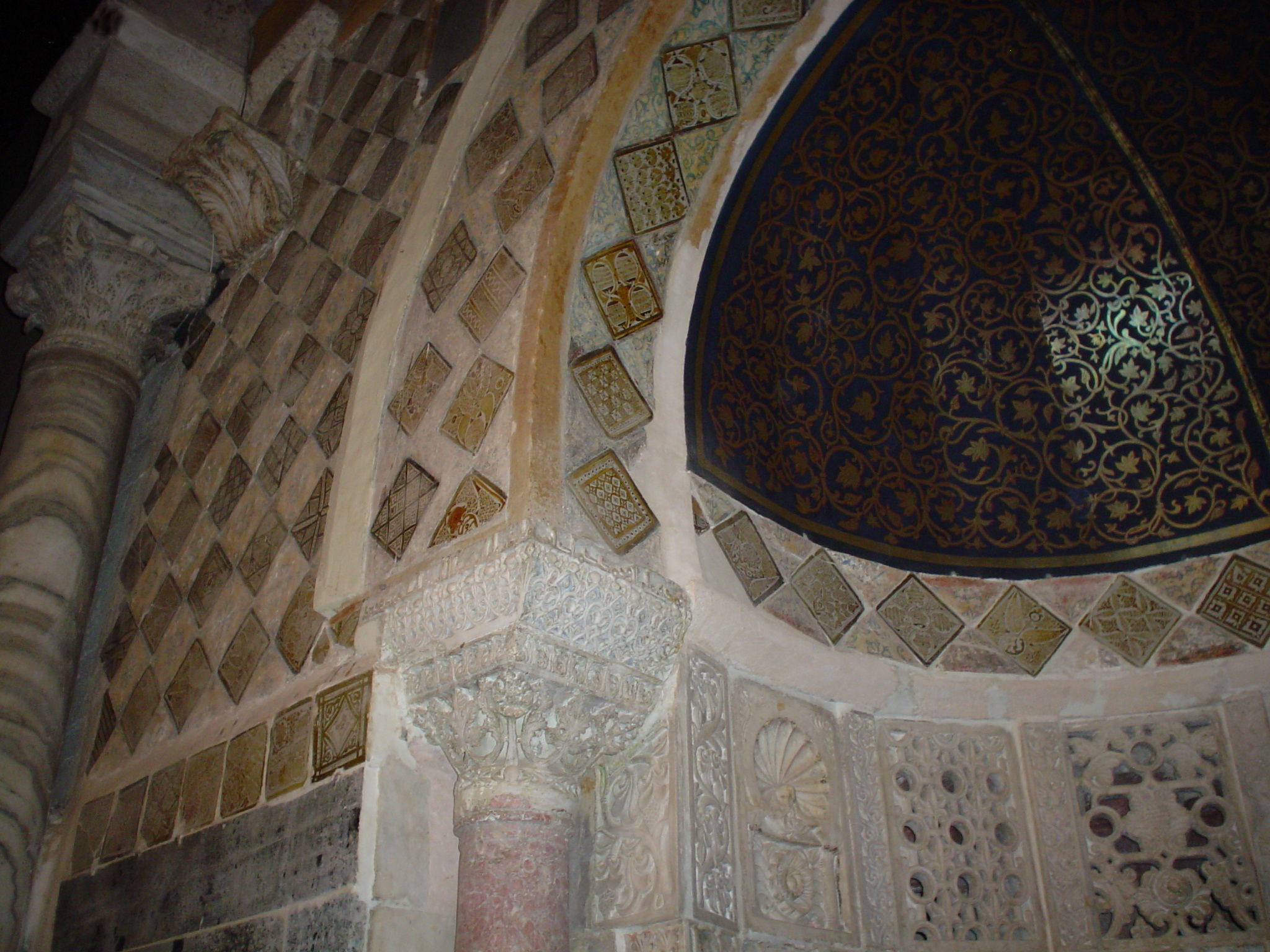
Mosquée de Sidi Okba à Kairouan. Vue partielle du mihrab. Carreaux lustrés. IXe siècle.

La céramique lustrée est un type de poterie, avec glaçure métallique, qui confère à l'objet une surface iridescente. La pièce est dans un premier temps cuite à nu. Elle est ensuite couverte d'une glaçure incorporant ou non des décors de glaçure colorés. La pièce est alors remise au four pour fixer ces glaçures. Après refroidissement, le décor lustré est peint, avec une solution contenant des oxydes métalliques. La pièce est alors remise au four pour une dernière cuisson, à température plus basse et en atmosphère réductrice, c'est-à-dire appauvrie en oxygène. Les oxydes métalliques se transforment en lamelles de métal pur qui pénètre dans la glaçure ramollie sous l'effet de la chaleur. Les couleurs obtenues vont du brun cuivré au jaune d'or tirant parfois sur le vert, quelquefois des rouges rubis.
La technique, secret d'atelier, est peut-être née au VIIIe siècle à Fostat, dans les ateliers coptes d’Égypte, où elle est pratiquée sur verre, dans les temps pré-islamiques. Mais c'est en Perse (actuel Irak) que la technique est transposée à la céramique dans la seconde moitié du IXe siècle, lorsque la décoration est peinte en rouge rubis ou polychrome lustré
Des centres de production se trouvent à Samara, Suse, Basra et le principal à Kashan. La technique se diffuse autour de la Méditerranée, en Égypte, au Maghreb (Al-Mansuriya et Kalâa des Béni Hammad), en Syrie (Raqqa), en Anatolie (Milet, Constantinople) et enfin en Andalousie (Séville, Malaga, Almeria, Valence, Calatayud, Muel).
L'Andalousie devient un centre de production autour du XIe siècle, et draine sa production sur la Méditerranée, en Italie et en France, mais aussi en Angleterre, aux Pays-Bas et jusqu'à Tabriz en Iran. Le sommet de l'art est atteint sous la dynastie Nasride au XIVe siècle. Les poteries s'incrustent de motifs bleus cobalt (Smalt). Les rois chrétiens encouragent les artistes musulmans à s'installer à Valence et la céramique lustrée qui se christianise connaît un nouveau succès dans les cours européennes. En Italie, elle prend le nom de majolique. Au XVIe siècle, des centres de production italiens de Deruta, Gubbio et Cafaggiolo maîtrisent le lustre, et produisent des pièces très éloignées de leur modèle musulman. Par la suite, majolique désigne principalement des pièces de faïence à émail stannifère. Avec la Renaissance, la céramique lustrée passe de mode.
Au-dessus de la niche du Mihrab de la mosquée de Sidi Okba à Kairouan, le mur du fond est décoré de faïences lustrées de forme losangée. Ces carreaux ornés de feuillages et de fleur s seraient, selon la tradition, une commande du fondateur de la dynastie des Aghlabides, Ibrahim ibn al-Aghlab (836-841) à des artisans mésopotamiens d'Irak. Il se trouve donc confirmé qu'à cette époque, la Perse aurait connu le procédé de la céramique lustrée. Ce motif de carré sur la pointe perdure jusqu’à la fin du XIIIe siècle au moins. On le retrouve dans un tympan de la Grande Mosquée de Sousse situé à l’emplacement du premier mihrab ; il émigre ensuite en Égypte, où il orne différents monuments fatimides et mamelouks du Caire.

### Kashi persan

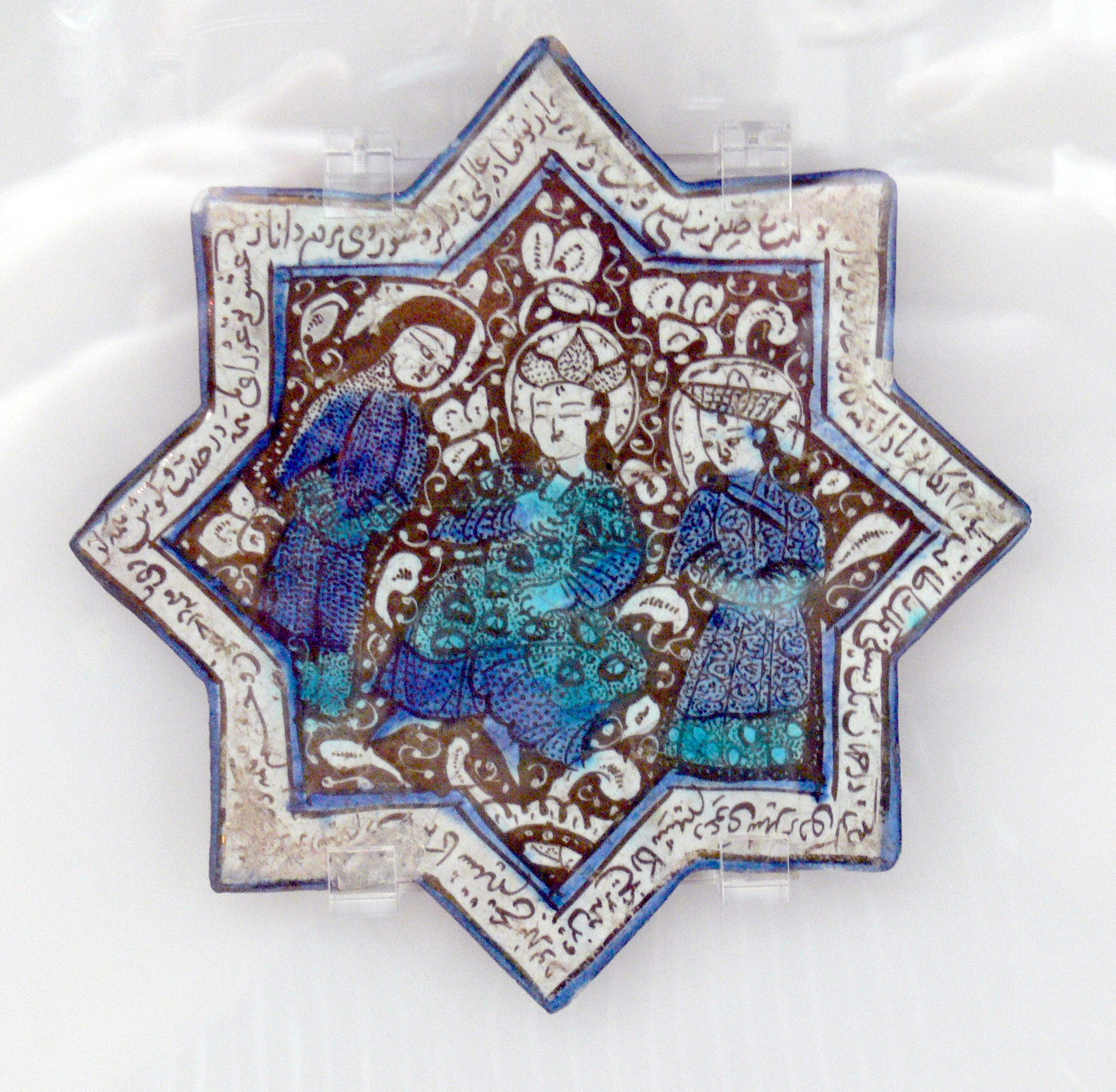
Carreau en étoile. Roi parlant à ses sujets. Kashan. (XIVe siècle). Musée d'Art islamique de Berlin.

Un centre réputé de céramique s'implante au Moyen Âge à Kashan, en perse mongole, qui produit des carreaux qui prennent le nom de la ville, kashi (کاشی) désignant en persan les habitants ou des « carreaux glazurés». Des fouilles ont révélé que le complexe architectural de Takht-i Sulayman (vers 1270), le palais royal d'été du souverain Ilkhanide Abaqa (1265-1282) situé dans le nord-ouest de l'Iran, était richement décoré de revêtements de carreaux qui couvraient à la fois l'extérieur et les murs intérieurs de plusieurs de ses bâtiments. La présence de figures humaines, d'animaux, et d'inscriptions citant la poésie persane suggère que les carreaux ont été employées dans les palais de loisirs et demeures érigés pour les membres riches de l'élite Ilkhanide. Ils témoignent de l'Art de l'Iran mongol.

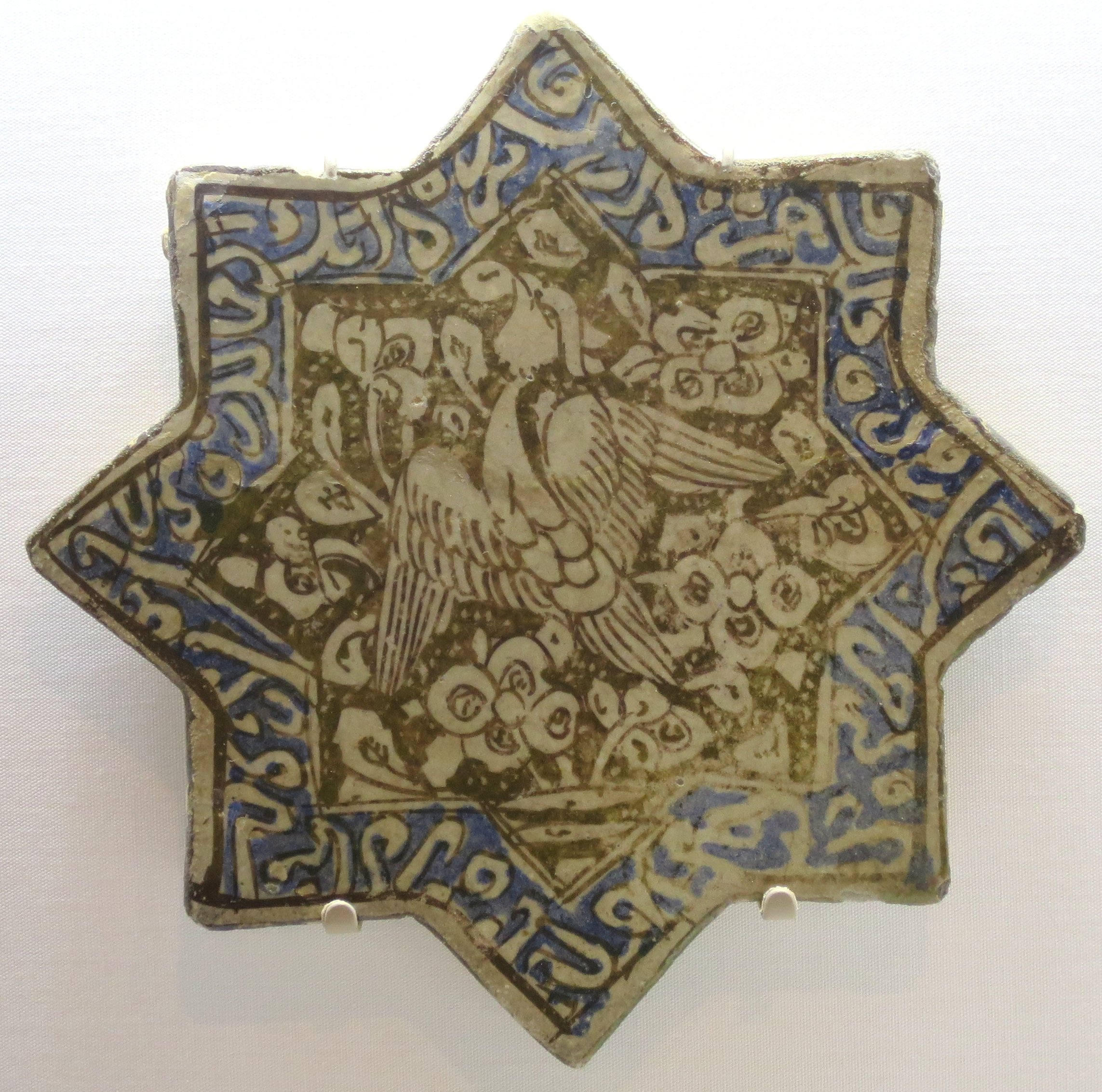
Carreau avec phénix, Kashan, XIVe siècle, Doris Duke Foundation for Islamic Art.
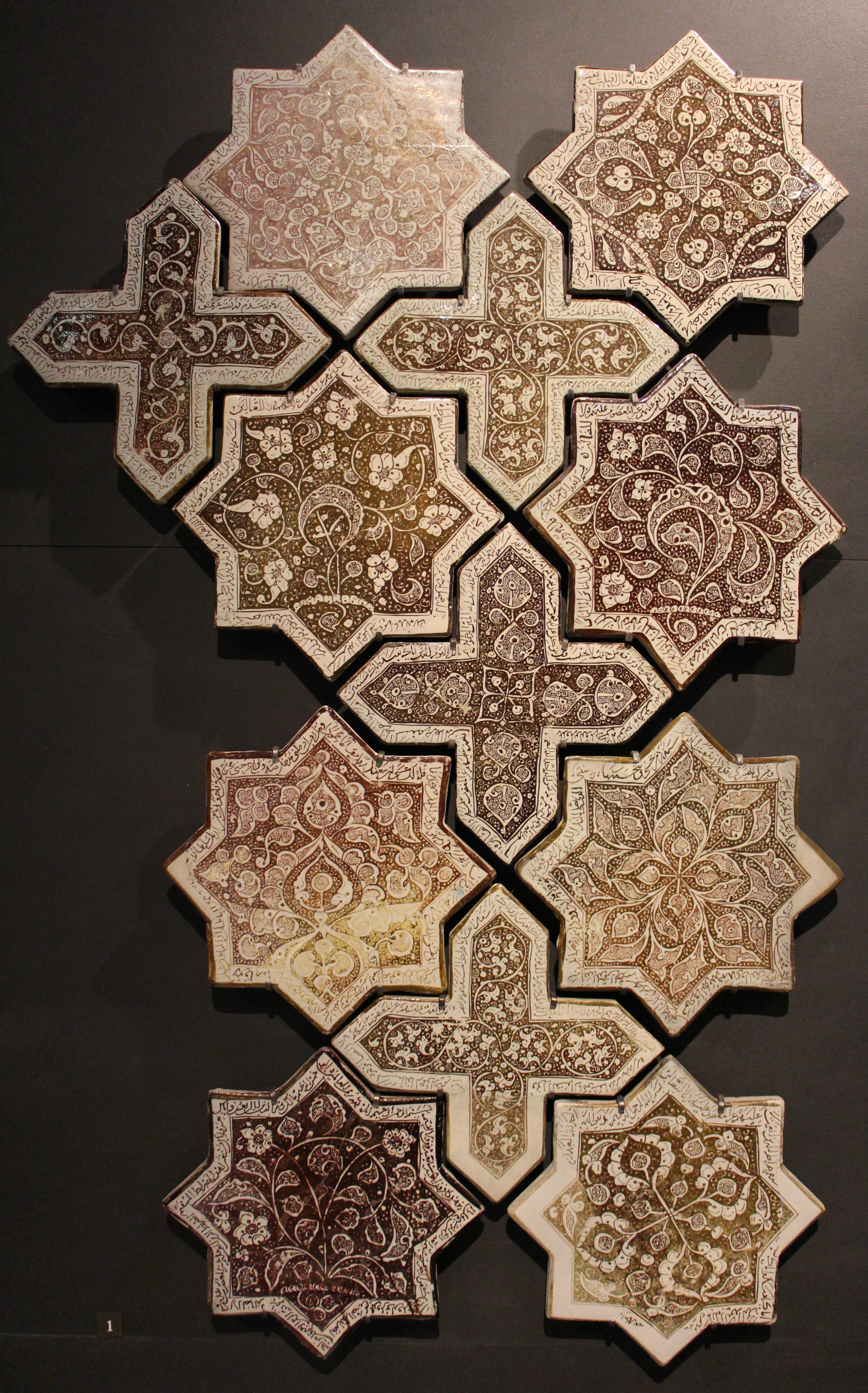
Iran, carreau en forme d'étoile et cruciforme, 1262
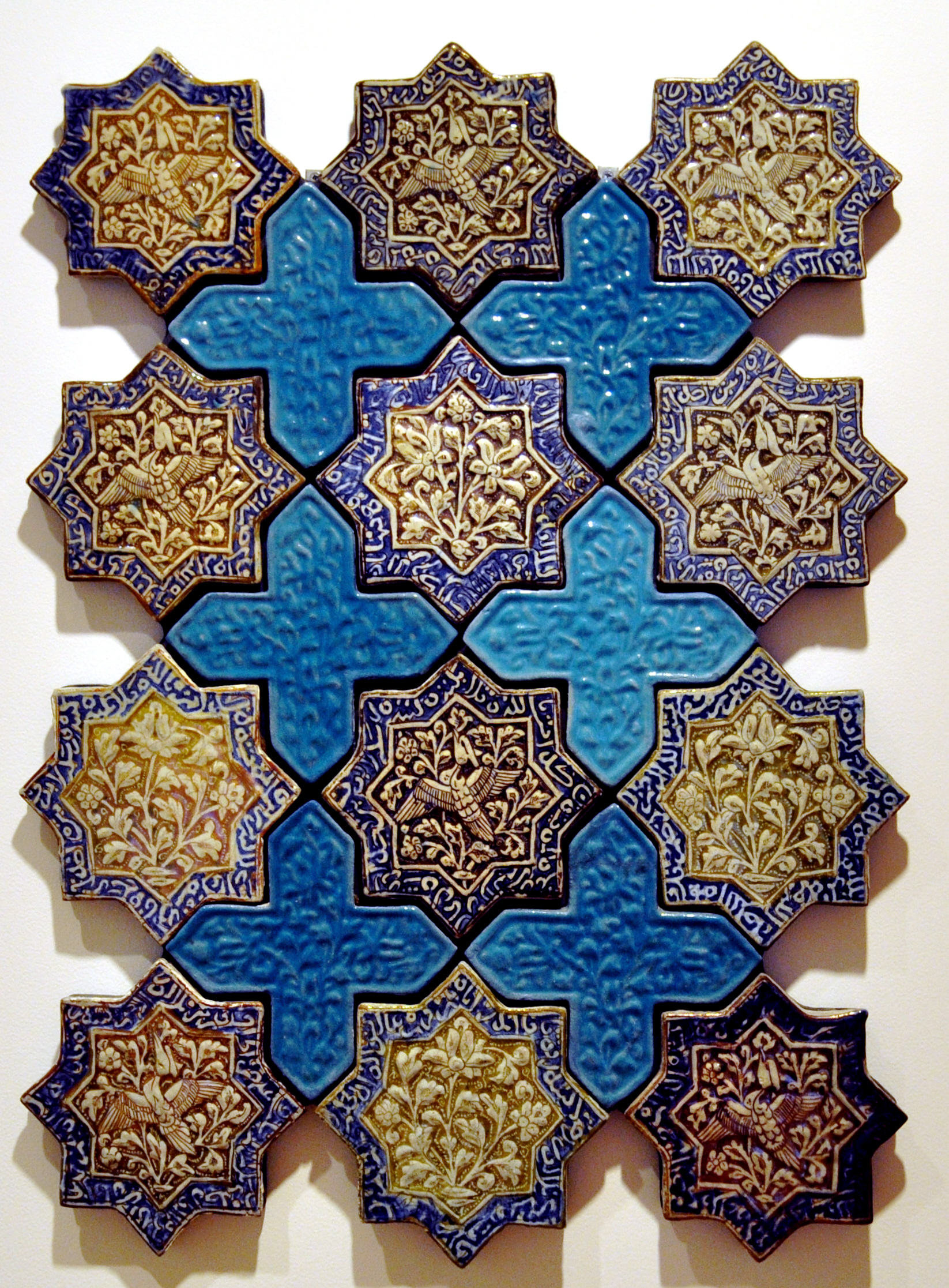
Kashan, Iran, fin XIIIe siècle. Musée des arts appliqués (Francfort)

### Céramique timouride

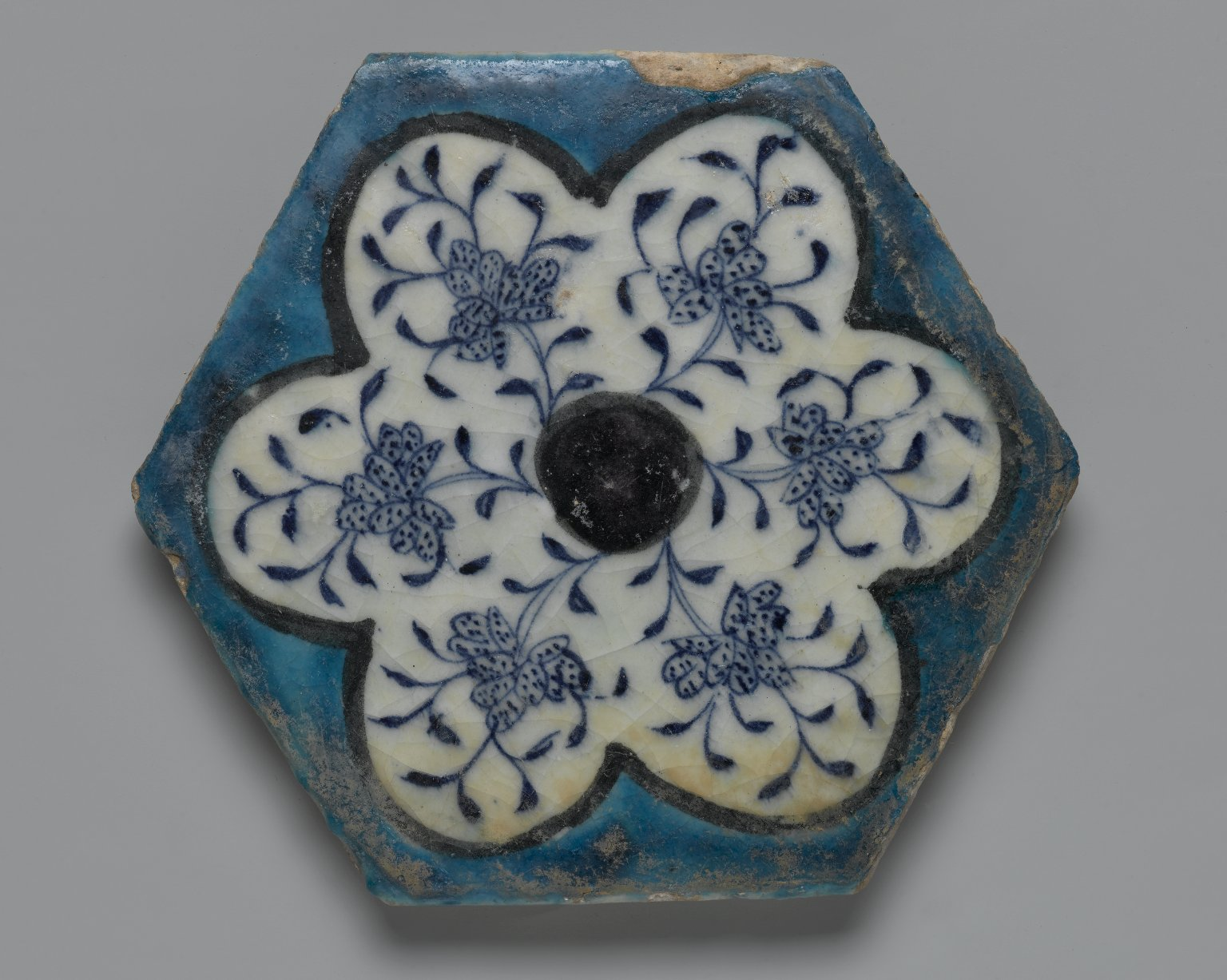
Carreau hexagonal, Céramique frittée, peinte en bleu de cobalt, turquoise et violet de manganèse sous une glaçure transparente. Damas, Syrie. Milieu XVe siècle. New York, Brooklyn Museum.

Au XVe siècle, les potiers timourides et turkmènes de l'Iran et les potiers ottomans de la Turquie et de la Syrie se tournent, mais ce n'est pas la première fois, vers la céramique d'inspiration chinoise. Elle leur est parvenue sous la forme de décorations florales en bleu sur un fond blanc - l'héritage des célèbres marchandises chinoises "Bleu et blanc" de Yuan et Ming. Comme toujours, les potiers islamiques adaptent les motifs originaux chinois à leurs propres fins distinctes.

### Céramique turkmène

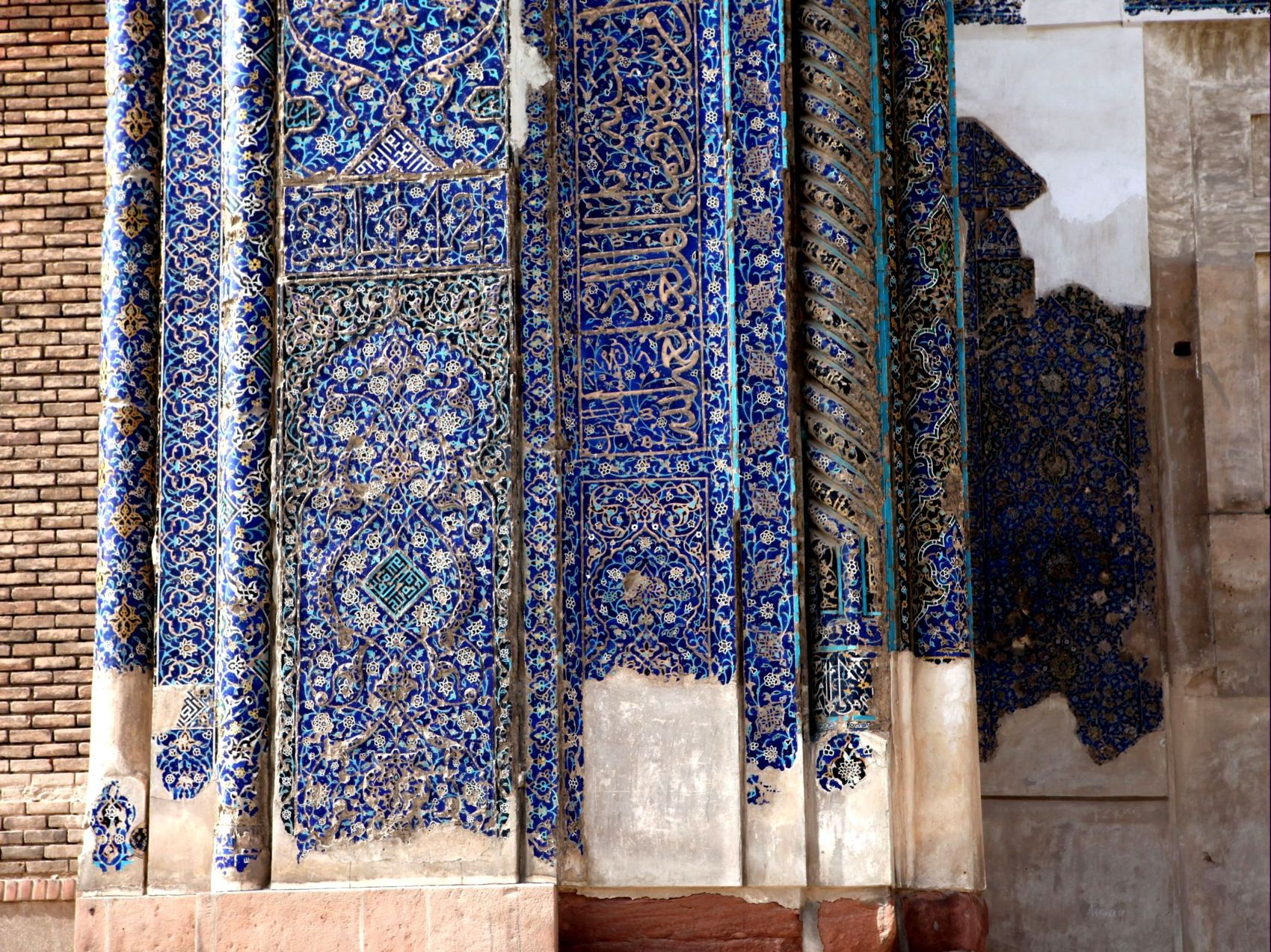
Mosquée bleue de Tabriz, détail.

La tradition de la mosaïque en carreaux se perpétue depuis l’époque de la Mosquée bleue de Tabriz (1465). Au XVIIe siècle, l’utilisation de carreaux entiers est le moyen le plus rapide de décorer les surfaces de grands bâtiments publics et religieux, en particulier dans la nouvelle capitale Ispahan, en alternance avec les mosaïques de carreaux comme c'est le cas à Kerman.

### Céramique savafide

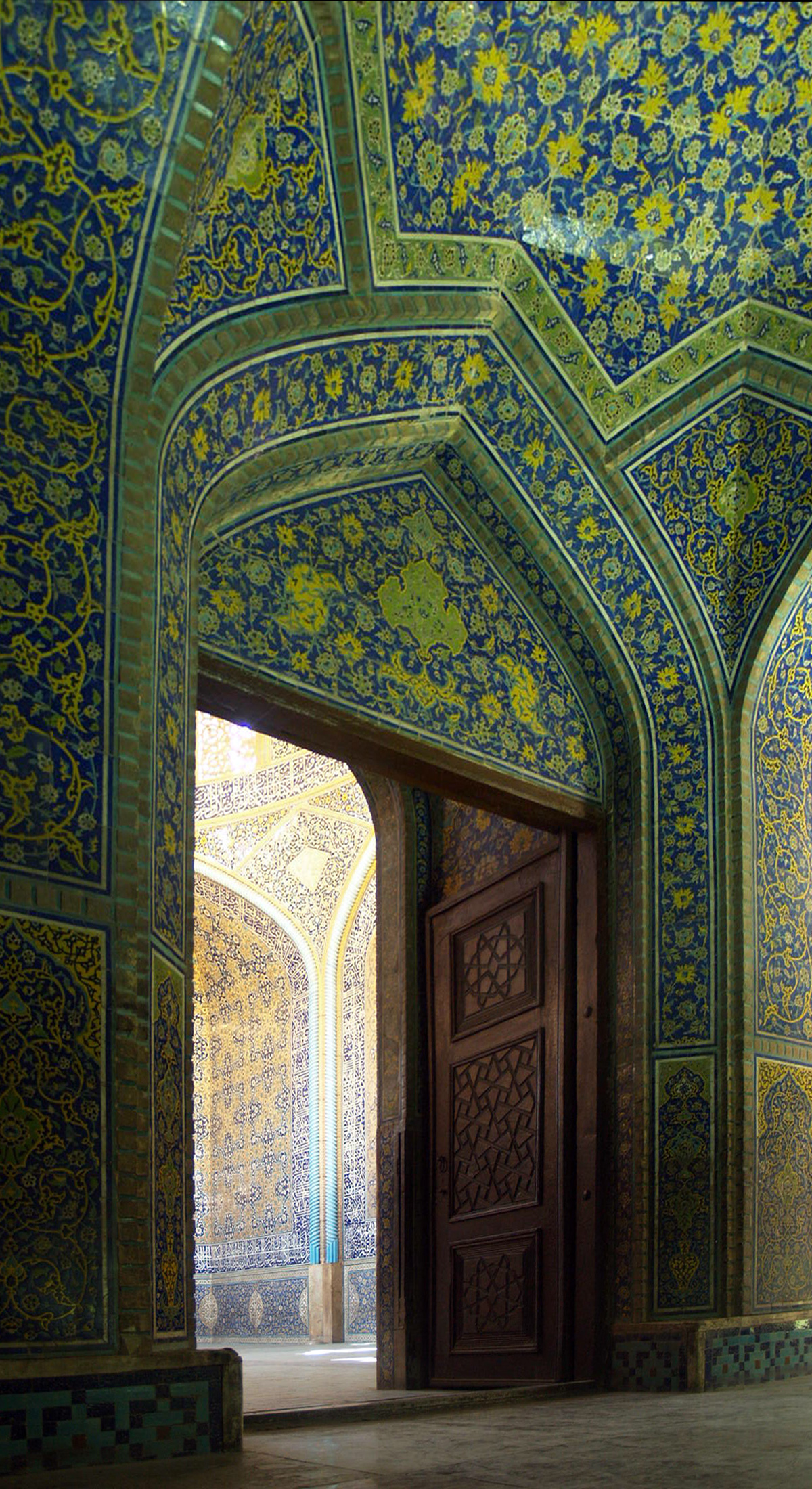
Mosquée du Cheikh Lotfallah, Ispahan, début XVIIe siècle.

La technique cuerda seca, rapidement abandonnée par les potiers ottomans au XVIe siècle, subsiste en revanche en Perse au XVIIe siècle et début du XVIIIe siècle. Les nombreux bâtiments religieux et officiels sur les deux rives de la Zayendeh Rud sont décorés de carreaux polychromes où la couleur jaune se fait de plus en plus présente, outre les nuances de bleus, les teintes brunes et le vert sauge.
Ispahan, la capitale safavide, et Na'in étaient les deux principaux centres dans lesquels les bâtiments ont été richement décorées de carreaux. La vieille tradition de fabrication de carreaux composant des motifs géométriques ou végétaux répétitifs a été maintenue en vie dans les mosquées et les Médersas, mais aussi, innovation importante, sur les bâtiments séculaires, avec des compositions de carreaux carrés peints individuellement, formant des compositions représentant des scènes se passant dans de riches jardins. Ils ont été placés dans des pavillons de jardin royaux de l'époque du Shah Abbas à celle du Shah Sulayman (le dernier exemplaire étant celui du Hacht Behecht de 1669).

### Céramique ottomane d’Iznik

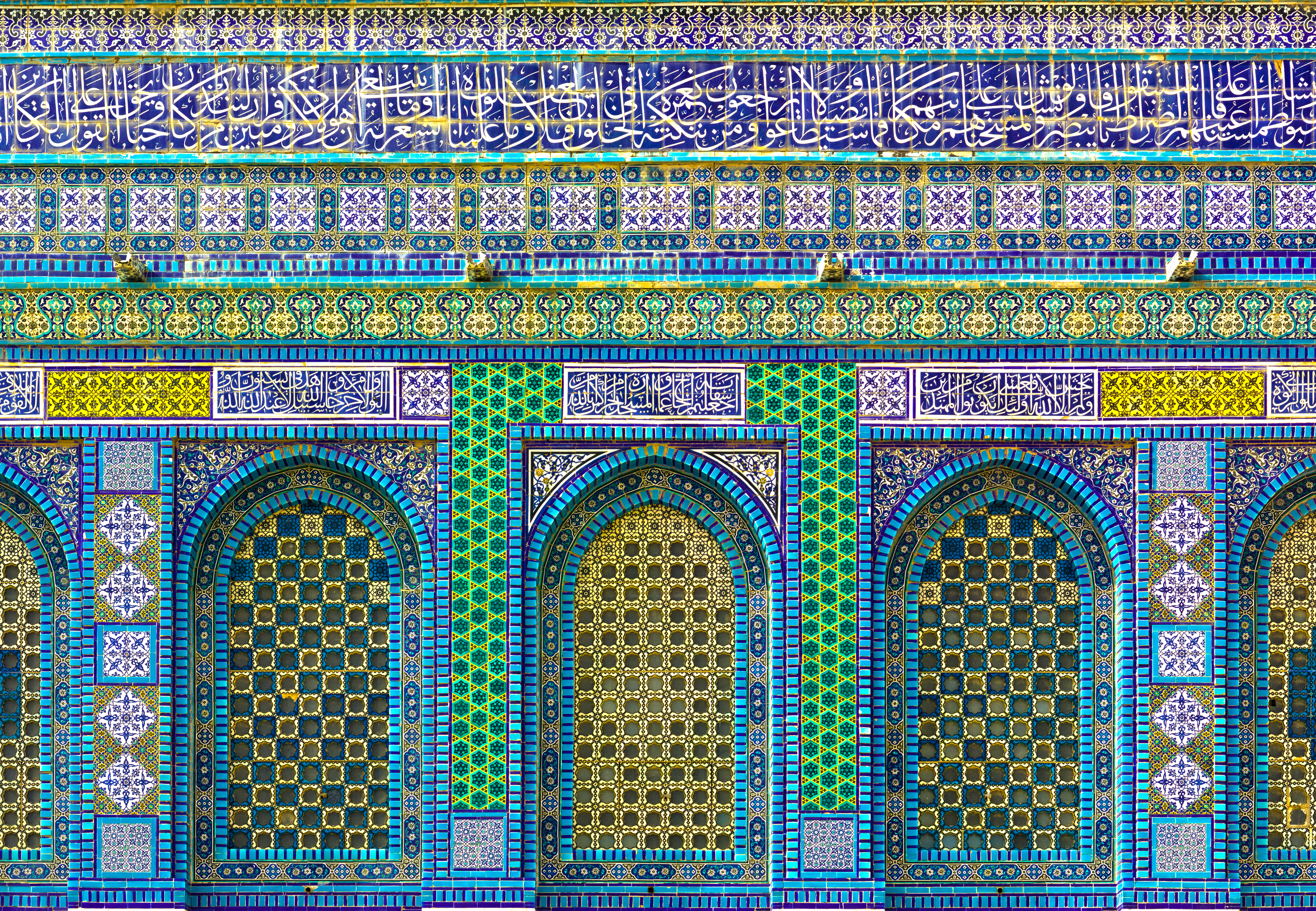
Dôme du Rocher, Jérusalem, XVIe siècle.

Alors que les empires safavide et moghol voient l'art de la terre cuite décliner, chez les Ottomans apparaît la céramique d'Iznik.

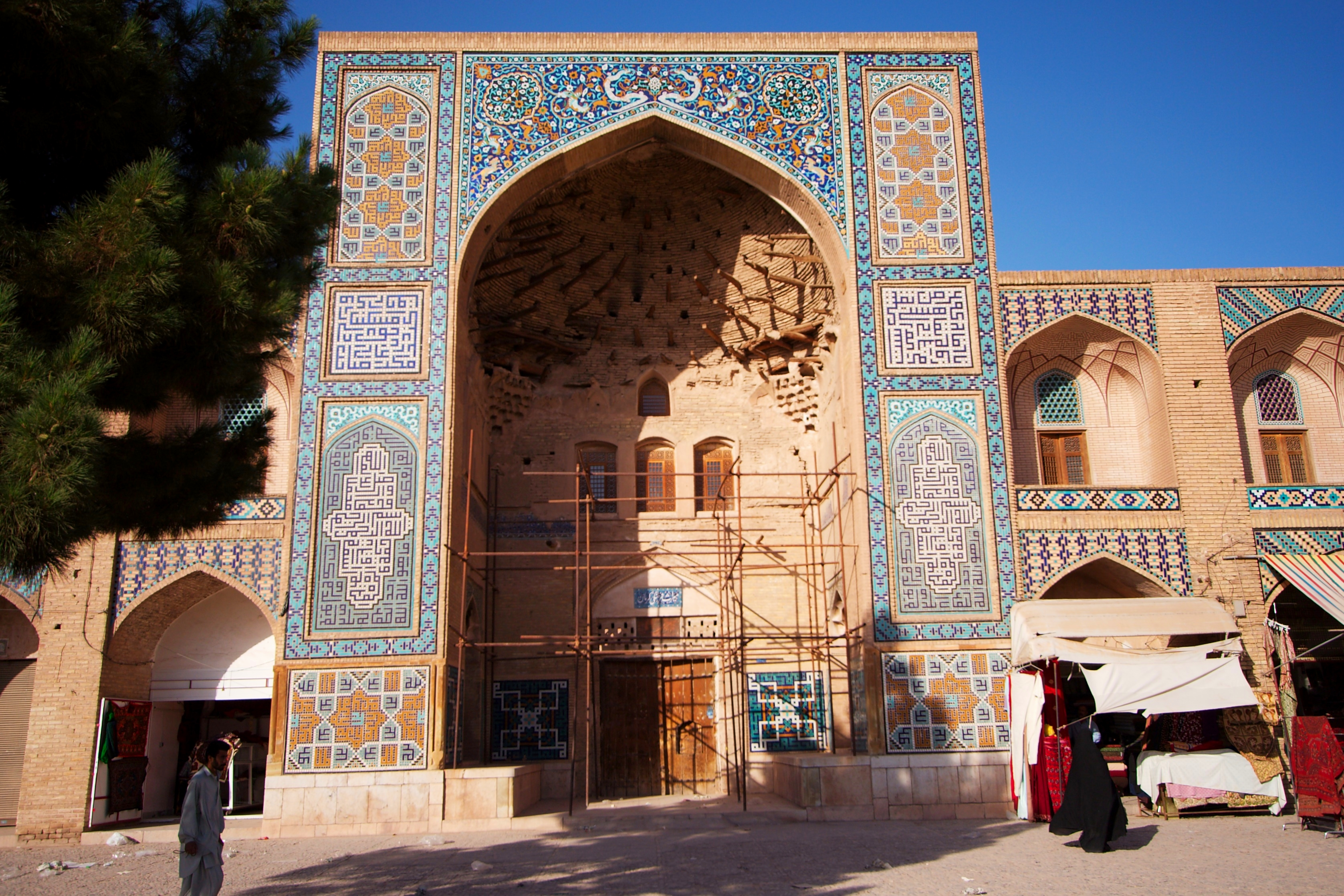
Ganjali Khan Iwan. Karman
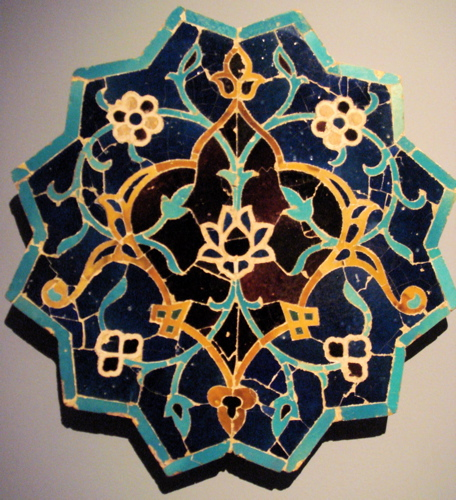
Céramique frittée, vitrifiée, découpée et assemblée en mosaïque. XVe siècle.
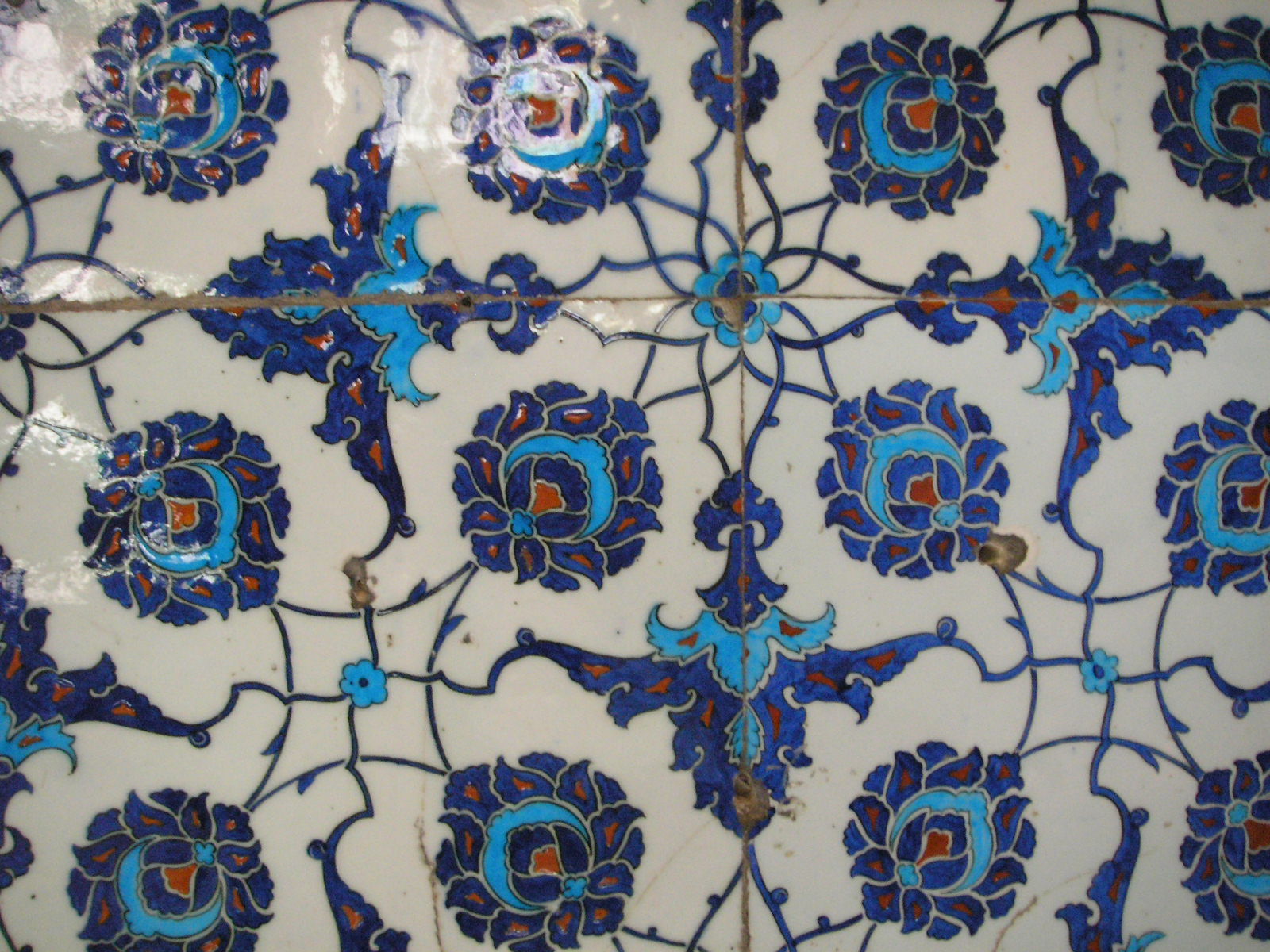
Palais de Topkapı. Bibliothèque Enderûn. carreaux d'İznik. XVIIe siècle

### Azulejos espagnols

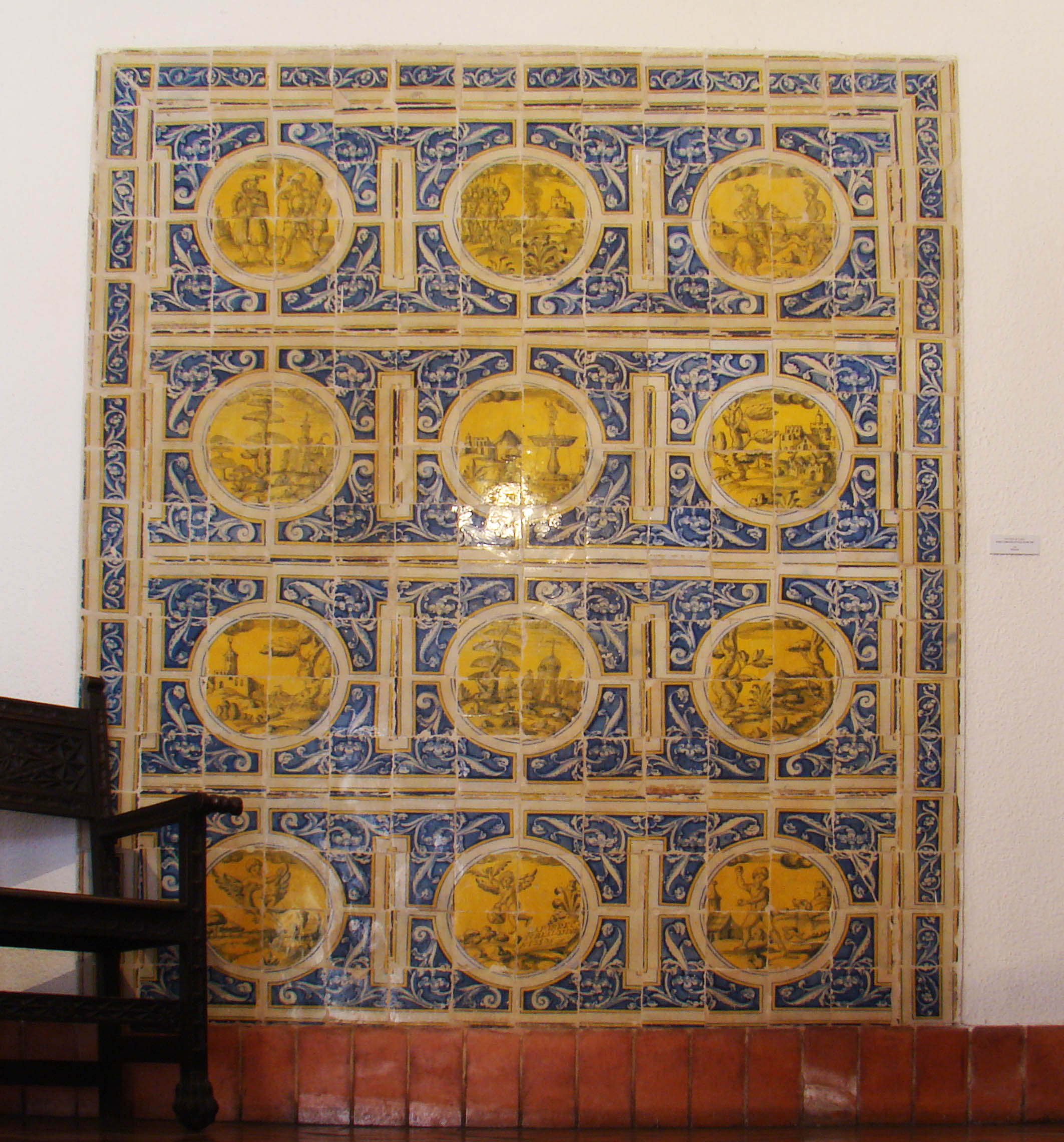
Azulejo de Hernando de Loaysa.

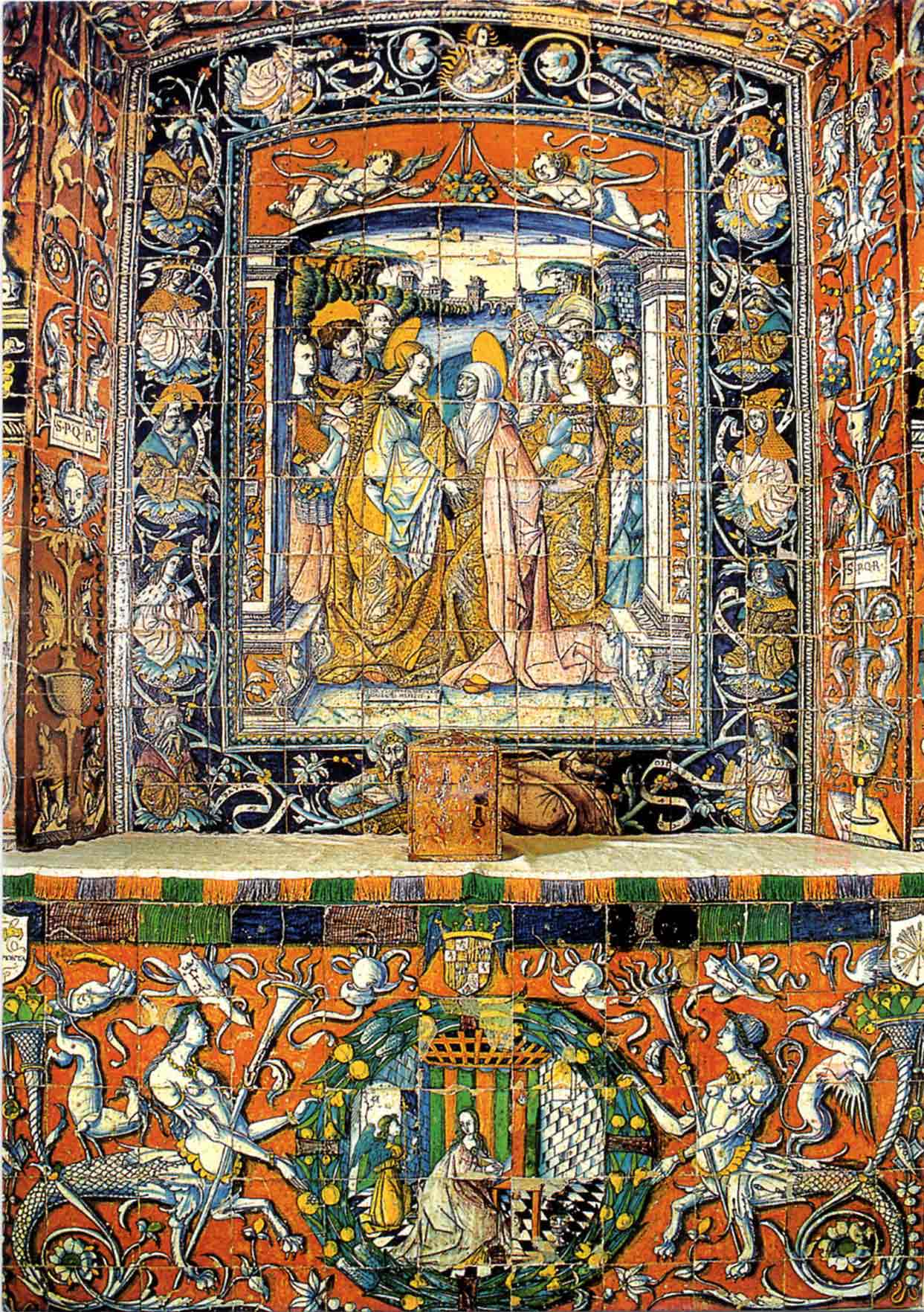
Niculoso Pisano. Autel de la chapelle de l'Alcazar de Séville, 1504. Azulejos conservés in situ.

Un azulejos désigne en Espagne et au Portugal un carreau ou un ensemble de carreaux de faïence décorés.
La technique de l'émail stannifère opaque est apportée par les Maures lors de leur occupation, et se développe dans toute la péninsule Ibérique. D'abord non figurative (interdiction de la figuration dans les préceptes de l'islam sunnite), la décoration des azulejos devient figurative seulement à partir de la fin du XVe siècle sous l'influence de la majolique italienne. Les premiers azulejos figuratifs sont peints à Séville vers 1500 par Francesco Niculoso, potier italien originaire de Pise.
La casa de Pilatos (XVIe siècle), à Séville, comporte des Azulejos remarquables.

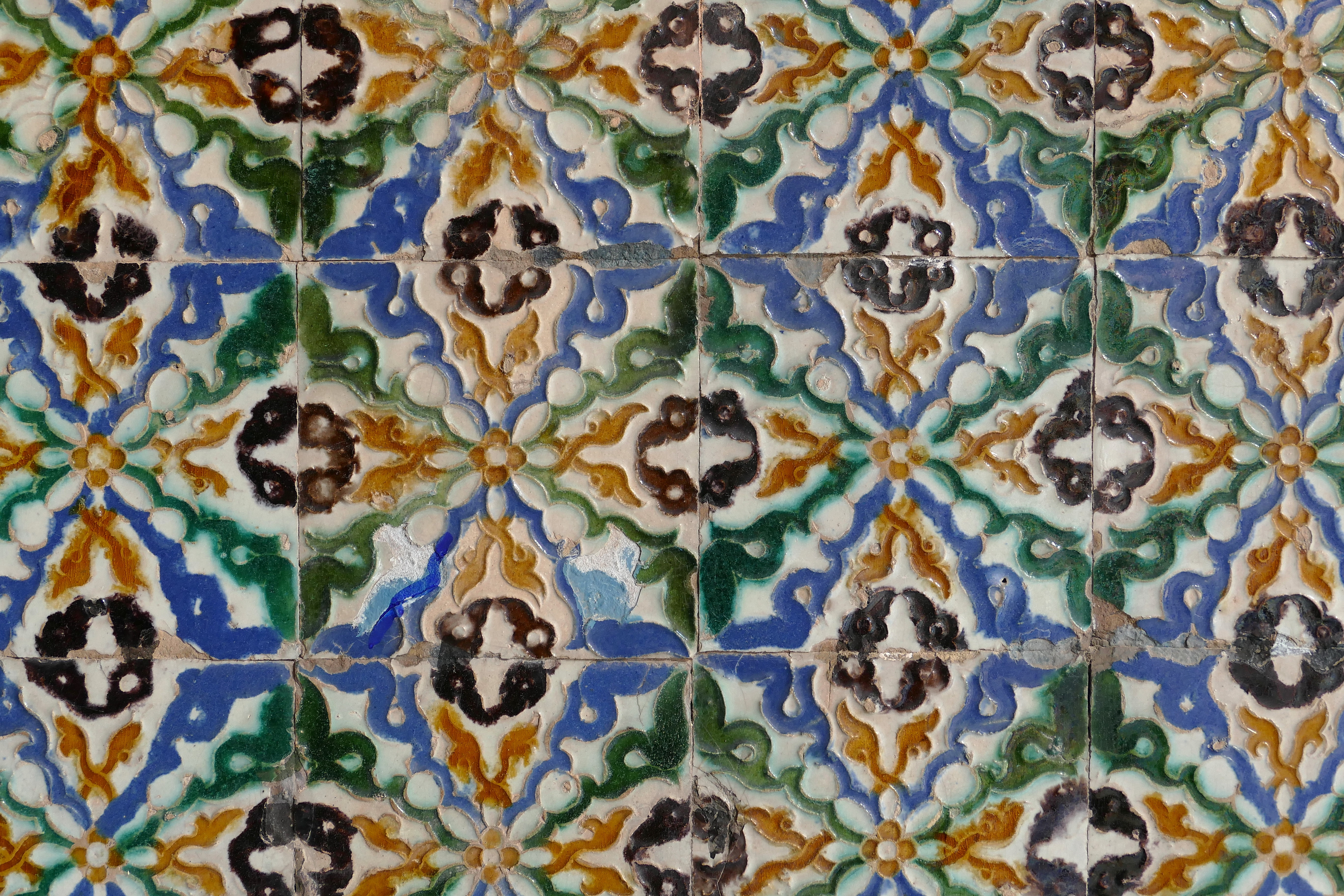
Casa de Pilatos, Séville
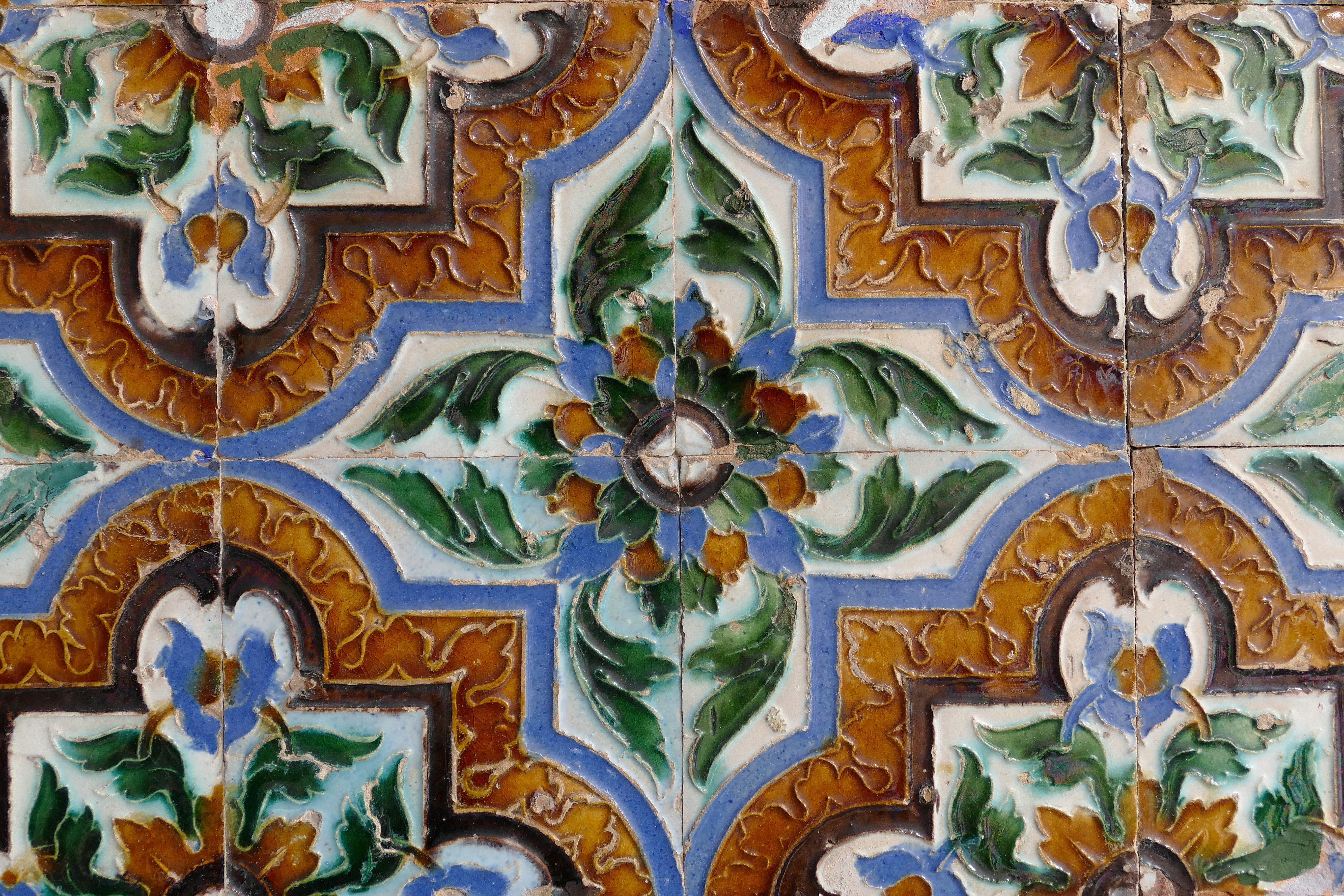
Casa de Pilatos, Séville
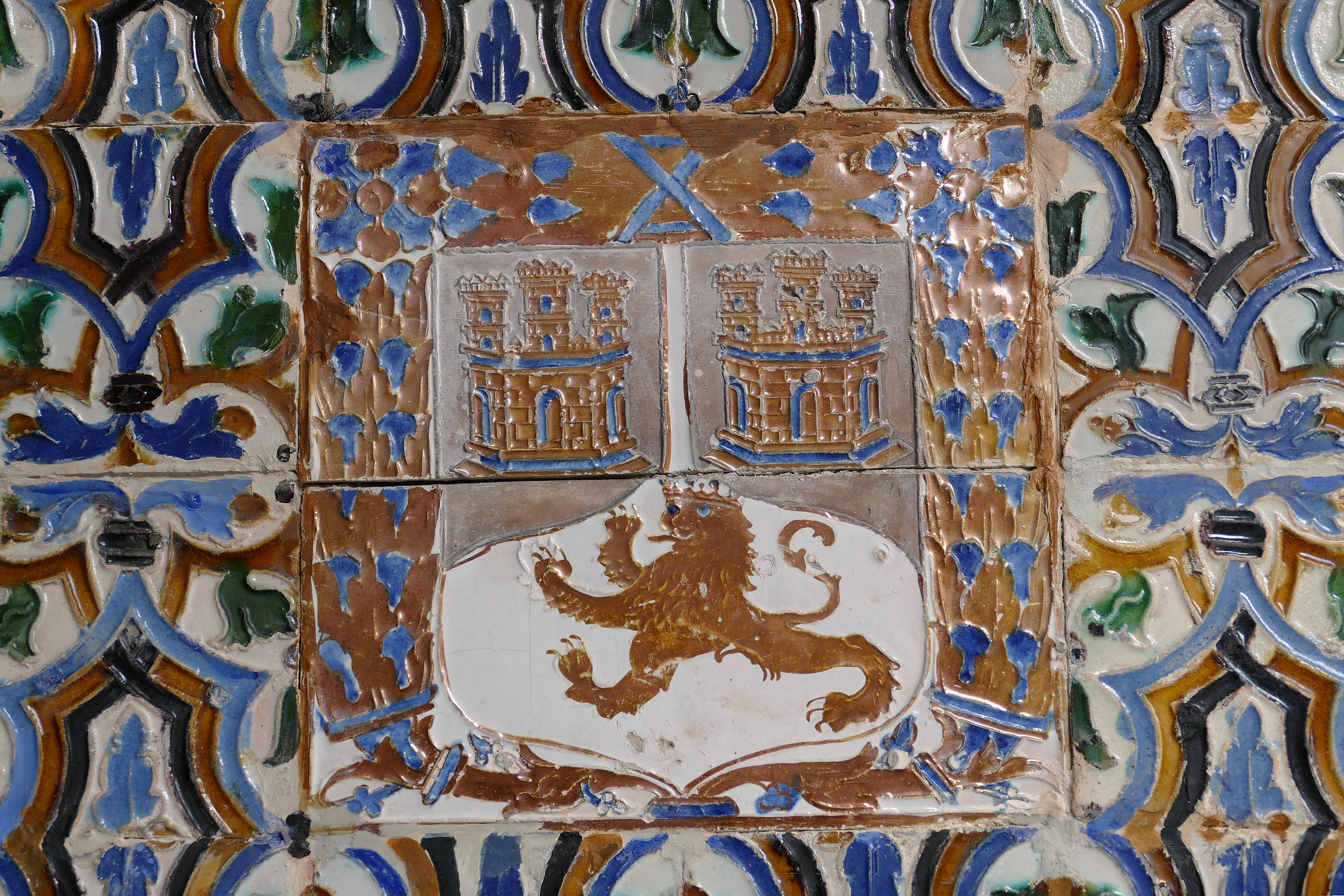
Casa de Pilatos, Séville
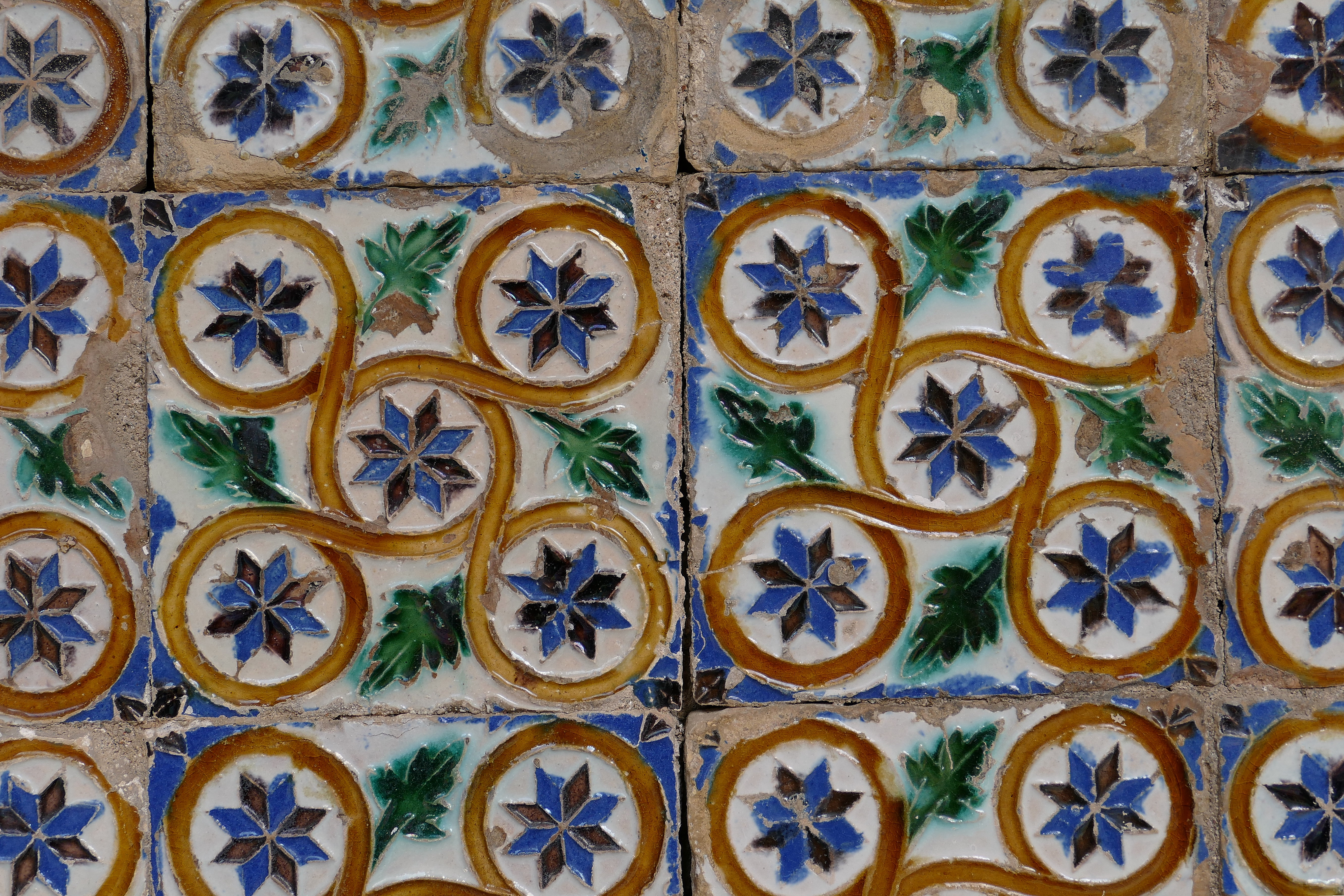
Casa de Pilatos, Séville
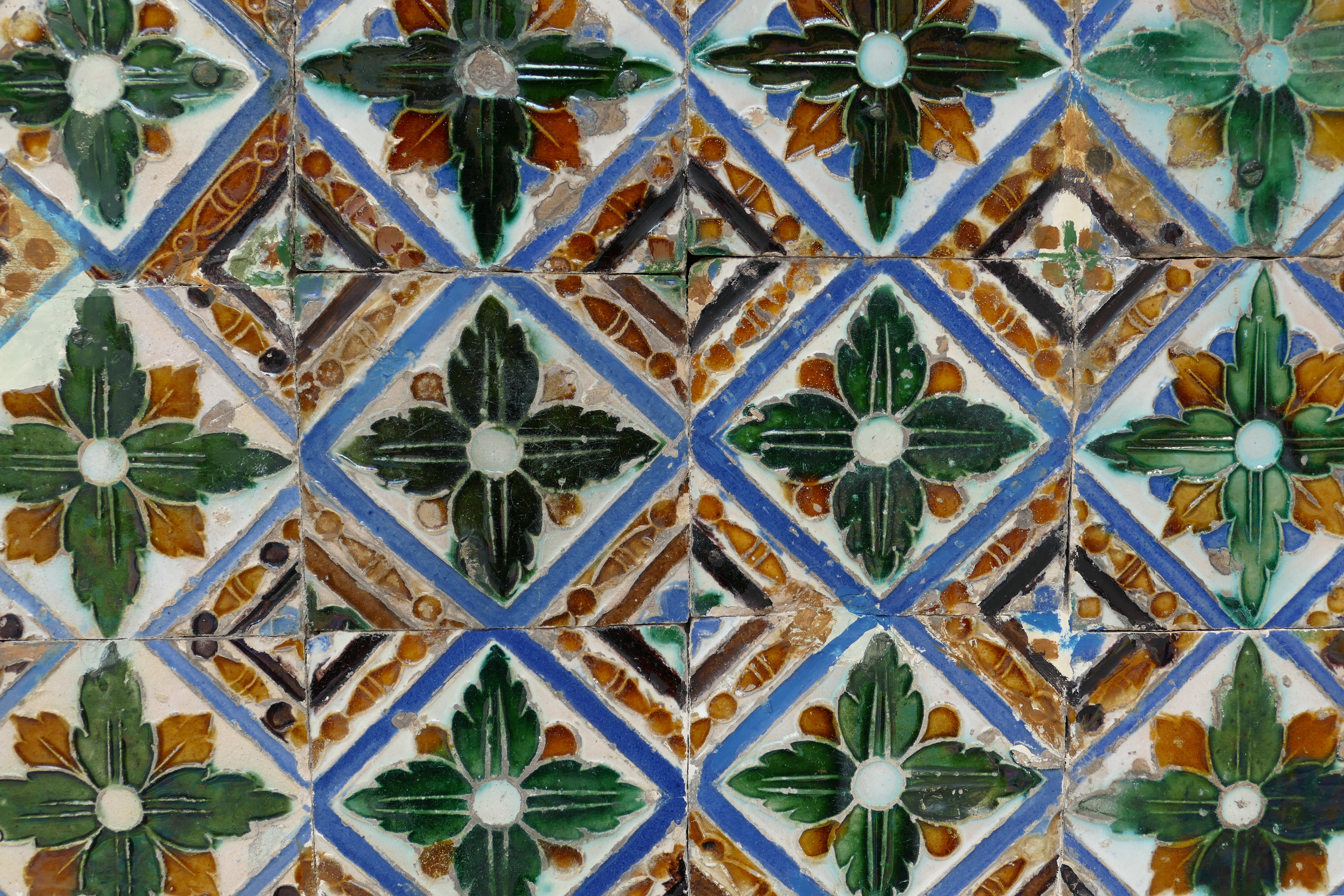
Casa de Pilatos, Séville

## Carreaux de faïence

### Zellige algérien
En Algérie, la présence du zellige ne date pas d’hier si l’on se réfère aux fresques murales à décor géométrique, animalier et floral exposées au Musée public national de Cherchell âgées de 1600 ans ou encore les traces de zellige laissées par la dynastie rostémide présente au VIIIe siècle à Tahert (actelle Tiaret) ou encore les vestiges de la dynastie ziride au XIe siècle à Achir (actuelle Médéa). Mais l’exemple le plus marquant sur le zellige en Algérie est la Citadelle de Béni Hammad fondée au XIe siècle.

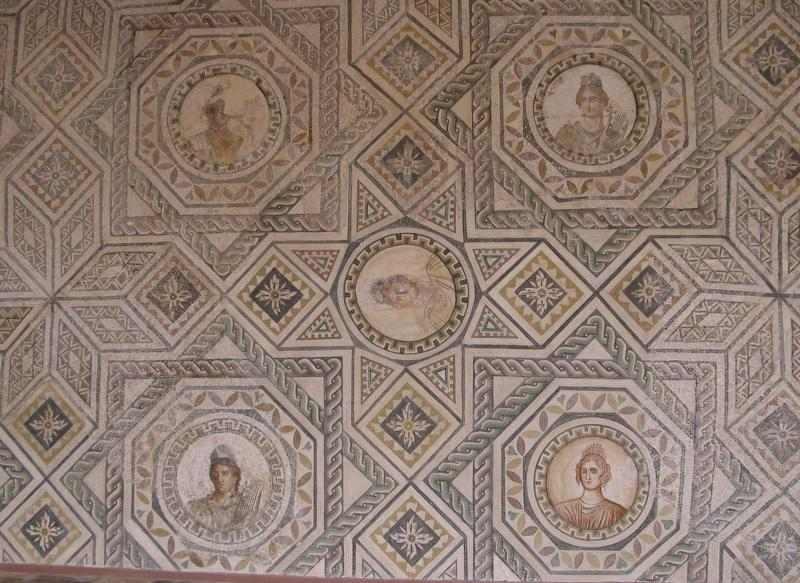
Mosaïque antique romaine avec un décor géométrique classique dans l'art romain, de l'ancienne Césarée de Maurétanie (actelle Cherchell).
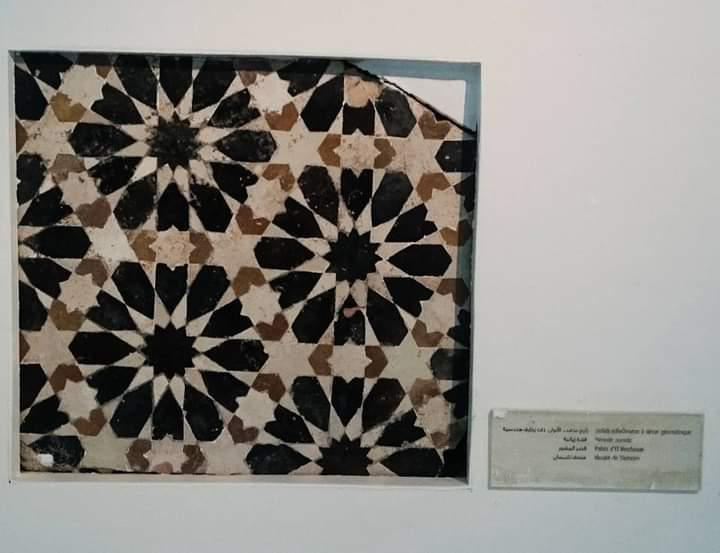
Zellige zianide de Tlemcen (XIIIe siècle-XVIe siècle), conservé au musée de Tlemcen.
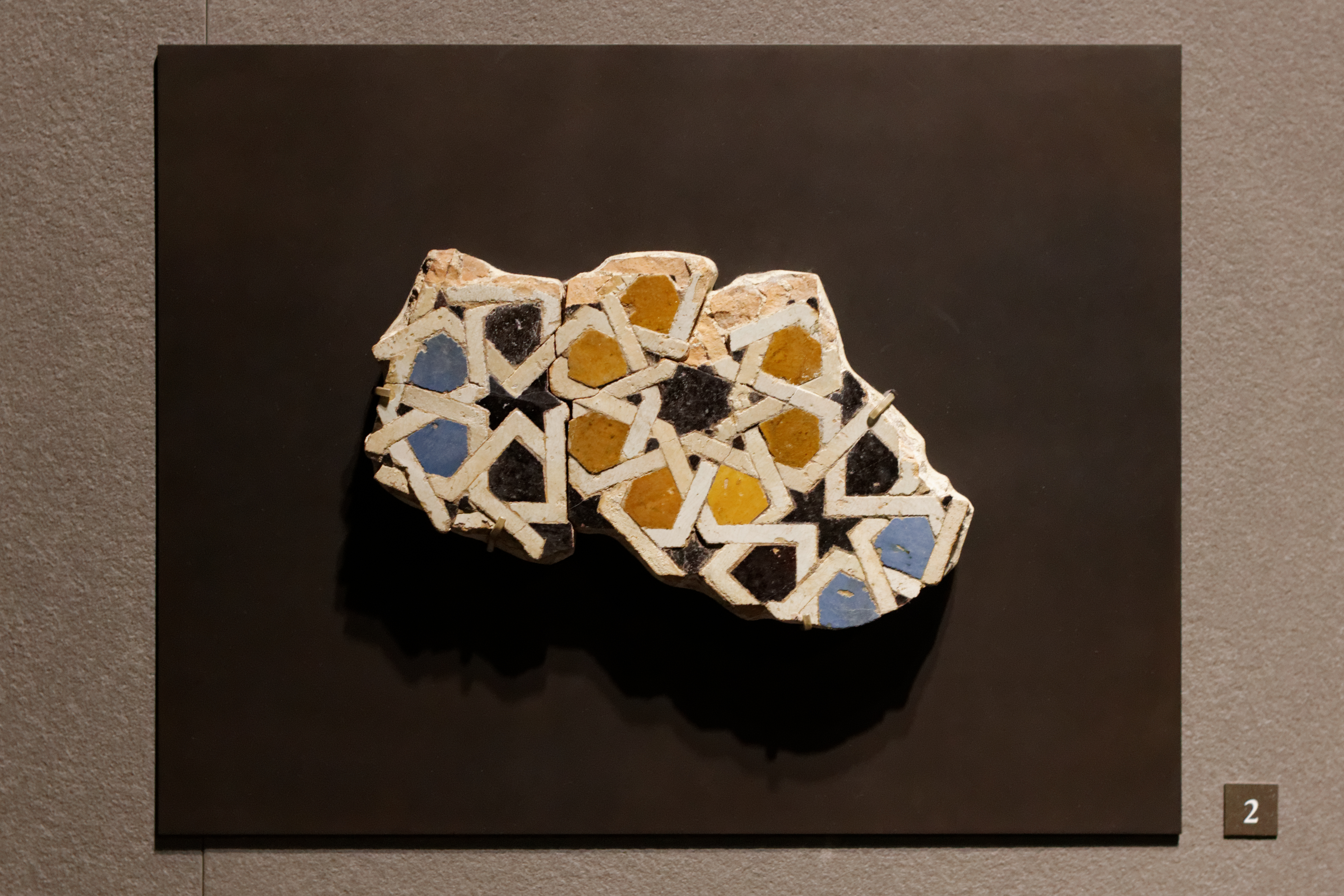
Fragment de zellige découvert à la Mosquée Sidi Boumediene à Tlemcen datant du XIVe siècle, conservé au Musée du Louvre.
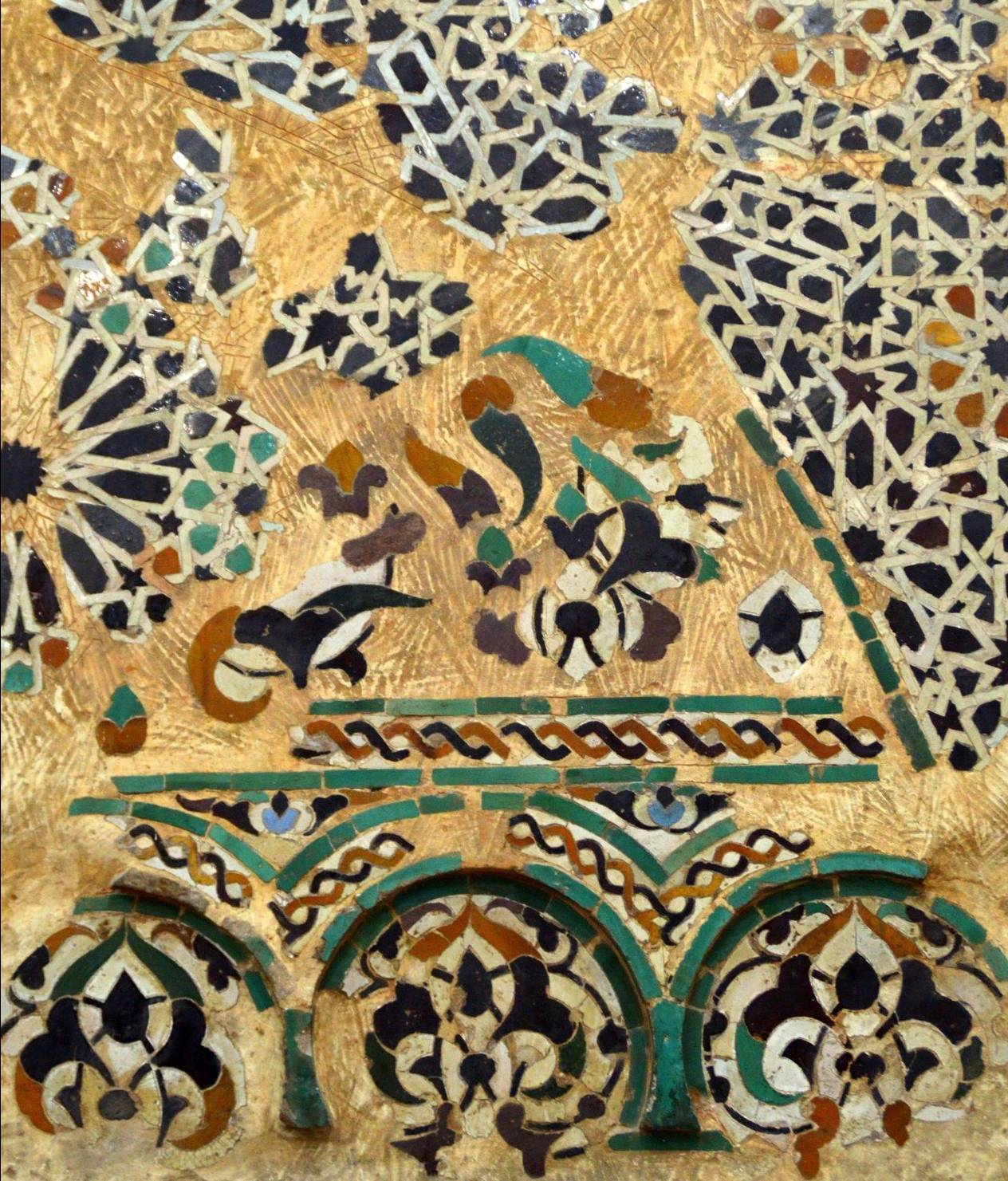
Fragement de Zellige de la médersa Tachfinia édifiée au XIVe siècle exposé au Musée national des antiquités et des arts islamiques, Alger.

### Majolique italienne
La faïence dite Majolica tire son nom de l'île de Majorque, d'où la manufacture de poterie vernie a passé à ce que l'on suppose au centre de l'Italie. La première faïence d'Italie est ornée de dessins géométriques et de feuilles de trèfle portant le cachet Sarracénique. On s'en sert d'abord pour fabriquer des tuiles coloriées et concaves et plus tard sous la forme de pavés encaustiqués.

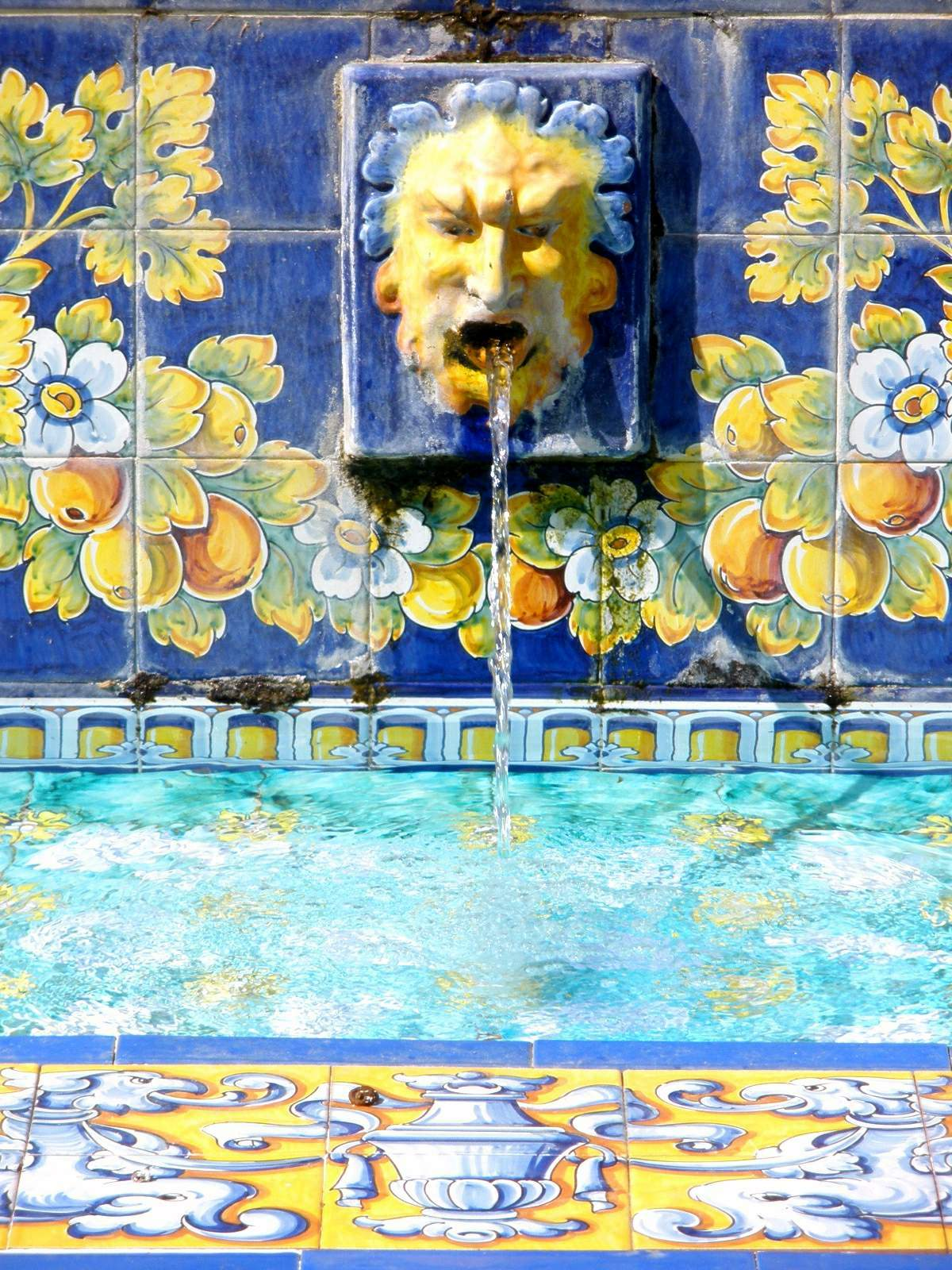
Azulejo des Jardins du Prado, de Talavera de la Reina.

Au début du XVIe siècle, des potiers italiens exilés diffusent les styles de leur pays en Europe. On les retrouve à Anvers, qui retient principalement le nom de Guido de Savino. Les carreaux de faïence d'Anvers sont décorés en bleu et jaune citron à peine relevé parfois de quelques rares émaux verts et violets. À la suite du siège d'Anvers de 1585, les artistes italiens sont contraints d'émigrer dans les Provinces-Unies néerlandaises, notamment à Delft et contribuent au renouveau de la faïence de Delft. En 1558, un certain Jan Floris (Juan Flores) d'Anvers amène différentes innovations qui débouchent sur la Céramique de Talavera de la Reine (es).
En France, ces artistes, attirés par les chantiers grandioses de François Ier, prennent racine à Lyon puis à Nevers. Niculoso Pisano est un artiste représentatif de cet art.
La manufacture de ce genre de faïence se poursuit sur une grande échelle entre 1470 et 1700 dans les villes de Nocera, Arezzo, Citta di Castillo, Forli Faenza (de là nom de faïence), Florence, Spello, Pérouse, Deruta, Bologne, Rimini, Ferrare, Pesaro, Fermignano, Castel Durante, Gubbio, Urbino et Ravenne, de même que dans plusieurs villes des Abruzzes. Mais Pesaro reste la première ville où cette fabrication acquiert une certaine célébrité.

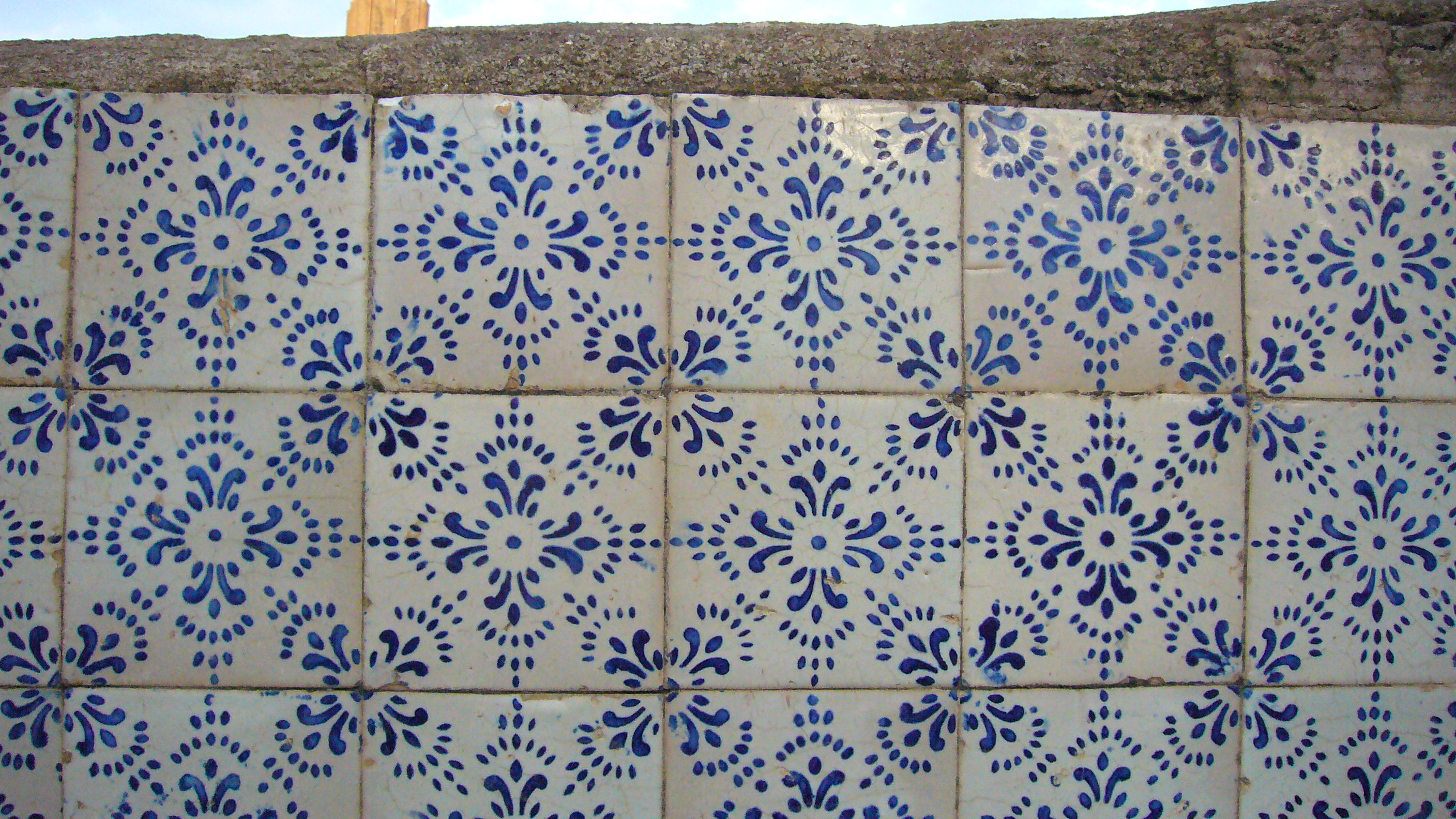
Carreaux XVIe siècle. Maison démolie du Forum de Trajan.
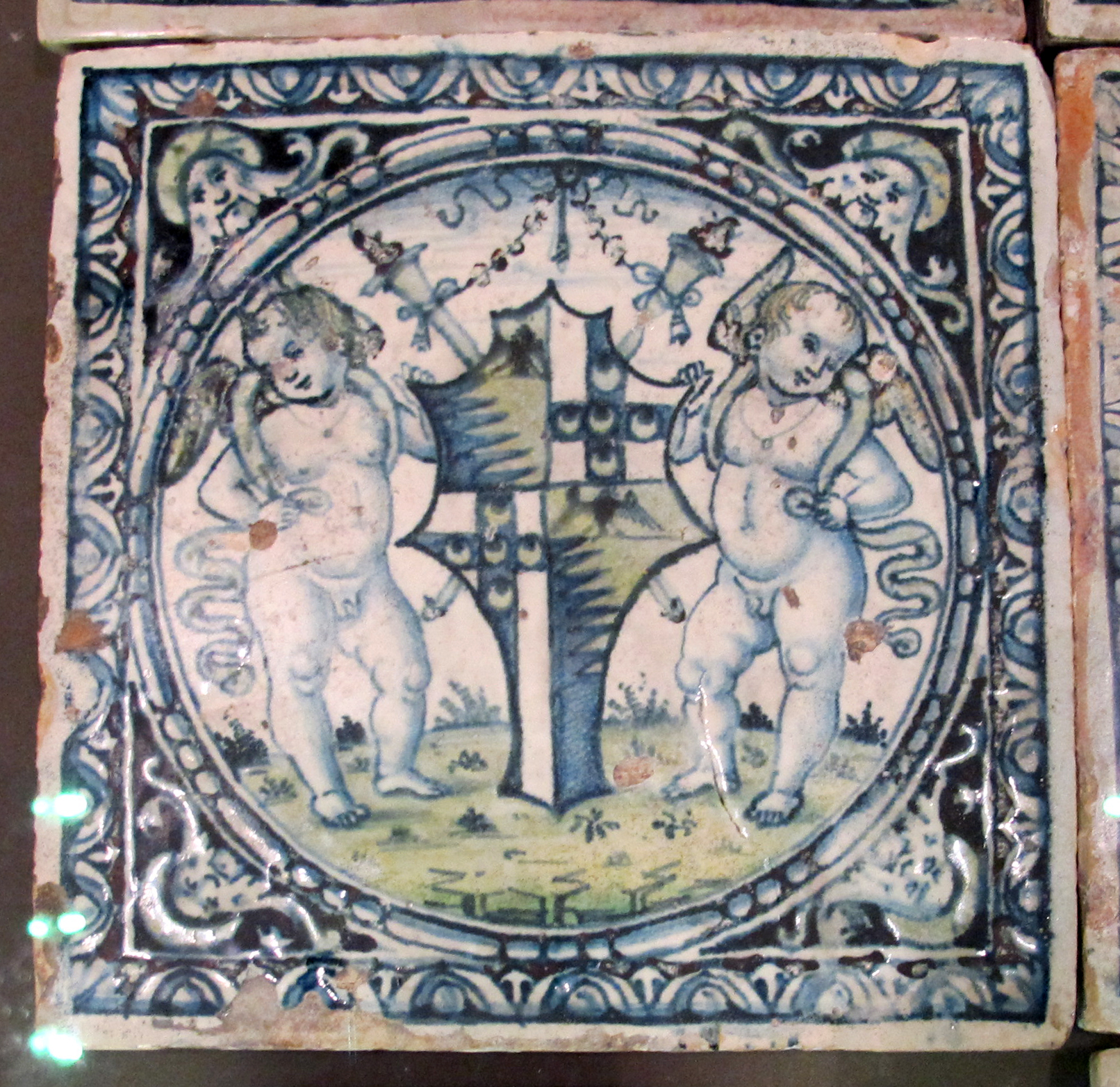
Carreaux issu du Palazzo Petrucci à Sienne. Musée du Louvre. 1509. Majolique.
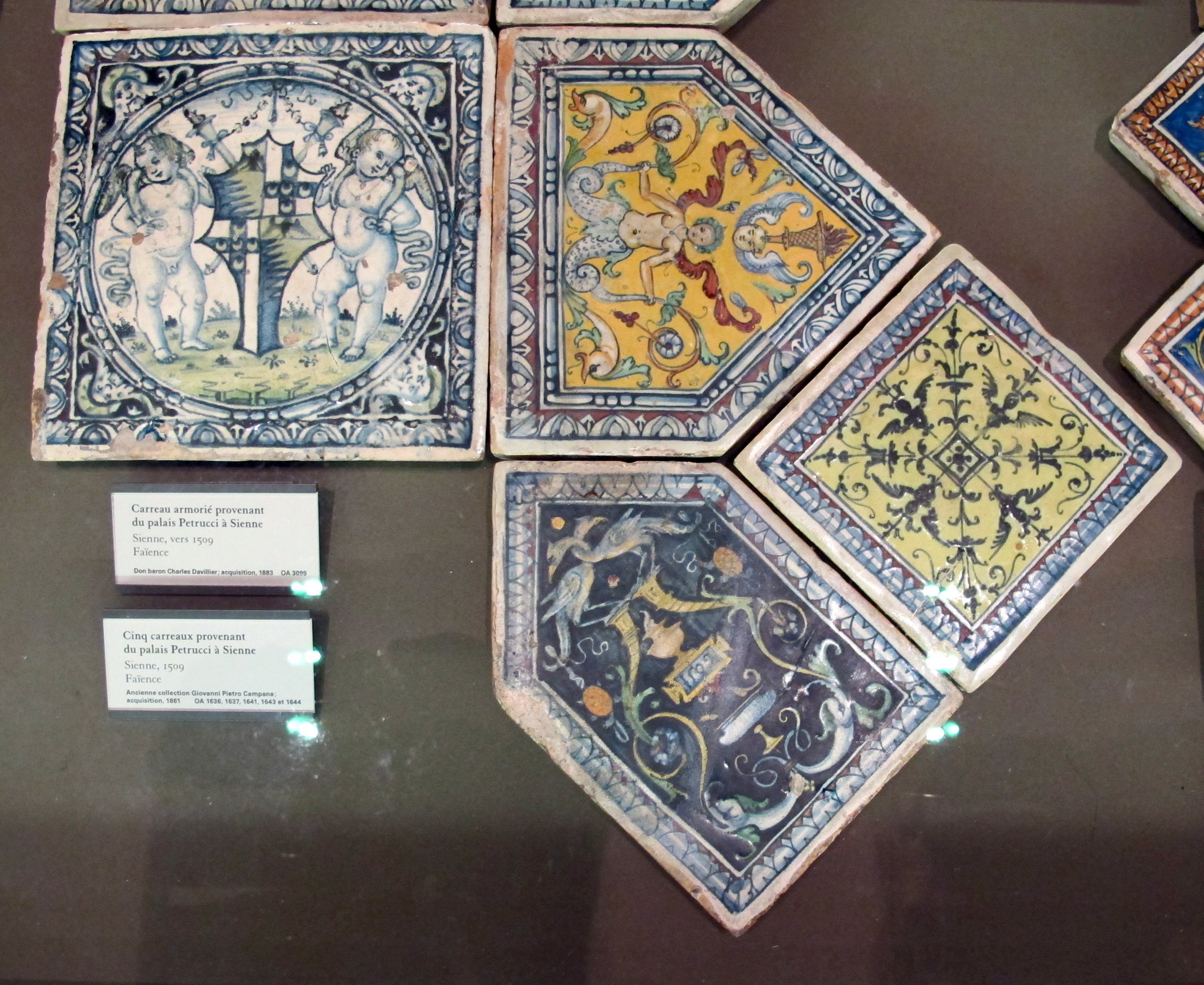
Carreaux issu du Palazzo Petrucci à Sienne.

### Zellige marocaine

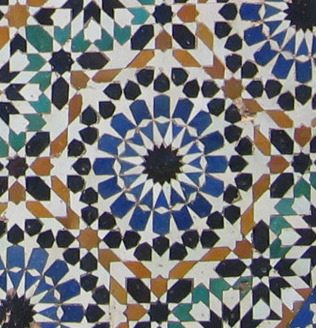
Zellige.

Sans doute inspiré de la mosaïque romaine puis byzantine, le zellige apparaît au Maroc au Xe siècle, d'abord avec des nuances de blanc et de brun. Il s'est ensuite épanoui au XIVe siècle sous la dynastie des Mérinides avec l'utilisation du bleu, du vert et du jaune. Les Mérinides l'ont largement utilisé notamment à Meknès. Le rouge est utilisé uniquement à partir du XVIIe siècle. 
Le zellige (de l'arabe : زليج, petite pierre polie) est une mosaïque dont les éléments, appelés tesselles, sont des morceaux de carreaux de faïence colorés. Ces morceaux de terre cuite émaillée sont découpés un à un et assemblés sur un lit de mortier pour former un assemblage géométrique. Le zellige, utilisé principalement pour orner des murs ou des fontaines, est un composant caractéristique de l'architecture marocaine.

### Qallaline tunisienne

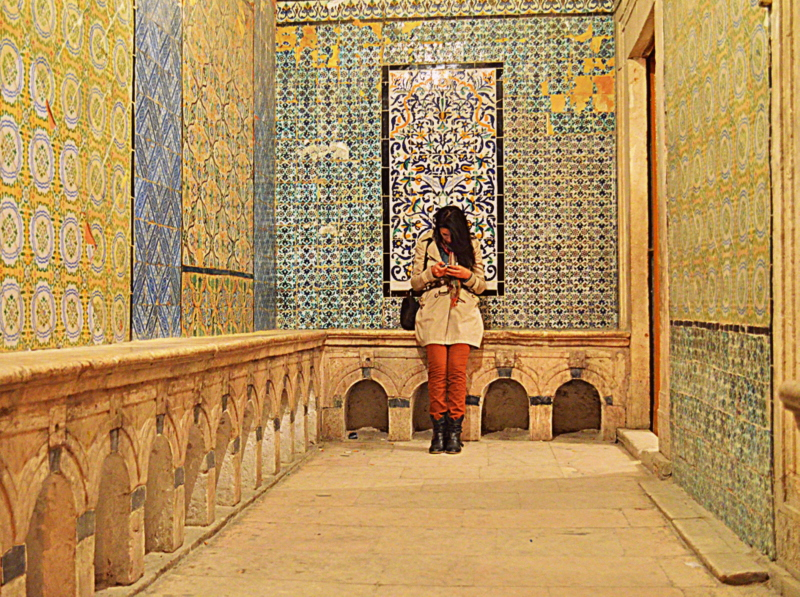
Faïence tunisoise dans la médersa Bir Lahjar.

La céramique d'Iznik à son déclin s'exporte jusqu'en Tunisie où elle habille la Mosquée Sidi Mahrez en 1699. La première production de Qallaline fait suite à l’apport des potiers morisques, arrivés dans la régence de Tunis après l’Expulsion des Morisques d'Espagne de 1609-1614, et qui reprennent leur métier dans leur exil nord africain. Ils transmettent leur savoir-faire et l’esthétique de la Renaissance espagnole, inﬂuence qui s’avère décisive dans la production tunisoise du XVIIe siècle. La céramique tunisienne subit donc l'influence d'un Islam ottoman et d'autre-part une esthétique occidentale. Les ateliers tunisois exportent vers l’Égypte, l’Algérie et Tripoli de Barbarie les copies des carreaux valenciens et catalans.

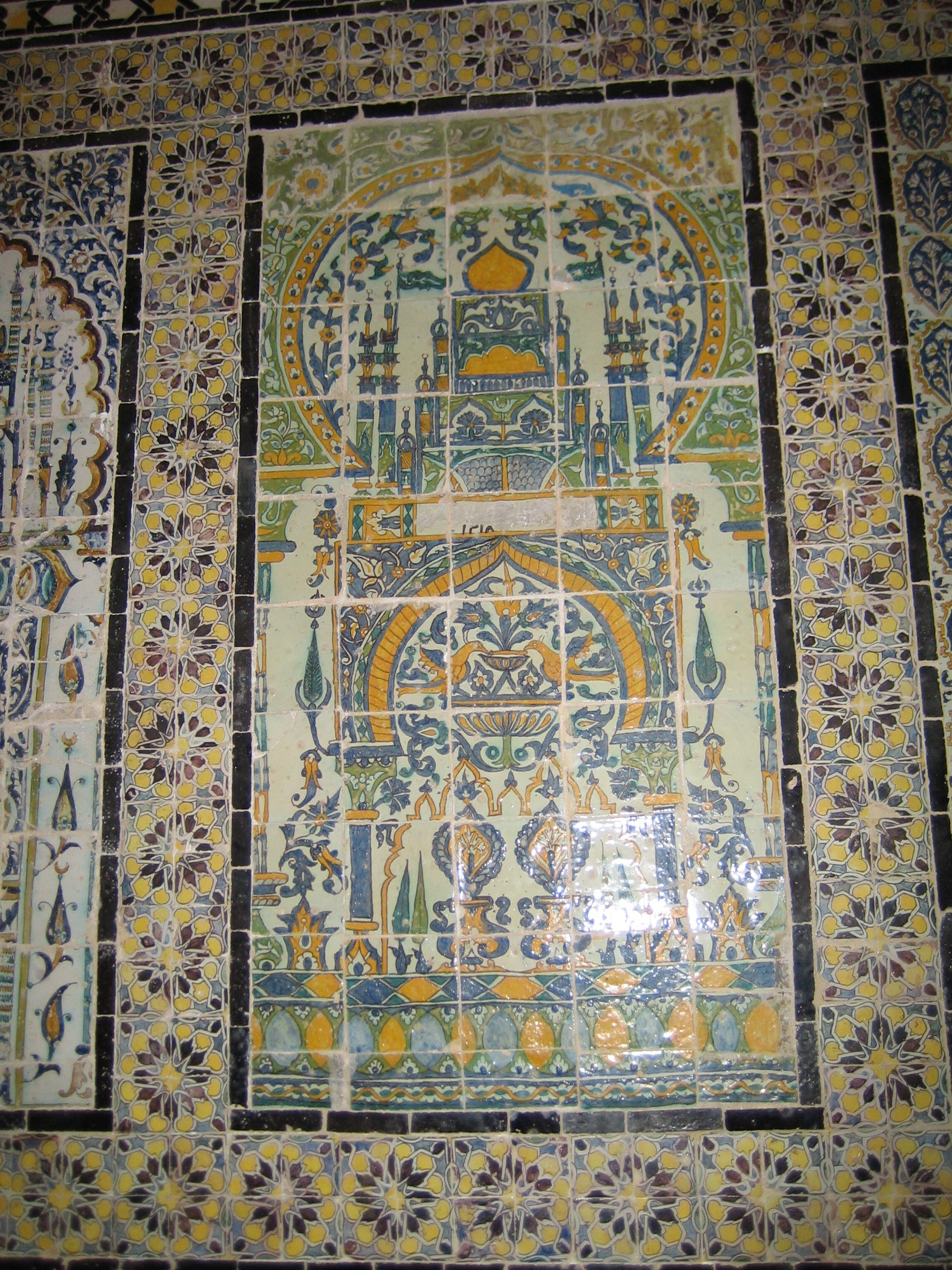
Musée national du Bardo

### Carreaux de Delft

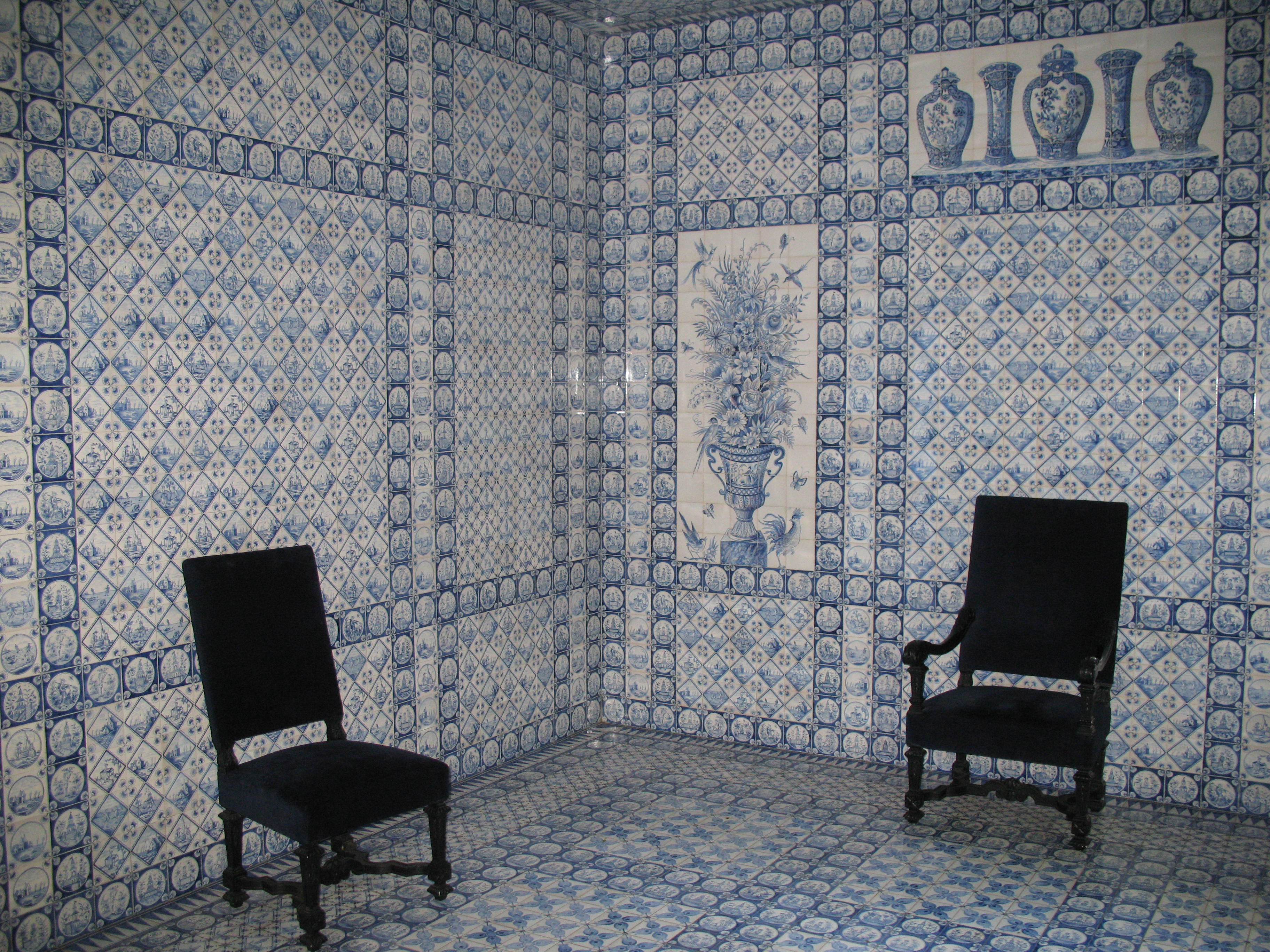
Château de Groussay de Montfort-l'Amaury, tente tartare.

On nomme carreaux de Delft, les carreaux de faïence produits dans la ville de Delft à partir du XVIIe siècle. Le travail de la faïence à Delft est initié par des artisans italiens spécialistes de la majolique, ayant fui Anvers après le siège de 1585. Sous l'influence des porcelaine bleues et blanches venues de Chine grâce à la Compagnie néerlandaise des Indes orientales, les carreaux deviennent bleus et blancs de façon prépondérante.

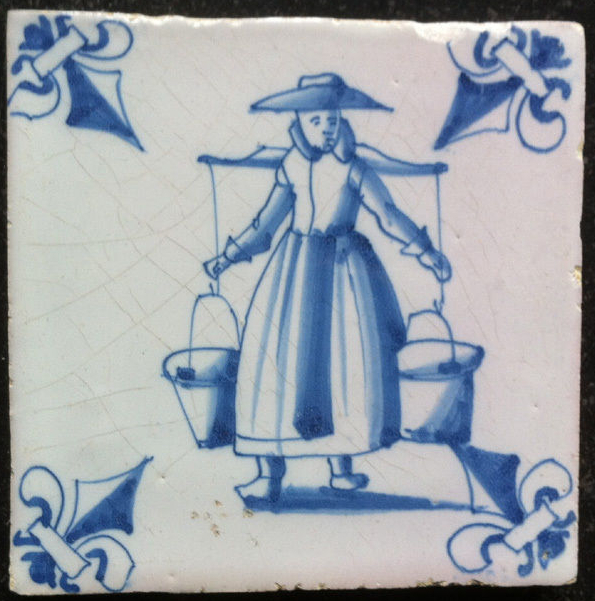
Carreau de delft - 1700
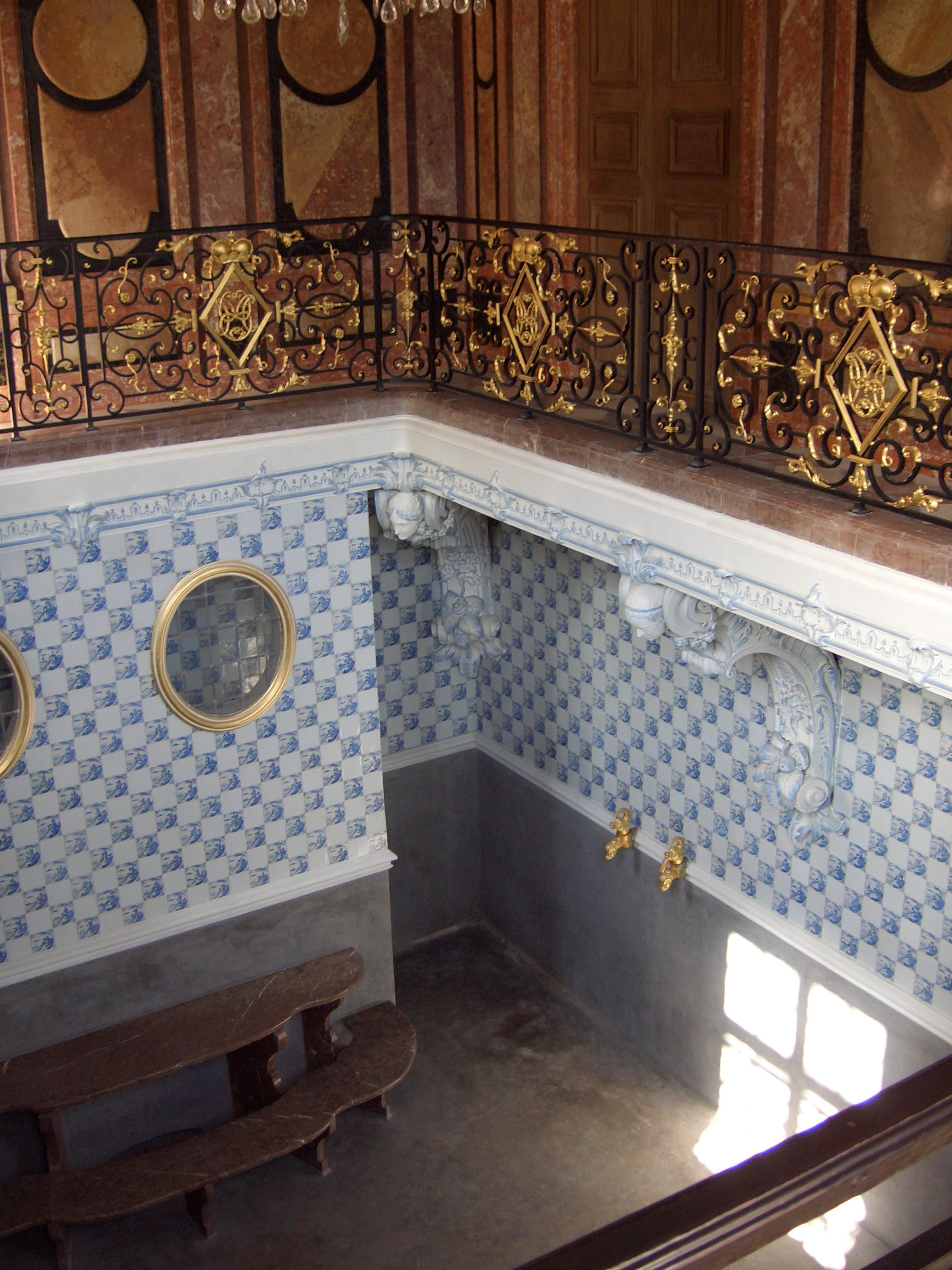
Château de Nymphembourg
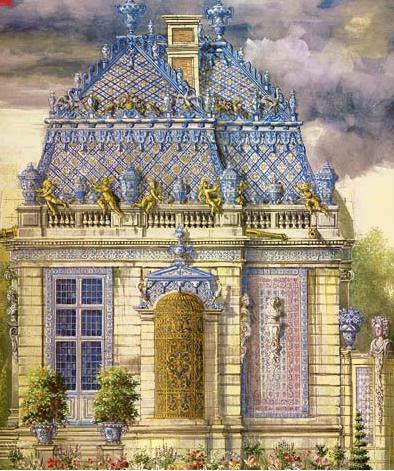
Reconstitution du Trianon de porcelaine construit en 1670 par Le Vau pour Louis XIV

### Carreaux de céramique peints de la renaissance française
À la fin du XIVe siècle, on introduit à profusion dans les carrelages des chiffres, des inscriptions, des armoiries, quelquefois même de petites scènes ; on voit émerger les tons verts, bleu clair ; le noir devient plus rare. Alors apparaissent les carrelages en faïence peints, dans lesquels les tons blancs, bleus, jaunes et verts dominent.
Influencé par la majolique italienne, Masséot Abaquesne réalise pour les appartements royaux du Château d'Écouen, vers 1549-1551, différents parements richement ouvragés. D'autres ouvrages remarquables sont à trouver au Château de Blois, de l’église de Brou, mais surtout - d'après Viollet-le-Duc - le carrelage en faïence de la chapelle située au nord de la nef de la Cathédrale Saint-Mammès de Langres.

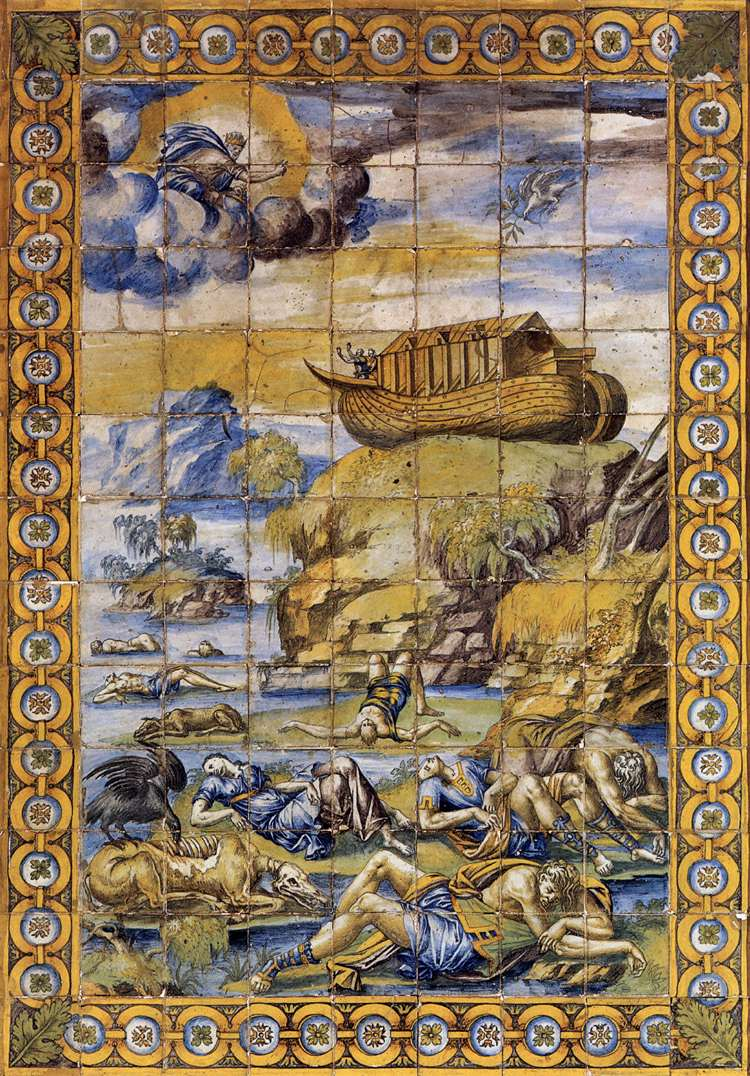
Masséot Abaquesne. Château d'Écouen. XVIe siècle
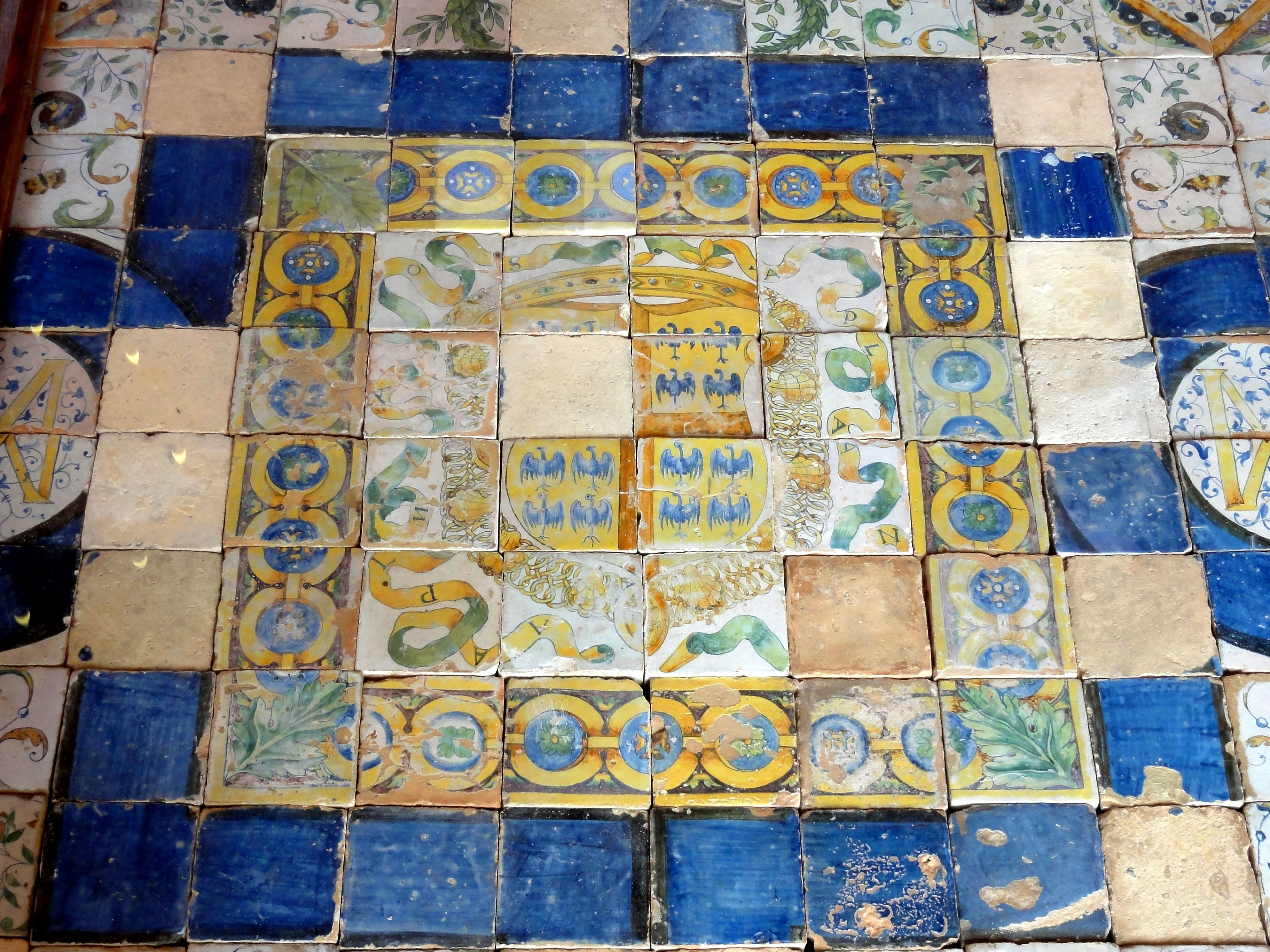
Masséot Abaquesne. Château d'Écouen. XVIe siècle
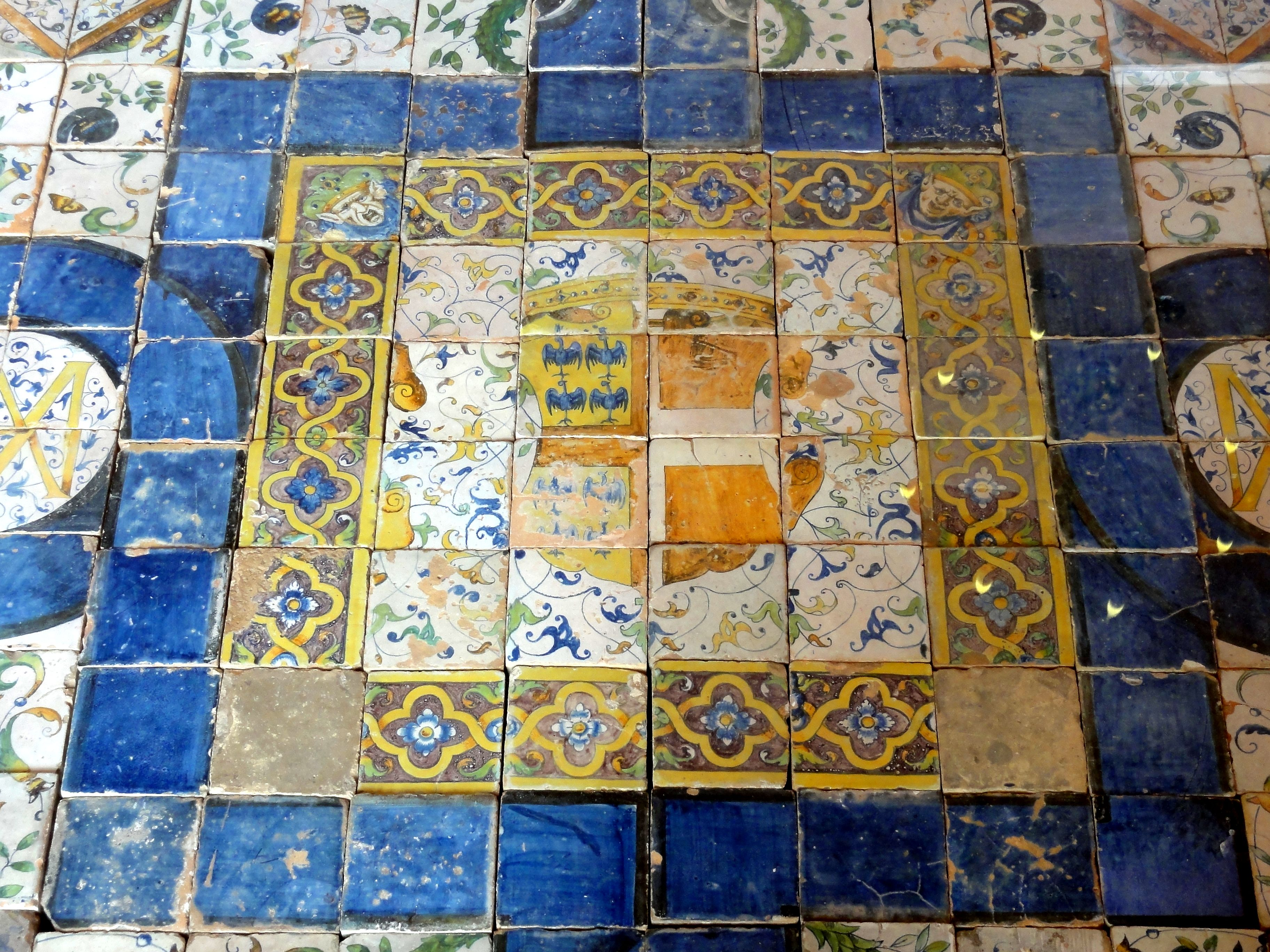
Masséot Abaquesne. Château d'Écouen. XVIe siècle
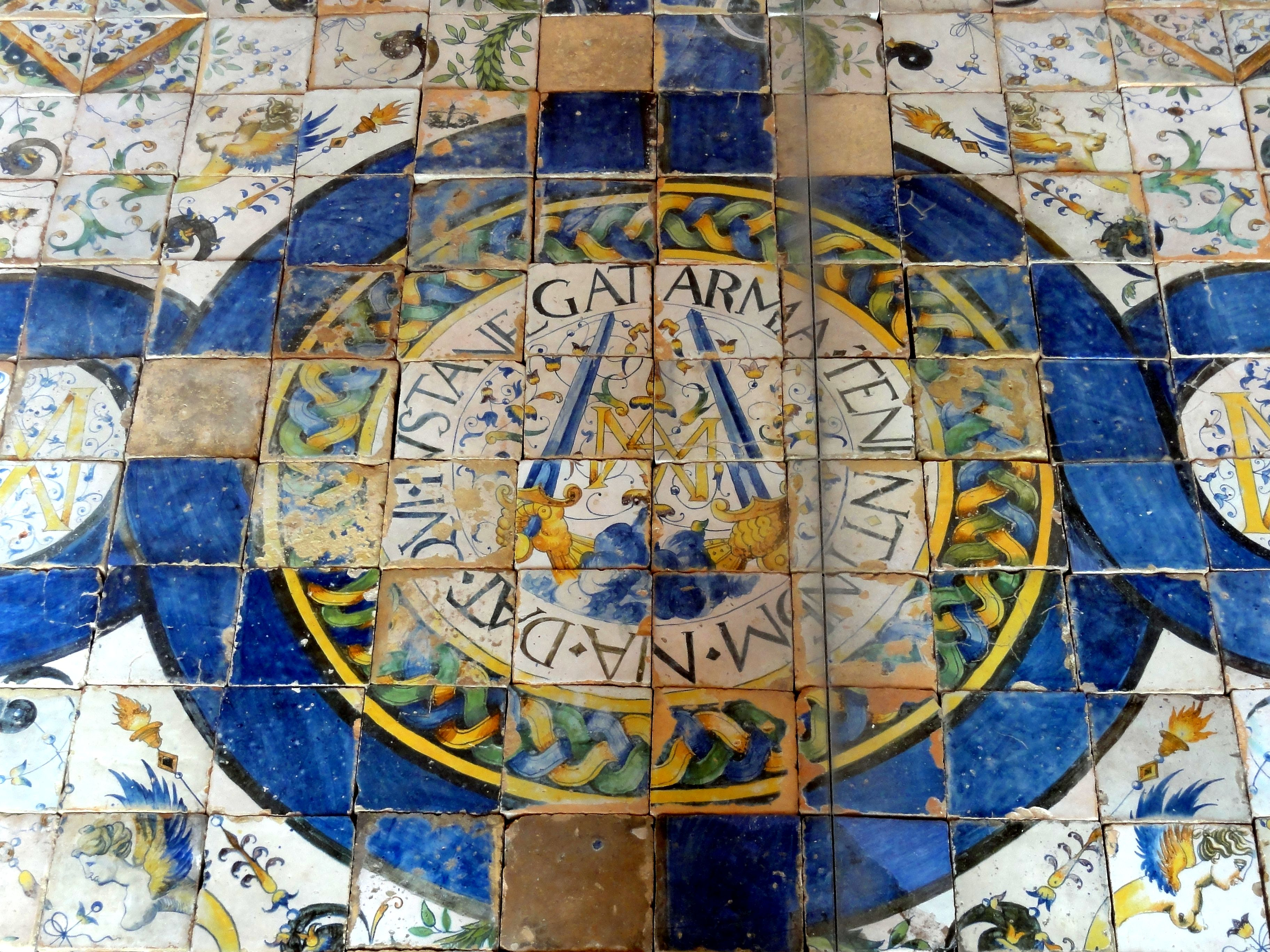
Masséot Abaquesne. Château d'Écouen. XVIe siècle

### Carreaux en poêlerie

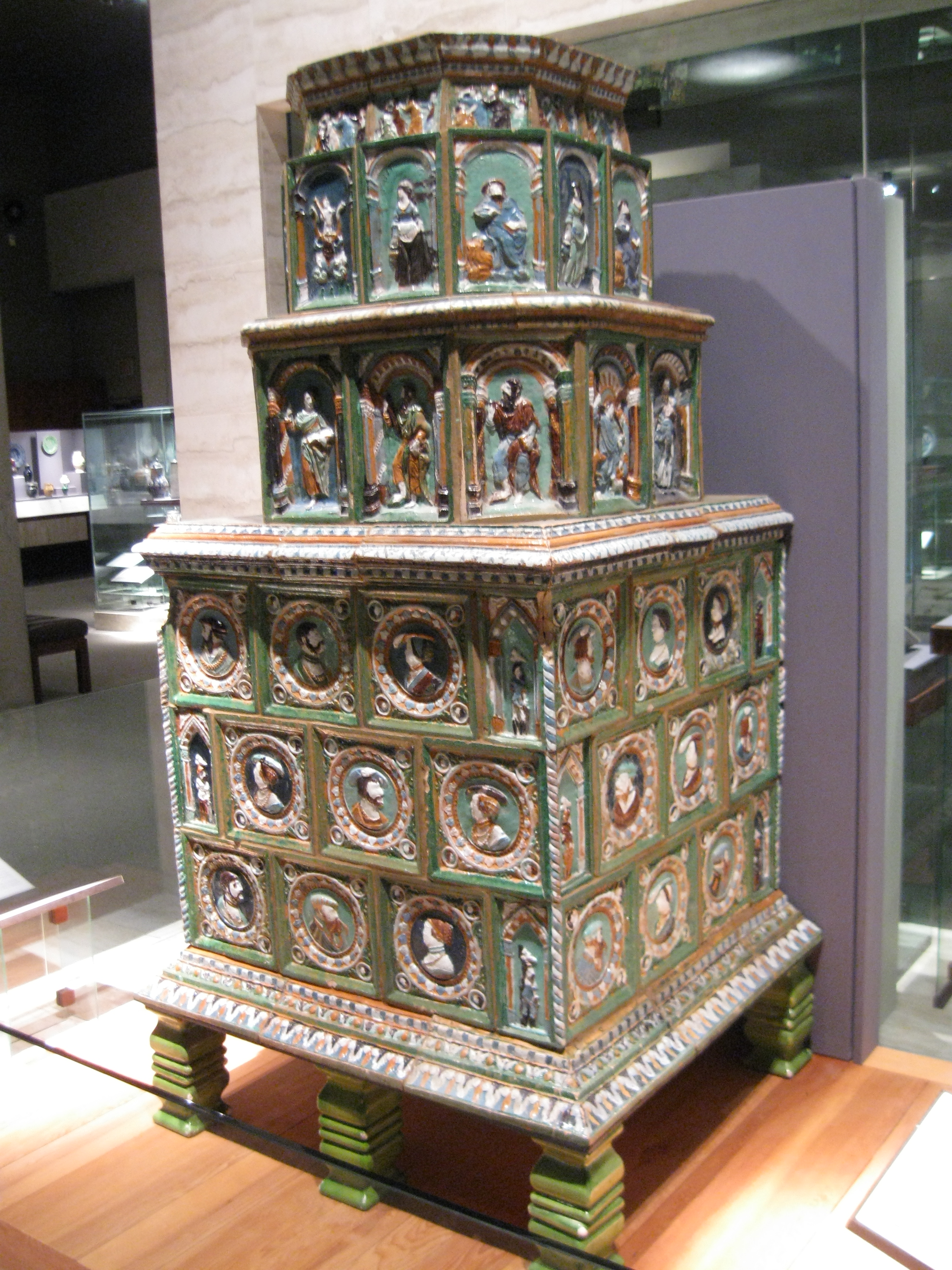
Poêle de masse dit Kachelofen couvert de céramiques. Allemagne. 1560.

En termes de poêlerie, début XIXe siècle, les carreaux désignent chaque pièce composant les faces extérieures et verticales du corps d'un poêle.

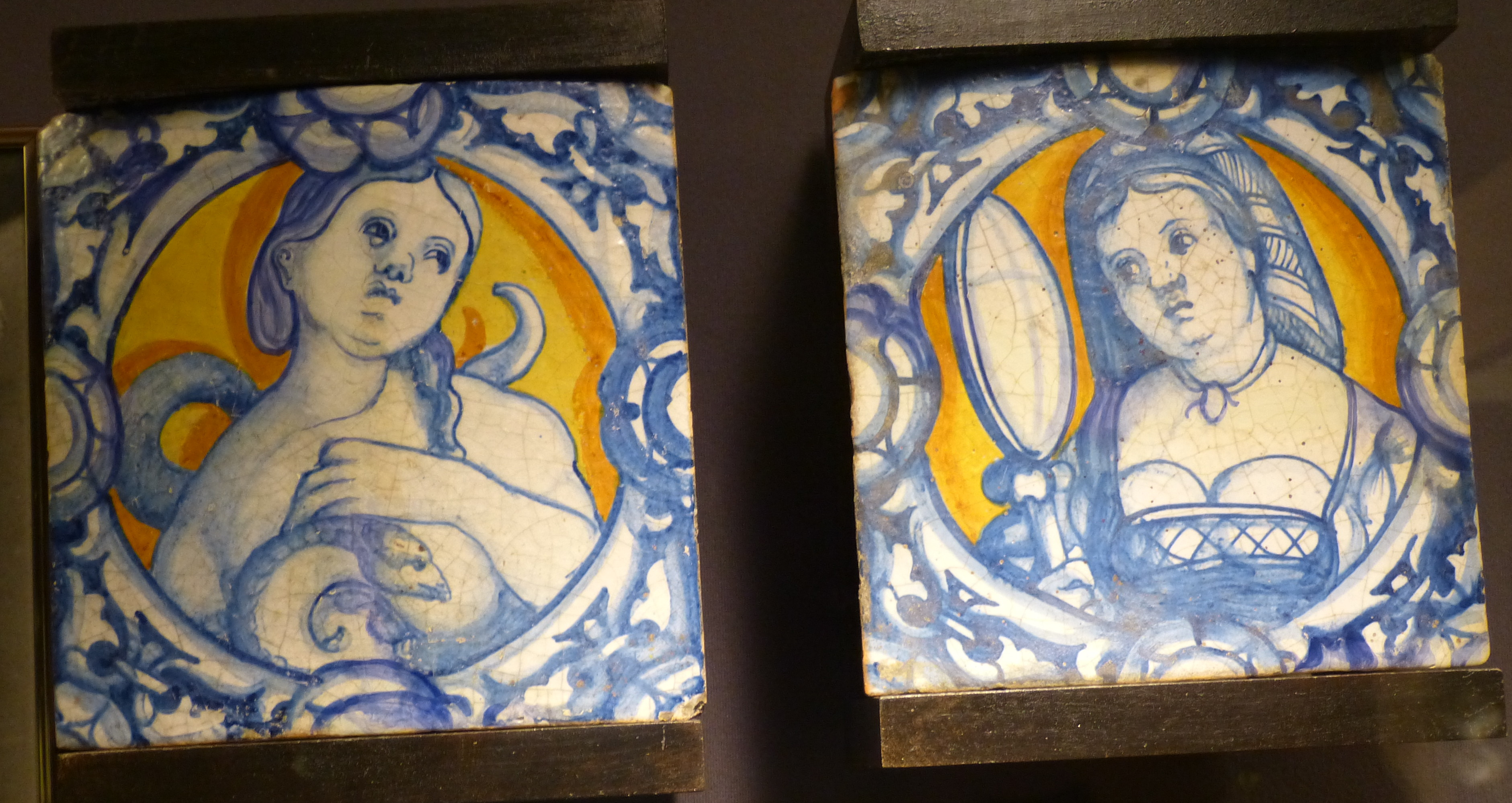
Vers 1530. Carreaux de poêle. Tyrol du sud - Musée d'anthropologie de Vancouver
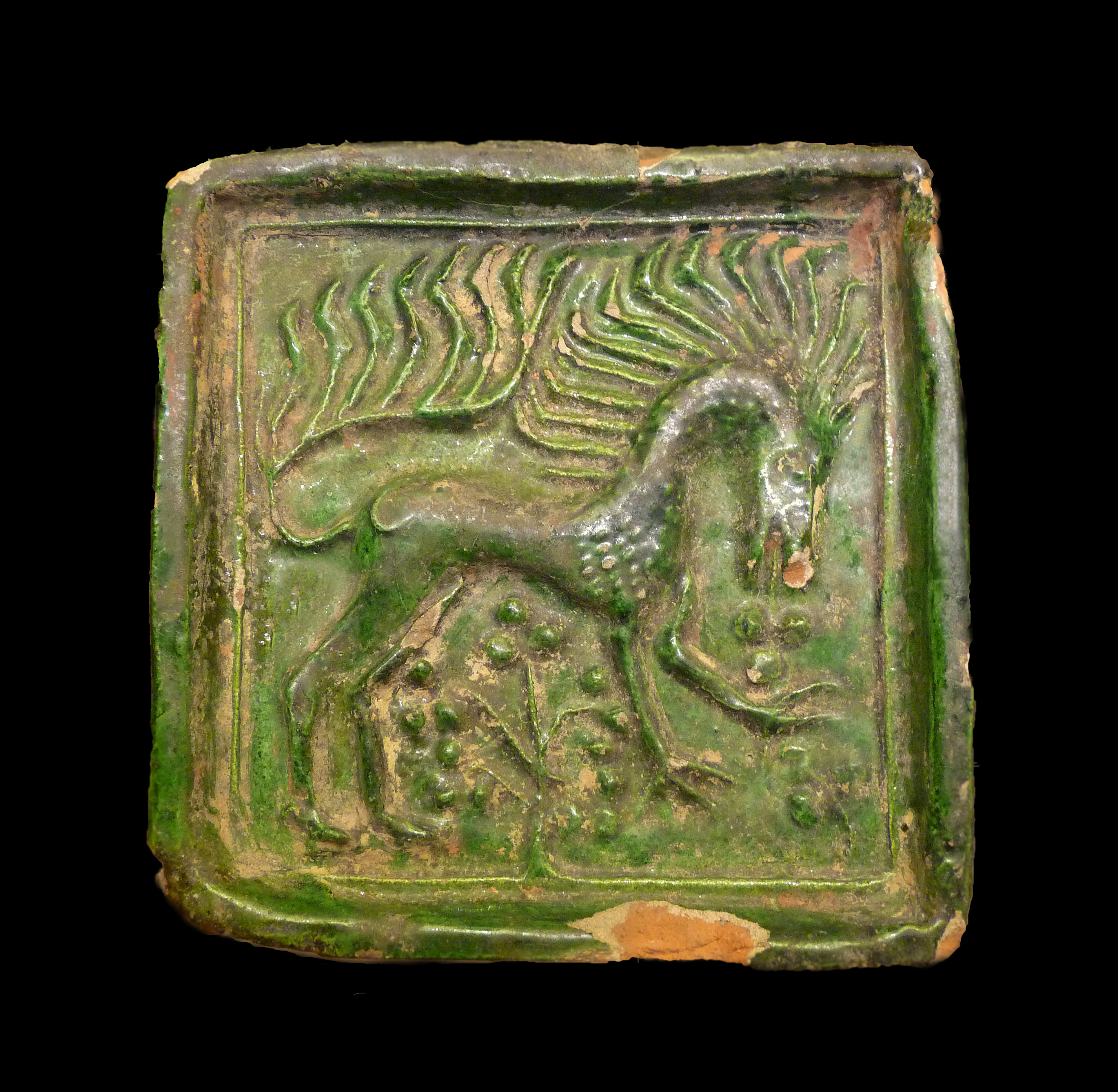
XVe siècle. Carreau de poêle à hippogriffe - Musée historique de Strasbourg
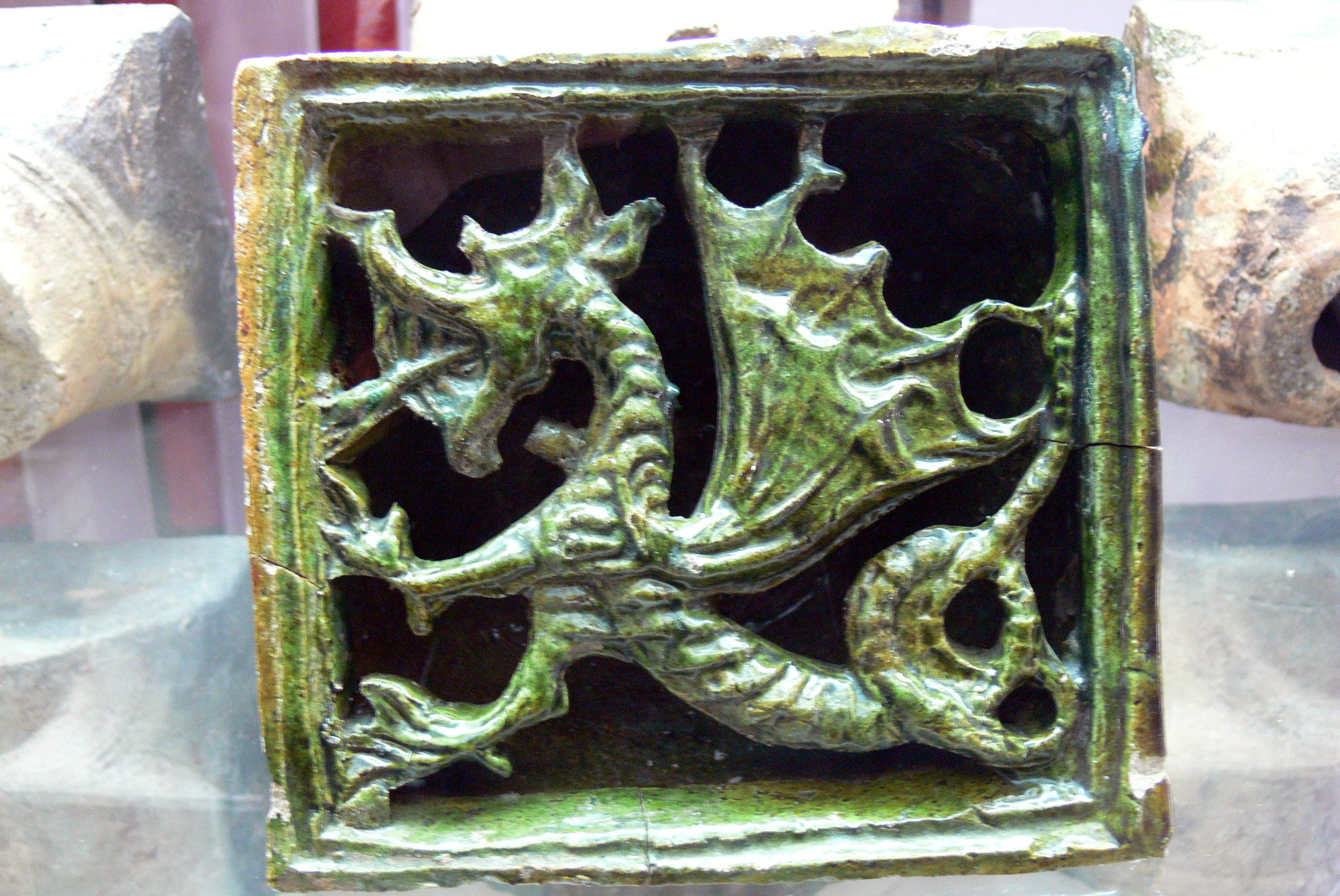
XVe siècle - Carreau de poêle avec dragon. Oberhausmuseum
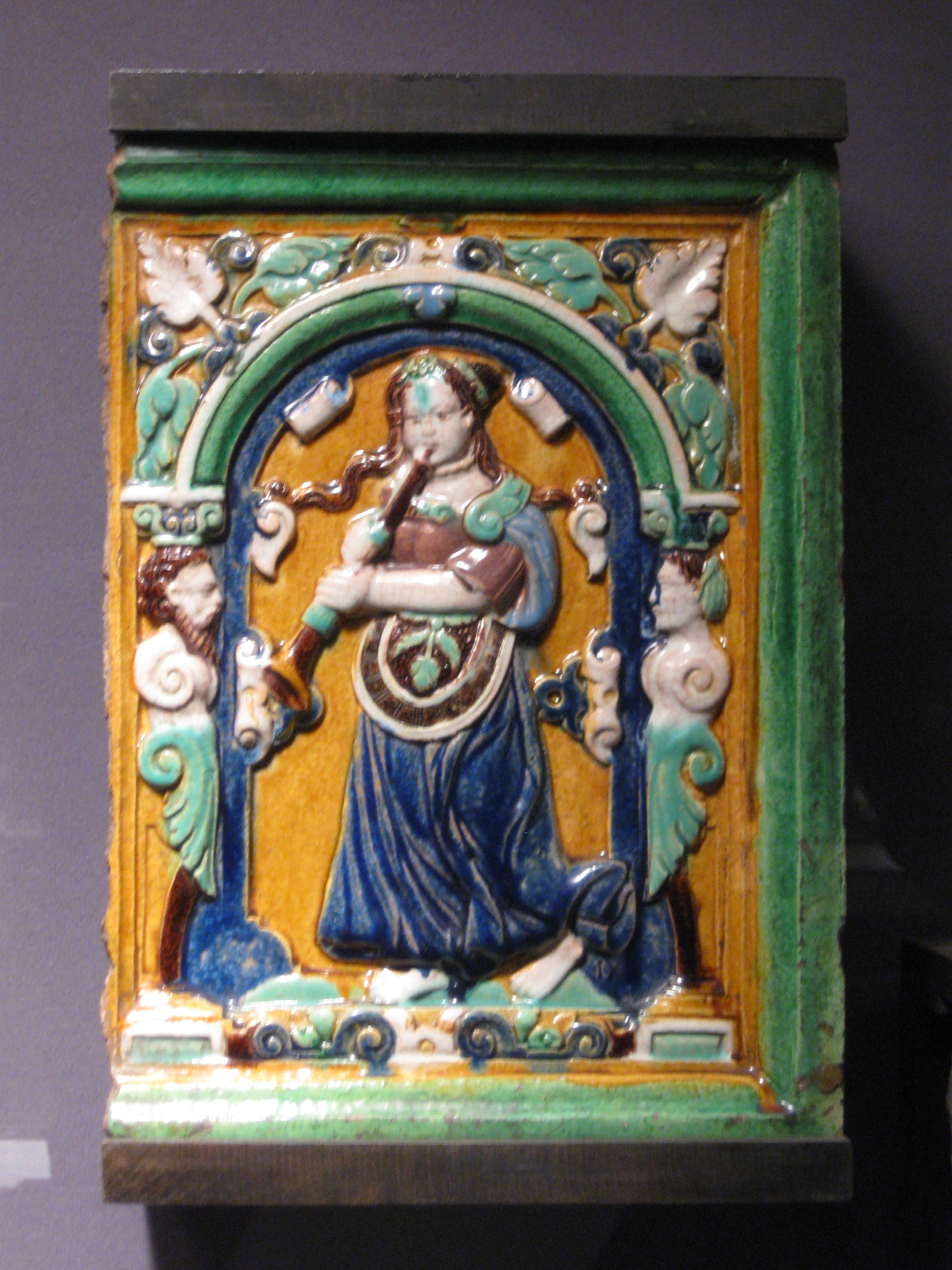
Vers 1600. Carreaux de poêle. Suisse. Musée d'anthropologie de Vancouver

## Carreaux en grès cérame

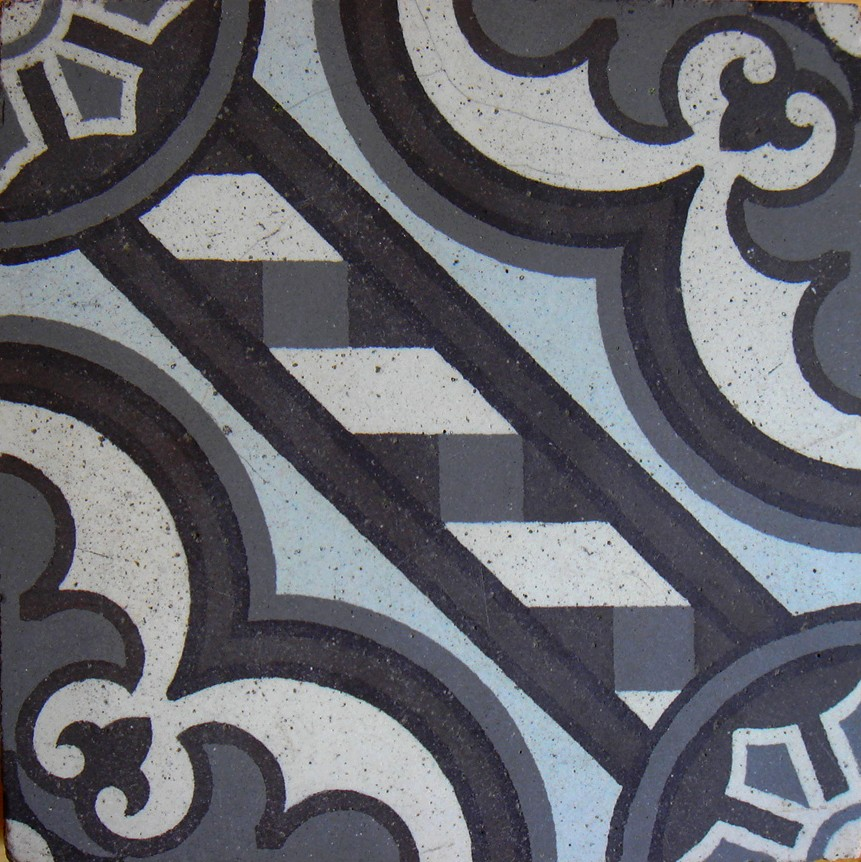
Carreau de grès cérame coloré dans l'épaisseur, Manufacture Paul Charnoz, Paray-le-Monial, XIXe siècle

## Carreaux de ciment

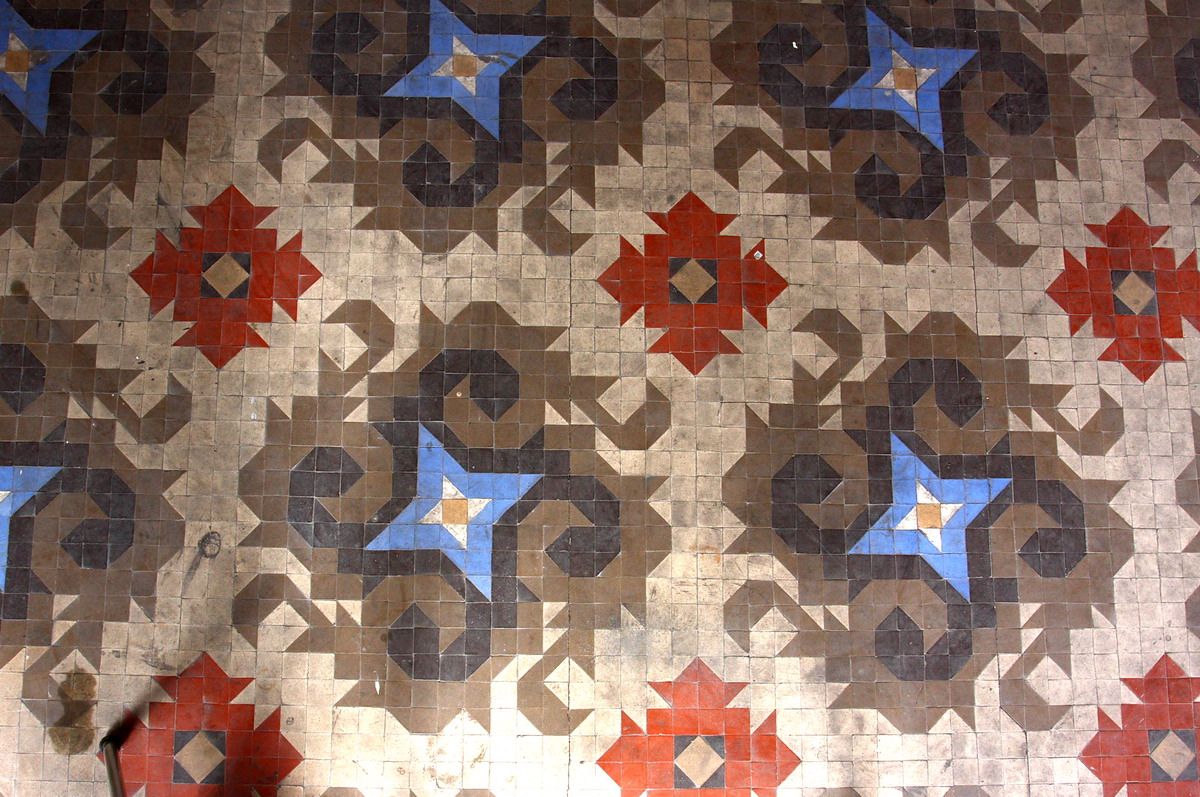
Carreaux ciment de petite dimension, Casa Burés (Barcelone).

Les carreaux de ciment sont à base de ciments colorés. Les carreaux de ciment ne nécessitent pas de cuisson, mais sont fabriqués à l'aide d'une presse hydraulique. Cette technique apparaît en France vers 1850 et se développe dans toute l'Europe à la fin du XIXe siècle.

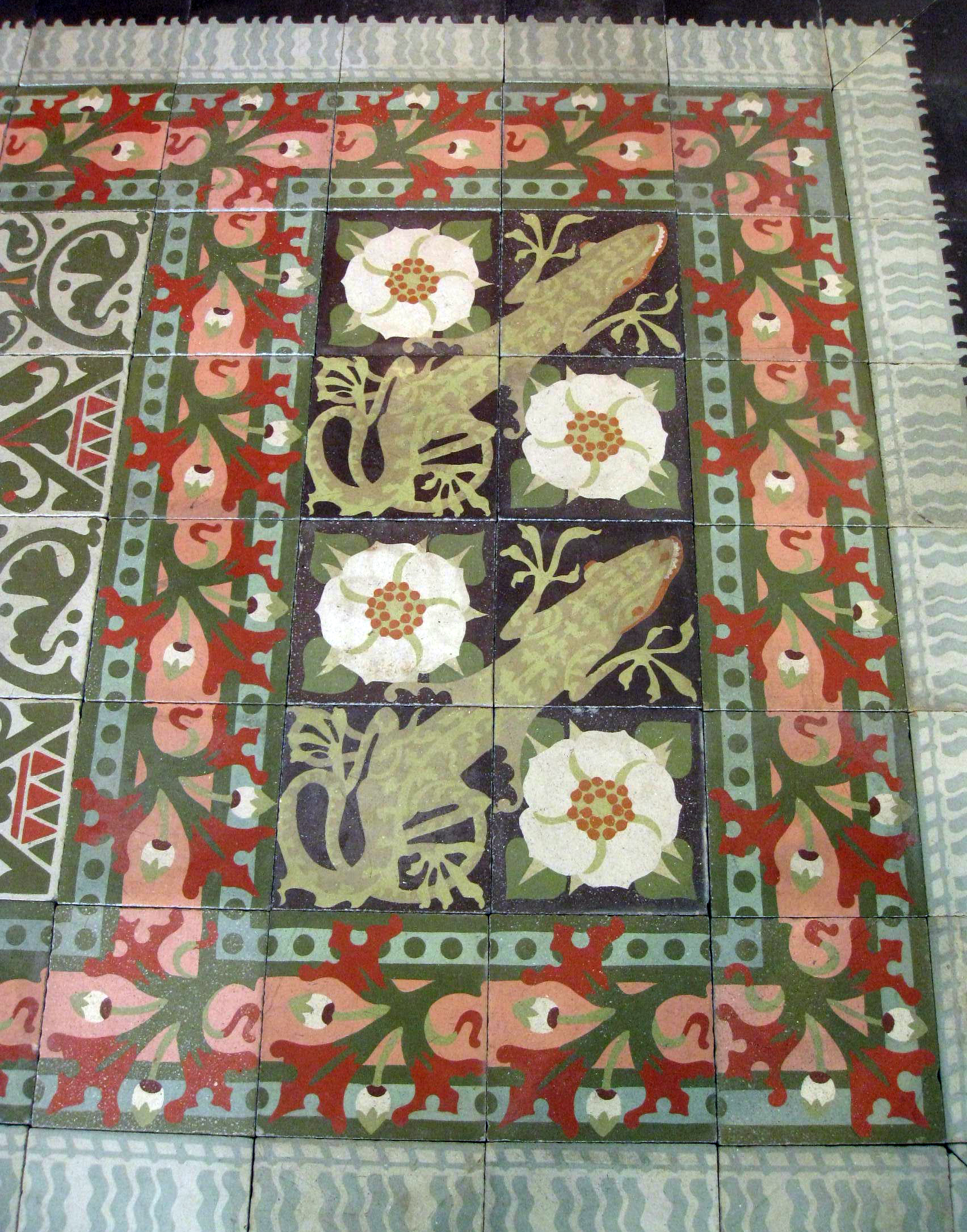
Lluís Domènech i Montaner. Pavement Hydraulique. Palais national (Barcelone)
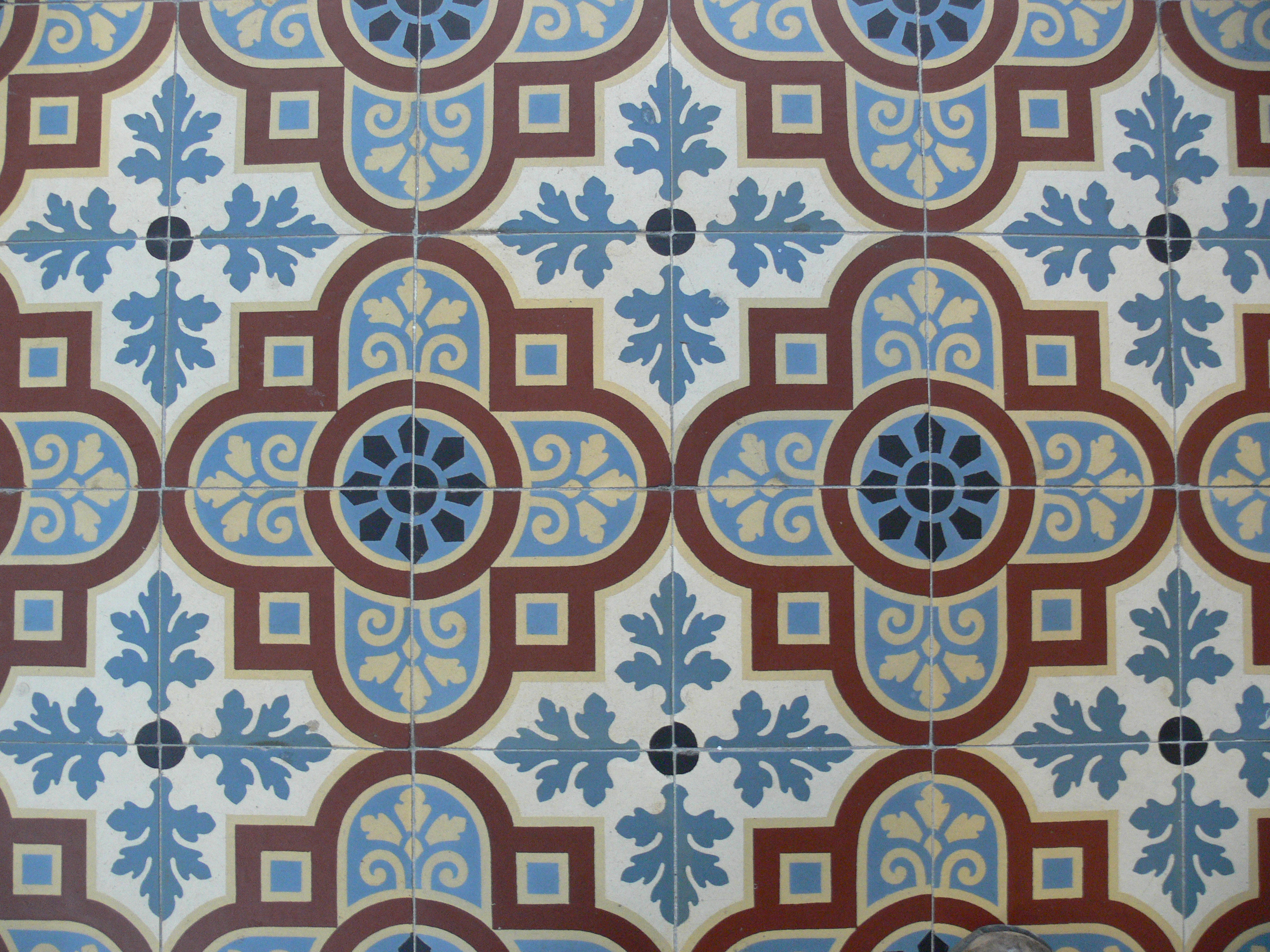
Carreau de ciment. Allemagne
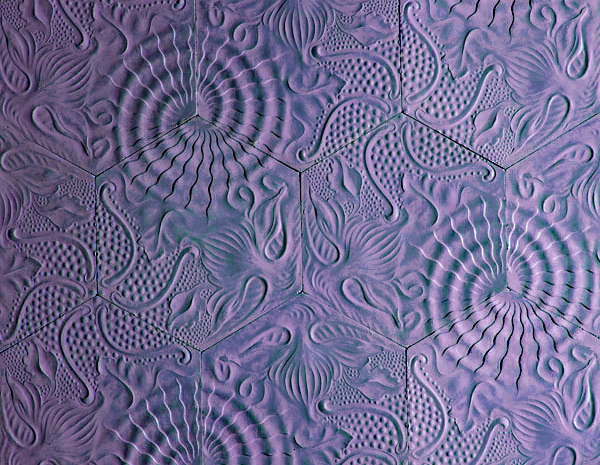
Antoni Gaudí. Pavement Hydraulique. Casa Batlló. 1905 - 1907

## Voir aussi

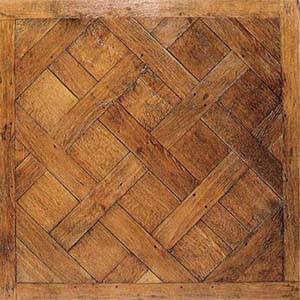
Feuille de parquet, château de Versailles. Bâti, montants et traverses et petits panneaux : carreaux, écoinçon aux quatre angles, colifichets au milieu des quatre côtés.